# Lista de personagens de House of the Dragon
A lista abaixo contém a descrição dos personagens fictícios que aparecerem na série de televisão House of the Dragon, criada por Ryan Condal e George R. R. Martin. House of the Dragon é uma série original do canal pago HBO, que estreou no dia 21 de agosto de 2022. Em âmbito internacional, a série é distribuída pela Warner Bros. Entertainment através do serviço de streaming HBO Max, ou através de outros serviços de empresas terceirizadas.
House of the Dragon é uma prequela da também série de televisão Game of Thrones (2011–2019), baseada em eventos narrados no romance de 2018 Fire & Blood, de George R. R. Martin.  A série tem como enredo a Dança dos Dragões, uma guerra civil travada entre Rhaenyra Targaryen e seu meio-irmão Aegon II Targaryen pela posse do Trono de Ferro à 173 anos antes da primeira temporada de Game of Thrones. A guerra teve um efeito devastador nos Sete Reinos, uma vez que mergulhou o fictício continente de Westeros e total caos. A Casa Targaryen foi a que mais sofreu com as consequências das batalhas, tendo a maioria dos seus dragões extintos, assim como muitos membros da família também foram mortos.
O elenco principal inicial da série incluí Paddy Considine, Matt Smith, Emma D'Arcy, Olivia Cooke, Rhys Ifans, Steve Toussaint, Eve Best, Sonoya Mizuno, Fabien Frankel, Milly Alcock, Emily Carey, Graham McTavish e entre outros. Devido ao sucesso imediato, House of the Dragon ganhou um Globo de Ouro de melhor série dramática na premiação de 2023. Tanto a atuação de Milly Alcock, quanto a de Emma D'Arcy, foram elogiadas pelos críticos que as consideraram excelentes em suas performances. Sobre Emma D'Arcy, BJ Colangelo da SlashFilm comentou que “é tão raro ver um talento tão inegável varrer completamente o chão com o roteiro que lhe foi dado, mas D'Arcy derramou sangue, suor, lágrimas e apresentação controlada de sobrancelhas em cada segundo na tela.” D'Arcy recebeu uma indicação ao Globo de Ouro de 2023, na categoria de Melhor Atriz em Série Dramática.

## Visão geral

### Elenco principal
Legenda
     = Regular (creditado na abertura)
     = Recorrente (3 ou mais eps.)
     = Convidado (1-2 eps.)
| Ator/Atriz          | Personagem          | Temporadas | Temporadas | Total de aparições |
| Ator/Atriz          | Personagem          | 1.ª        | 2.ª        | Total de aparições |
| ------------------- | ------------------- | ---------- | ---------- | ------------------ |
| Emma D'Arcy         | Rhaenyra Targaryen  | 5          | 8          | 18 eps.            |
| Milly Alcock        | Rhaenyra Targaryen  | 5          | 2          | 18 eps.            |
| Matt Smith          | Daemon Targaryen    | 9          | 8          | 17 eps.            |
| Olivia Cooke        | Alicent Hightower   | 4          | 8          | 17 eps.            |
| Emily Carey         | Alicent Hightower   | 5          |            | 17 eps.            |
| Fabien Frankel      | Criston Cole        | 9          | 7          | 16 eps.            |
| Steve Toussaint     | Corlys Velaryon     | 6          | 8          | 14 eps.            |
| Sonoya Mizuno       | Mysaria             | 5          | 8          | 13 eps.            |
| Jefferson Hall      | Tyland Lannister    | 6          | 7          | 13 eps.            |
| Jefferson Hall      | Jason Lannister     | 2          | 1          | 3 eps.             |
| Matthew Needham     | Larys Strong        | 5          | 8          | 13 eps.            |
| Kurt Egyiawan       | Orwyle              | 5          | 8          | 13 eps.            |
| Tom Glynn-Carney    | Aegon II Targaryen  | 2          | 8          | 13 eps.            |
| Tyler Tennant       | Aegon II Targaryen  | 2          |            | 13 eps.            |
| Ewan Mitchell       | Aemond Targaryen    | 3          | 8          | 13 eps.            |
| Leo Ashton          | Aemond Targaryen    | 2          |            | 13 eps.            |
| Harry Collett       | Jacaerys Velaryon   | 2          | 8          | 12 eps.            |
| Leo Hart            | Jacaerys Velaryon   | 2          |            | 12 eps.            |
| Rhys Ifans          | Otto Hightower      | 9          | 3          | 12 eps.            |
| Paddy Considine     | Viserys I Targaryen | 9          | 2          | 11 eps.            |
| Eve Best            | Rhaenys Targaryen   | 7          | 4          | 11 eps.            |
| Graham McTavish     | Harrold Westerling  | 9          |            | 9 eps.             |
| Bethany Antonia     | Baela Targaryen     | 2          | 7          | 9 eps.             |
| Shani Smethurst     | Baela Targaryen     | 2          |            | 9 eps.             |
| Phoebe Campbell     | Rhaena Targaryen    | 2          | 6          | 8 eps.             |
| Eva Ossei-Gerning   | Rhaena Targaryen    | 2          |            | 8 eps.             |
| Phia Saban          | Helaena Targaryen   | 2          | 6          | 8 eps.             |
| Evie Allen          | Helaena Targaryen   | 2          |            | 8 eps.             |
| Freddie Fox         | Gwayne Hightower    |            | 5          | 6 eps.             |
| Will Willoughby     | Gwayne Hightower    | 1          |            | 6 eps.             |
| Simon Russell Beale | Simon Strong        |            | 6          | 6 eps.             |
| Kieran Bew          | Hugh                |            | 6          | 6 eps.             |
| Abubakar Salim      | Alyn de Casco       |            | 6          | 6 eps.             |
| Clinton Liberty     | Addam de Casco      |            | 5          | 5 eps.             |
| Tom Bennett         | Ulf                 |            | 5          | 5 eps.             |
| Gayle Rankin        | Alys Rivers         |            | 5          | 5 eps.             |
| Ellora Torchia      | Kate                |            | 4          | 4 eps.             |
| Tom Taylor          | Cregan Stark        |            | 1          | 1 ep.              |

### Elenco recorrente
Legenda
     = Recorrente (3 ou mais eps.)
     = Convidado (1-2 eps.)
| Ator/Atriz          | Personagem        | Temporadas | Temporadas | Total de aparições |
| Ator/Atriz          | Personagem        | 1.ª        | 2.ª        | Total de aparições |
| ------------------- | ----------------- | ---------- | ---------- | ------------------ |
| Paul Kennedy        | Jasper Wylde      | 3          | 8          | 11 eps.            |
| Phil Daniels        | Gerardys          | 3          | 8          | 11 eps.            |
| Anthony Flanagan    | Steffon Darklyn   | 3          | 7          | 10 eps.            |
| Max Wrottesley      | Lorent Marbrand   | 2          | 8          | 10 eps.            |
| Nicholas Jones      | Bartimos Celtigar | 1          | 8          | 9 eps.             |
| Luke Tittensor      | Arryk Cargyll     | 5          | 3          | 8 eps.             |
| Elliott Tittensor   | Erryk Cargyll     | 4          | 3          | 7 eps.             |
| Jordon Stevens      | Elinda Massey     | 2          | 5          | 7 eps.             |
| Bill Paterson       | Lyman Beesbury    | 7          |            | 7 eps.             |
| Barney Fishwick     | Martyn Reyne      |            | 7          | 7 eps.             |
| Tok Stephen         | Eddard Waters     |            | 7          | 7 eps.             |
| Gavin Spokes        | Lyonel Strong     | 6          |            | 6 eps.             |
| Jamie Kenna         | Alfred Broome     |            | 6          | 6 eps.             |
| James Dreyfus       | Gormon Massey     |            | 6          | 6 eps.             |
| Ralph Davis         | Leon Estermont    |            | 6          | 6 eps.             |
| Vincent Regan       | Rickard Thorne    |            | 6          | 6 eps.             |
| Michelle Bonnard    | Sylvi             | 1          | 4          | 5 eps.             |
| Michael Elwyn       | Simon Staunton    | 1          | 4          | 5 eps.             |
| John MacMillan      | Laenor Velaryon   | 2          |            | 5 eps.             |
| Theo Nate           | Laenor Velaryon   | 2          |            | 5 eps.             |
| Matthew Carver      | Laenor Velaryon   | 1          |            | 5 eps.             |
| David Horovitch     | Mellos            | 4          |            | 4 eps.             |
| Ryan Corr           | Harwin Strong     | 4          |            | 4 eps.             |
| Wil Johnson         | Vaemond Velaryon  | 4          |            | 4 eps.             |
| Alexis Raben        | Talya             | 4          |            | 4 eps.             |
| Elliot Grihault     | Lucerys Velaryon  | 2          |            | 4 eps.             |
| Harvey Sadler       | Lucerys Velaryon  | 2          |            | 4 eps.             |
| Nanna Blondell      | Laena Velaryon    | 1          |            | 4 eps.             |
| Savannah Steyn      | Laena Velaryon    | 1          |            | 4 eps.             |
| Nova Foueillis-Mose | Laena Velaryon    | 2          |            | 4 eps.             |
| Maddie Evans        | Dyana             | 1          | 3          | 4 eps.             |
| Graeme McKnight     | Paxter Strong     |            | 4          | 4 eps.             |
| Paul Valentine      | Germund Strong    |            | 4          | 4 eps.             |
| Eddie Eyre          | Axell Bulwer      |            | 4          | 4 eps.             |
| Jack Parry-Jones    | Willem Blackwood  |            | 3          | 4 eps.             |
| Alfie Todd          | Willem Blackwood  | 1          |            | 4 eps.             |
| Amanda Collin       | Jayne Arryn       |            | 4          | 4 eps.             |
| Steffan Rhodri      | Hobert Hightower  | 3          |            | 3 eps.             |
| Paul Hickey         | Allun Caswell     | 3          |            | 3 eps.             |
| Antonio Magro       | Petyr Piper       |            | 3          | 3 eps.             |

### Elenco convidado
- Sian Brooke como Aemma Arryn

#### Temporada 1
- Michael Carter como Jaehaerys I Targaryen
- Gary Cooper como Ryam Redwyne
- Julian Lewis Jones como Boremund Baratheon
- David Hounslow como Rickon Stark
- Frankie Wilson como Randyll Barret
- Gary Raymond como o Alto Septão
- Daniel Scott-Smith como Craghas Drahar
- Solly MacLeod como Joffrey Lonmouth
- Edward Rowe como Howland Sharp
- Lucy Brierscomo Ceira Lannister
- Joanna David como Joselyn Redwyne
- Alana Ramsey como Lynesse Hightower
- Thom Ashley como Brett Lannister
- Chris David Storer como Humfrey Bracken
- Gabriel Scott como Jerrel Bracken
- Paul Leonard como Beric Dondarrion
- Owen Oakeshott como Gerold Royce
- Rachel Redfordcomo Rhea Royce
- Artie Frushan como Qarl Correy
- Dean Nolan como Reggio Haratis
- Haqi Ali como Kelvyn
- Simon Chandler como Eustance
- Nina Barker-Francis como Jayne
- Roger Evans como Borros Baratheon

#### Temporada 2
- Sam C. Wilson como Sangue
- Mark Stobbart como Queijo
- Samson Kayo como Mujja
- James Doherty como Cley
- Ryan Kopel como Aeron Bracken
- Kieran Burton como Davos Blackwood
- Archie Barnes como Oscar Tully
- Stephen Pesci como Gunthor Darklyn
- Tim Faraday como Amos Bracken
- Aedan Day como Raylon Bracken
- Kenneth Collard como Forrest Frey
- Sarah Woodward como Sabitha Frey
- Emeline Lambert como Alyssa Targaryen
- Turl Convery como Walys Mooton
- Daniel Fathers como Humfrey Lefford
- Robert Rhodes como Silver Denys

### Genealogia
Abaixo encontra-se uma árvore genealógica com membros (e seus ancestrais) das três principais casas nobres da série House of the Dragon, com base no Guia de Personagens disponível no site da HBO, e conforme outras fontes.
|                  |                  |                  |                  |                   |                   |                   |                   |                                      |                                      |                                      |                                      |                                      |                                      |                              |                              | Casa Targaryen                             |                                            |                                            |                                            |                                            |                                            |                   |                   |                    |                    |                    |                    |                    |                    |                               |                               |                               |                               |                               |                               |                                  |                                  |                                  |                                  |                                  |                                  |                              |                              |                              |                              |                                       |                                       |                                       |                                       |                                       |                                       |                    |                    |                    |                    |                    |                    |                    |                    |                   |                   |                  |                  |                  |                  |                  |                  |                  |                  |                  |                  |                  |                  |                  |                  |                  |                  |
|                  |                  |                  |                  |                   |                   |                   |                   |                                      |                                      |                                      |                                      |                                      |                                      |                              |                              |                                            |                                            |                                            |                                            |                                            |                                            |                   |                   |                    |                    |                    |                    |                    |                    |                               |                               |                               |                               |                               |                               |                                  |                                  |                                  |                                  |                                  |                                  |                              |                              |                              |                              |                                       |                                       |                                       |                                       |                                       |                                       |                    |                    |                    |                    |                    |                    |                    |                    |                   |                   |                  |                  |                  |                  |                  |                  |                  |                  |                  |                  |                  |                  |                  |                  |                  |                  |
|                  |                  |                  |                  |                   |                   |                   |                   |                                      |                                      |                                      |                                      |                                      |                                      |                              |                              |                                            |                                            |                                            |                                            |                                            |                                            |                   |                   |                    |                    |                    |                    |                    |                    |                               |                               |                               |                               |                               |                               |                                  |                                  |                                  |                                  |                                  |                                  |                              |                              |                              |                              |                                       |                                       |                                       |                                       |                                       |                                       |                    |                    |                    |                    |                    |                    |                    |                    |                   |                   |                  |                  |                  |                  |                  |                  |                  |                  |                  |                  |                  |                  |                  |                  |                  |                  |
|                  |                  |                  |                  | Visenya Targaryen | Visenya Targaryen | Visenya Targaryen | Visenya Targaryen | Visenya Targaryen                    | Visenya Targaryen                    |                                      |                                      |                                      |                                      |                              |                              | Aegon I Targaryen "O Conquistador"         | Aegon I Targaryen "O Conquistador"         | Aegon I Targaryen "O Conquistador"         | Aegon I Targaryen "O Conquistador"         | Aegon I Targaryen "O Conquistador"         | Aegon I Targaryen "O Conquistador"         |                   |                   |                    |                    |                    |                    | Rhaenys Targaryen  | Rhaenys Targaryen  | Rhaenys Targaryen             | Rhaenys Targaryen             | Rhaenys Targaryen             | Rhaenys Targaryen             |                               |                               |                                  |                                  |                                  |                                  |                                  |                                  |                              |                              |                              |                              |                                       |                                       |                                       |                                       |                                       |                                       |                    |                    |                    |                    |                    |                    |                    |                    |                   |                   |                  |                  |                  |                  |                  |                  |                  |                  |                  |                  |                  |                  |                  |                  |                  |                  |
|                  |                  |                  |                  | Visenya Targaryen | Visenya Targaryen | Visenya Targaryen | Visenya Targaryen | Visenya Targaryen                    | Visenya Targaryen                    |                                      |                                      |                                      |                                      |                              |                              | Aegon I Targaryen "O Conquistador"         | Aegon I Targaryen "O Conquistador"         | Aegon I Targaryen "O Conquistador"         | Aegon I Targaryen "O Conquistador"         | Aegon I Targaryen "O Conquistador"         | Aegon I Targaryen "O Conquistador"         |                   |                   |                    |                    |                    |                    | Rhaenys Targaryen  | Rhaenys Targaryen  | Rhaenys Targaryen             | Rhaenys Targaryen             | Rhaenys Targaryen             | Rhaenys Targaryen             |                               |                               |                                  |                                  |                                  |                                  |                                  |                                  |                              |                              |                              |                              |                                       |                                       |                                       |                                       |                                       |                                       |                    |                    |                    |                    |                    |                    |                    |                    |                   |                   |                  |                  |                  |                  |                  |                  |                  |                  |                  |                  |                  |                  |                  |                  |                  |                  |
|                  |                  |                  |                  |                   |                   |                   |                   |                                      |                                      |                                      |                                      |                                      |                                      |                              |                              |                                            |                                            |                                            |                                            |                                            |                                            |                   |                   |                    |                    |                    |                    |                    |                    |                               |                               |                               |                               |                               |                               |                                  |                                  |                                  |                                  |                                  |                                  |                              |                              |                              |                              |                                       |                                       |                                       |                                       |                                       |                                       |                    |                    |                    |                    |                    |                    |                    |                    |                   |                   |                  |                  |                  |                  |                  |                  |                  |                  |                  |                  |                  |                  |                  |                  |                  |                  |
|                  |                  | Várias Esposas   | Várias Esposas   | Várias Esposas    | Várias Esposas    | Várias Esposas    | Várias Esposas    |                                      |                                      | Maegor I Targaryen "O Cruel"         | Maegor I Targaryen "O Cruel"         | Maegor I Targaryen "O Cruel"         | Maegor I Targaryen "O Cruel"         | Maegor I Targaryen "O Cruel" | Maegor I Targaryen "O Cruel" |                                            |                                            |                                            |                                            |                                            |                                            | Aenys I Targaryen | Aenys I Targaryen | Aenys I Targaryen  | Aenys I Targaryen  | Aenys I Targaryen  | Aenys I Targaryen  |                    |                    | Alyssa Velaryon               | Alyssa Velaryon               | Alyssa Velaryon               | Alyssa Velaryon               | Alyssa Velaryon               | Alyssa Velaryon               |                                  |                                  |                                  |                                  |                                  |                                  |                              |                              |                              |                              |                                       |                                       |                                       |                                       |                                       |                                       |                    |                    |                    |                    |                    |                    |                    |                    |                   |                   |                  |                  |                  |                  |                  |                  |                  |                  |                  |                  |                  |                  |                  |                  |                  |                  |
|                  |                  | Várias Esposas   | Várias Esposas   | Várias Esposas    | Várias Esposas    | Várias Esposas    | Várias Esposas    |                                      |                                      | Maegor I Targaryen "O Cruel"         | Maegor I Targaryen "O Cruel"         | Maegor I Targaryen "O Cruel"         | Maegor I Targaryen "O Cruel"         | Maegor I Targaryen "O Cruel" | Maegor I Targaryen "O Cruel" |                                            |                                            |                                            |                                            |                                            |                                            | Aenys I Targaryen | Aenys I Targaryen | Aenys I Targaryen  | Aenys I Targaryen  | Aenys I Targaryen  | Aenys I Targaryen  |                    |                    | Alyssa Velaryon               | Alyssa Velaryon               | Alyssa Velaryon               | Alyssa Velaryon               | Alyssa Velaryon               | Alyssa Velaryon               |                                  |                                  |                                  |                                  |                                  |                                  |                              |                              |                              |                              |                                       |                                       |                                       |                                       |                                       |                                       |                    |                    |                    |                    |                    |                    |                    |                    |                   |                   |                  |                  |                  |                  |                  |                  |                  |                  |                  |                  |                  |                  |                  |                  |                  |                  |
|                  |                  |                  |                  |                   |                   |                   |                   |                                      |                                      |                                      |                                      |                                      |                                      |                              |                              |                                            |                                            |                                            |                                            |                                            |                                            |                   |                   |                    |                    |                    |                    |                    |                    |                               |                               |                               |                               |                               |                               |                                  |                                  |                                  |                                  |                                  |                                  |                              |                              |                              |                              |                                       |                                       |                                       |                                       |                                       |                                       |                    |                    |                    |                    |                    |                    |                    |                    |                   |                   |                  |                  |                  |                  |                  |                  |                  |                  |                  |                  |                  |                  |                  |                  |                  |                  |
|                  |                  |                  |                  |                   |                   |                   |                   |                                      |                                      |                                      |                                      |                                      |                                      |                              |                              |                                            |                                            |                                            |                                            |                                            |                                            |                   |                   |                    |                    |                    |                    |                    |                    |                               |                               |                               |                               |                               |                               |                                  |                                  |                                  |                                  |                                  |                                  |                              |                              |                              |                              |                                       |                                       |                                       |                                       |                                       |                                       |                    |                    |                    |                    |                    |                    |                    |                    |                   |                   |                  |                  |                  |                  |                  |                  |                  |                  |                  |                  |                  |                  |                  |                  |                  |                  |
|                  |                  |                  |                  |                   |                   |                   |                   |                                      |                                      |                                      |                                      |                                      |                                      |                              |                              |                                            |                                            |                                            |                                            |                                            |                                            | Rhaena Targaryen  | Rhaena Targaryen  | Rhaena Targaryen   | Rhaena Targaryen   | Rhaena Targaryen   | Rhaena Targaryen   |                    |                    | Aegon Targaryen "O Sem Coroa" | Aegon Targaryen "O Sem Coroa" | Aegon Targaryen "O Sem Coroa" | Aegon Targaryen "O Sem Coroa" | Aegon Targaryen "O Sem Coroa" | Aegon Targaryen "O Sem Coroa" |                                  |                                  | Viserys Targaryen                | Viserys Targaryen                | Viserys Targaryen                | Viserys Targaryen                | Viserys Targaryen            | Viserys Targaryen            |                              |                              | Jaehaerys I Targaryen "O Conciliador" | Jaehaerys I Targaryen "O Conciliador" | Jaehaerys I Targaryen "O Conciliador" | Jaehaerys I Targaryen "O Conciliador" | Jaehaerys I Targaryen "O Conciliador" | Jaehaerys I Targaryen "O Conciliador" |                    |                    | Alyssane Targaryen | Alyssane Targaryen | Alyssane Targaryen | Alyssane Targaryen | Alyssane Targaryen | Alyssane Targaryen |                   |                   | Vaella Targaryen | Vaella Targaryen | Vaella Targaryen | Vaella Targaryen | Vaella Targaryen | Vaella Targaryen |                  |                  |                  |                  |                  |                  |                  |                  |                  |                  |
|                  |                  |                  |                  |                   |                   |                   |                   |                                      |                                      |                                      |                                      |                                      |                                      |                              |                              |                                            |                                            |                                            |                                            |                                            |                                            | Rhaena Targaryen  | Rhaena Targaryen  | Rhaena Targaryen   | Rhaena Targaryen   | Rhaena Targaryen   | Rhaena Targaryen   |                    |                    | Aegon Targaryen "O Sem Coroa" | Aegon Targaryen "O Sem Coroa" | Aegon Targaryen "O Sem Coroa" | Aegon Targaryen "O Sem Coroa" | Aegon Targaryen "O Sem Coroa" | Aegon Targaryen "O Sem Coroa" |                                  |                                  | Viserys Targaryen                | Viserys Targaryen                | Viserys Targaryen                | Viserys Targaryen                | Viserys Targaryen            | Viserys Targaryen            |                              |                              | Jaehaerys I Targaryen "O Conciliador" | Jaehaerys I Targaryen "O Conciliador" | Jaehaerys I Targaryen "O Conciliador" | Jaehaerys I Targaryen "O Conciliador" | Jaehaerys I Targaryen "O Conciliador" | Jaehaerys I Targaryen "O Conciliador" |                    |                    | Alyssane Targaryen | Alyssane Targaryen | Alyssane Targaryen | Alyssane Targaryen | Alyssane Targaryen | Alyssane Targaryen |                   |                   | Vaella Targaryen | Vaella Targaryen | Vaella Targaryen | Vaella Targaryen | Vaella Targaryen | Vaella Targaryen |                  |                  |                  |                  |                  |                  |                  |                  |                  |                  |
|                  |                  |                  |                  |                   |                   |                   |                   |                                      |                                      |                                      |                                      |                                      |                                      |                              |                              |                                            |                                            |                                            |                                            |                                            |                                            |                   |                   |                    |                    |                    |                    |                    |                    |                               |                               |                               |                               |                               |                               |                                  |                                  |                                  |                                  |                                  |                                  |                              |                              |                              |                              |                                       |                                       |                                       |                                       |                                       |                                       |                    |                    |                    |                    |                    |                    |                    |                    |                   |                   |                  |                  |                  |                  |                  |                  |                  |                  |                  |                  |                  |                  |                  |                  |                  |                  |
|                  |                  |                  |                  |                   |                   |                   |                   |                                      |                                      |                                      |                                      |                                      |                                      |                              |                              |                                            |                                            |                                            |                                            |                                            |                                            |                   |                   |                    |                    |                    |                    |                    |                    |                               |                               |                               |                               |                               |                               |                                  |                                  |                                  |                                  |                                  |                                  |                              |                              |                              |                              |                                       |                                       |                                       |                                       |                                       |                                       |                    |                    |                    |                    |                    |                    |                    |                    |                   |                   |                  |                  |                  |                  |                  |                  |                  |                  |                  |                  |                  |                  |                  |                  |                  |                  |
|                  |                  |                  |                  |                   |                   |                   |                   |                                      |                                      |                                      |                                      |                                      |                                      |                              |                              |                                            |                                            |                                            |                                            |                                            |                                            | Rhaella Targaryen | Rhaella Targaryen | Rhaella Targaryen  | Rhaella Targaryen  | Rhaella Targaryen  | Rhaella Targaryen  |                    |                    | Aerea Targaryen               | Aerea Targaryen               | Aerea Targaryen               | Aerea Targaryen               | Aerea Targaryen               | Aerea Targaryen               |                                  |                                  |                                  |                                  |                                  |                                  |                              |                              |                              |                              |                                       |                                       |                                       |                                       |                                       |                                       |                    |                    |                    |                    |                    |                    |                    |                    |                   |                   |                  |                  |                  |                  |                  |                  |                  |                  |                  |                  |                  |                  |                  |                  |                  |                  |
|                  |                  |                  |                  |                   |                   |                   |                   |                                      |                                      |                                      |                                      |                                      |                                      |                              |                              |                                            |                                            |                                            |                                            |                                            |                                            | Rhaella Targaryen | Rhaella Targaryen | Rhaella Targaryen  | Rhaella Targaryen  | Rhaella Targaryen  | Rhaella Targaryen  |                    |                    | Aerea Targaryen               | Aerea Targaryen               | Aerea Targaryen               | Aerea Targaryen               | Aerea Targaryen               | Aerea Targaryen               |                                  |                                  |                                  |                                  |                                  |                                  |                              |                              |                              |                              |                                       |                                       |                                       |                                       |                                       |                                       |                    |                    |                    |                    |                    |                    |                    |                    |                   |                   |                  |                  |                  |                  |                  |                  |                  |                  |                  |                  |                  |                  |                  |                  |                  |                  |
|                  |                  |                  |                  |                   |                   |                   |                   |                                      |                                      |                                      |                                      |                                      |                                      |                              |                              |                                            |                                            |                                            |                                            |                                            |                                            |                   |                   |                    |                    |                    |                    |                    |                    |                               |                               |                               |                               |                               |                               |                                  |                                  |                                  |                                  |                                  |                                  |                              |                              |                              |                              |                                       |                                       |                                       |                                       |                                       |                                       |                    |                    |                    |                    |                    |                    |                    |                    |                   |                   |                  |                  |                  |                  |                  |                  |                  |                  |                  |                  |                  |                  |                  |                  |                  |                  |
|                  |                  |                  |                  |                   |                   |                   |                   |                                      |                                      |                                      |                                      |                                      |                                      |                              |                              |                                            |                                            |                                            |                                            |                                            |                                            |                   |                   |                    |                    |                    |                    |                    |                    |                               |                               |                               |                               |                               |                               |                                  |                                  |                                  |                                  |                                  |                                  |                              |                              |                              |                              |                                       |                                       |                                       |                                       |                                       |                                       |                    |                    |                    |                    |                    |                    |                    |                    |                   |                   |                  |                  |                  |                  |                  |                  |                  |                  |                  |                  |                  |                  |                  |                  |                  |                  |
|                  |                  |                  |                  | Casa Velaryon     | Casa Velaryon     | Casa Velaryon     | Casa Velaryon     | Casa Velaryon                        | Casa Velaryon                        |                                      |                                      | Jocelyn Baratheon                    | Jocelyn Baratheon                    | Jocelyn Baratheon            | Jocelyn Baratheon            | Jocelyn Baratheon                          | Jocelyn Baratheon                          |                                            |                                            | Aemon Targaryen                            | Aemon Targaryen                            | Aemon Targaryen   | Aemon Targaryen   | Aemon Targaryen    | Aemon Targaryen    |                    |                    | Daella Targareyn   | Daella Targareyn   | Daella Targareyn              | Daella Targareyn              | Daella Targareyn              | Daella Targareyn              |                               |                               | Rodrick Arryn                    | Rodrick Arryn                    | Rodrick Arryn                    | Rodrick Arryn                    | Rodrick Arryn                    | Rodrick Arryn                    |                              |                              | Baelon Targaryen "O Bravo"   | Baelon Targaryen "O Bravo"   | Baelon Targaryen "O Bravo"            | Baelon Targaryen "O Bravo"            | Baelon Targaryen "O Bravo"            | Baelon Targaryen "O Bravo"            |                                       |                                       | Alyssa Targaryen   | Alyssa Targaryen   | Alyssa Targaryen   | Alyssa Targaryen   | Alyssa Targaryen   | Alyssa Targaryen   |                    |                    | Casa Targaryen    | Casa Targaryen    | Casa Targaryen   | Casa Targaryen   | Casa Targaryen   | Casa Targaryen   |                  |                  | Casa Hightower   | Casa Hightower   | Casa Hightower   | Casa Hightower   | Casa Hightower   | Casa Hightower   |                  |                  |                  |                  |
|                  |                  |                  |                  | Casa Velaryon     | Casa Velaryon     | Casa Velaryon     | Casa Velaryon     | Casa Velaryon                        | Casa Velaryon                        |                                      |                                      | Jocelyn Baratheon                    | Jocelyn Baratheon                    | Jocelyn Baratheon            | Jocelyn Baratheon            | Jocelyn Baratheon                          | Jocelyn Baratheon                          |                                            |                                            | Aemon Targaryen                            | Aemon Targaryen                            | Aemon Targaryen   | Aemon Targaryen   | Aemon Targaryen    | Aemon Targaryen    |                    |                    | Daella Targareyn   | Daella Targareyn   | Daella Targareyn              | Daella Targareyn              | Daella Targareyn              | Daella Targareyn              |                               |                               | Rodrick Arryn                    | Rodrick Arryn                    | Rodrick Arryn                    | Rodrick Arryn                    | Rodrick Arryn                    | Rodrick Arryn                    |                              |                              | Baelon Targaryen "O Bravo"   | Baelon Targaryen "O Bravo"   | Baelon Targaryen "O Bravo"            | Baelon Targaryen "O Bravo"            | Baelon Targaryen "O Bravo"            | Baelon Targaryen "O Bravo"            |                                       |                                       | Alyssa Targaryen   | Alyssa Targaryen   | Alyssa Targaryen   | Alyssa Targaryen   | Alyssa Targaryen   | Alyssa Targaryen   |                    |                    | Casa Targaryen    | Casa Targaryen    | Casa Targaryen   | Casa Targaryen   | Casa Targaryen   | Casa Targaryen   |                  |                  | Casa Hightower   | Casa Hightower   | Casa Hightower   | Casa Hightower   | Casa Hightower   | Casa Hightower   |                  |                  |                  |                  |
|                  |                  |                  |                  |                   |                   |                   |                   |                                      |                                      |                                      |                                      |                                      |                                      |                              |                              |                                            |                                            |                                            |                                            |                                            |                                            |                   |                   |                    |                    |                    |                    |                    |                    |                               |                               |                               |                               |                               |                               |                                  |                                  |                                  |                                  |                                  |                                  |                              |                              |                              |                              |                                       |                                       |                                       |                                       |                                       |                                       |                    |                    |                    |                    |                    |                    |                    |                    |                   |                   |                  |                  |                  |                  |                  |                  |                  |                  |                  |                  |                  |                  |                  |                  |                  |                  |
|                  |                  |                  |                  |                   |                   |                   |                   |                                      |                                      |                                      |                                      |                                      |                                      |                              |                              |                                            |                                            |                                            |                                            |                                            |                                            |                   |                   |                    |                    |                    |                    |                    |                    |                               |                               |                               |                               |                               |                               |                                  |                                  |                                  |                                  |                                  |                                  |                              |                              |                              |                              |                                       |                                       |                                       |                                       |                                       |                                       |                    |                    |                    |                    |                    |                    |                    |                    |                   |                   |                  |                  |                  |                  |                  |                  |                  |                  |                  |                  |                  |                  |                  |                  |                  |                  |
| Vaemond Velaryon | Vaemond Velaryon | Vaemond Velaryon | Vaemond Velaryon | Vaemond Velaryon  | Vaemond Velaryon  |                   |                   | Corlys Velaryon "O Serpente Marinha" | Corlys Velaryon "O Serpente Marinha" | Corlys Velaryon "O Serpente Marinha" | Corlys Velaryon "O Serpente Marinha" | Corlys Velaryon "O Serpente Marinha" | Corlys Velaryon "O Serpente Marinha" |                              |                              | Rhaenys Targaryen "A Rainha Que Nunca Foi" | Rhaenys Targaryen "A Rainha Que Nunca Foi" | Rhaenys Targaryen "A Rainha Que Nunca Foi" | Rhaenys Targaryen "A Rainha Que Nunca Foi" | Rhaenys Targaryen "A Rainha Que Nunca Foi" | Rhaenys Targaryen "A Rainha Que Nunca Foi" |                   |                   | Aemma Arryn        | Aemma Arryn        | Aemma Arryn        | Aemma Arryn        | Aemma Arryn        | Aemma Arryn        |                               |                               |                               |                               |                               |                               | Viserys I Targaryen "O Pacífico" | Viserys I Targaryen "O Pacífico" | Viserys I Targaryen "O Pacífico" | Viserys I Targaryen "O Pacífico" | Viserys I Targaryen "O Pacífico" | Viserys I Targaryen "O Pacífico" |                              |                              |                              |                              |                                       |                                       | Rhea Royce                            | Rhea Royce                            | Rhea Royce                            | Rhea Royce                            | Rhea Royce         | Rhea Royce         |                    |                    | Daemon Targaryen   | Daemon Targaryen   | Daemon Targaryen   | Daemon Targaryen   | Daemon Targaryen  | Daemon Targaryen  |                  |                  | Otto Hightower   | Otto Hightower   | Otto Hightower   | Otto Hightower   | Otto Hightower   | Otto Hightower   |                  |                  | Hobert Hightower | Hobert Hightower | Hobert Hightower | Hobert Hightower | Hobert Hightower | Hobert Hightower |
| Vaemond Velaryon | Vaemond Velaryon | Vaemond Velaryon | Vaemond Velaryon | Vaemond Velaryon  | Vaemond Velaryon  |                   |                   | Corlys Velaryon "O Serpente Marinha" | Corlys Velaryon "O Serpente Marinha" | Corlys Velaryon "O Serpente Marinha" | Corlys Velaryon "O Serpente Marinha" | Corlys Velaryon "O Serpente Marinha" | Corlys Velaryon "O Serpente Marinha" |                              |                              | Rhaenys Targaryen "A Rainha Que Nunca Foi" | Rhaenys Targaryen "A Rainha Que Nunca Foi" | Rhaenys Targaryen "A Rainha Que Nunca Foi" | Rhaenys Targaryen "A Rainha Que Nunca Foi" | Rhaenys Targaryen "A Rainha Que Nunca Foi" | Rhaenys Targaryen "A Rainha Que Nunca Foi" |                   |                   | Aemma Arryn        | Aemma Arryn        | Aemma Arryn        | Aemma Arryn        | Aemma Arryn        | Aemma Arryn        |                               |                               |                               |                               |                               |                               | Viserys I Targaryen "O Pacífico" | Viserys I Targaryen "O Pacífico" | Viserys I Targaryen "O Pacífico" | Viserys I Targaryen "O Pacífico" | Viserys I Targaryen "O Pacífico" | Viserys I Targaryen "O Pacífico" |                              |                              |                              |                              |                                       |                                       | Rhea Royce                            | Rhea Royce                            | Rhea Royce                            | Rhea Royce                            | Rhea Royce         | Rhea Royce         |                    |                    | Daemon Targaryen   | Daemon Targaryen   | Daemon Targaryen   | Daemon Targaryen   | Daemon Targaryen  | Daemon Targaryen  |                  |                  | Otto Hightower   | Otto Hightower   | Otto Hightower   | Otto Hightower   | Otto Hightower   | Otto Hightower   |                  |                  | Hobert Hightower | Hobert Hightower | Hobert Hightower | Hobert Hightower | Hobert Hightower | Hobert Hightower |
|                  |                  |                  |                  |                   |                   |                   |                   |                                      |                                      |                                      |                                      |                                      |                                      |                              |                              |                                            |                                            |                                            |                                            |                                            |                                            |                   |                   |                    |                    |                    |                    |                    |                    |                               |                               |                               |                               |                               |                               |                                  |                                  |                                  |                                  |                                  |                                  |                              |                              |                              |                              |                                       |                                       |                                       |                                       |                                       |                                       |                    |                    |                    |                    |                    |                    |                    |                    |                   |                   |                  |                  |                  |                  |                  |                  |                  |                  |                  |                  |                  |                  |                  |                  |                  |                  |
|                  |                  |                  |                  |                   |                   |                   |                   |                                      |                                      |                                      |                                      |                                      |                                      |                              |                              |                                            |                                            |                                            |                                            |                                            |                                            |                   |                   |                    |                    |                    |                    |                    |                    |                               |                               |                               |                               |                               |                               |                                  |                                  |                                  |                                  |                                  |                                  |                              |                              |                              |                              |                                       |                                       |                                       |                                       |                                       |                                       |                    |                    |                    |                    |                    |                    |                    |                    |                   |                   |                  |                  |                  |                  |                  |                  |                  |                  |                  |                  |                  |                  |                  |                  |                  |                  |
| Daemon Targaryen | Daemon Targaryen | Daemon Targaryen | Daemon Targaryen | Daemon Targaryen  | Daemon Targaryen  |                   |                   | Laena Velaryon                       | Laena Velaryon                       | Laena Velaryon                       | Laena Velaryon                       | Laena Velaryon                       | Laena Velaryon                       |                              |                              | Laenor Velaryon                            | Laenor Velaryon                            | Laenor Velaryon                            | Laenor Velaryon                            | Laenor Velaryon                            | Laenor Velaryon                            |                   |                   | Rhaenyra Targaryen | Rhaenyra Targaryen | Rhaenyra Targaryen | Rhaenyra Targaryen | Rhaenyra Targaryen | Rhaenyra Targaryen |                               |                               | Daemon Targaryen              | Daemon Targaryen              | Daemon Targaryen              | Daemon Targaryen              | Daemon Targaryen                 | Daemon Targaryen                 |                                  |                                  | Baelon Targaryen (natimorto)     | Baelon Targaryen (natimorto)     | Baelon Targaryen (natimorto) | Baelon Targaryen (natimorto) | Baelon Targaryen (natimorto) | Baelon Targaryen (natimorto) |                                       |                                       |                                       |                                       |                                       |                                       |                    |                    |                    |                    | Alicent Hightower  | Alicent Hightower  | Alicent Hightower  | Alicent Hightower  | Alicent Hightower | Alicent Hightower |                  |                  |                  |                  |                  |                  |                  |                  | Gwayne Hightower | Gwayne Hightower | Gwayne Hightower | Gwayne Hightower | Gwayne Hightower | Gwayne Hightower |                  |                  |
| Daemon Targaryen | Daemon Targaryen | Daemon Targaryen | Daemon Targaryen | Daemon Targaryen  | Daemon Targaryen  |                   |                   | Laena Velaryon                       | Laena Velaryon                       | Laena Velaryon                       | Laena Velaryon                       | Laena Velaryon                       | Laena Velaryon                       |                              |                              | Laenor Velaryon                            | Laenor Velaryon                            | Laenor Velaryon                            | Laenor Velaryon                            | Laenor Velaryon                            | Laenor Velaryon                            |                   |                   | Rhaenyra Targaryen | Rhaenyra Targaryen | Rhaenyra Targaryen | Rhaenyra Targaryen | Rhaenyra Targaryen | Rhaenyra Targaryen |                               |                               | Daemon Targaryen              | Daemon Targaryen              | Daemon Targaryen              | Daemon Targaryen              | Daemon Targaryen                 | Daemon Targaryen                 |                                  |                                  | Baelon Targaryen (natimorto)     | Baelon Targaryen (natimorto)     | Baelon Targaryen (natimorto) | Baelon Targaryen (natimorto) | Baelon Targaryen (natimorto) | Baelon Targaryen (natimorto) |                                       |                                       |                                       |                                       |                                       |                                       |                    |                    |                    |                    | Alicent Hightower  | Alicent Hightower  | Alicent Hightower  | Alicent Hightower  | Alicent Hightower | Alicent Hightower |                  |                  |                  |                  |                  |                  |                  |                  | Gwayne Hightower | Gwayne Hightower | Gwayne Hightower | Gwayne Hightower | Gwayne Hightower | Gwayne Hightower |                  |                  |
|                  |                  |                  |                  |                   |                   |                   |                   |                                      |                                      |                                      |                                      |                                      |                                      |                              |                              |                                            |                                            |                                            |                                            |                                            |                                            |                   |                   |                    |                    |                    |                    |                    |                    |                               |                               |                               |                               |                               |                               |                                  |                                  |                                  |                                  |                                  |                                  |                              |                              |                              |                              |                                       |                                       |                                       |                                       |                                       |                                       |                    |                    |                    |                    |                    |                    |                    |                    |                   |                   |                  |                  |                  |                  |                  |                  |                  |                  |                  |                  |                  |                  |                  |                  |                  |                  |
|                  |                  |                  |                  |                   |                   |                   |                   |                                      |                                      |                                      |                                      |                                      |                                      |                              |                              |                                            |                                            |                                            |                                            |                                            |                                            |                   |                   |                    |                    |                    |                    |                    |                    |                               |                               |                               |                               |                               |                               |                                  |                                  |                                  |                                  |                                  |                                  |                              |                              |                              |                              |                                       |                                       |                                       |                                       |                                       |                                       |                    |                    |                    |                    |                    |                    |                    |                    |                   |                   |                  |                  |                  |                  |                  |                  |                  |                  |                  |                  |                  |                  |                  |                  |                  |                  |
|                  |                  |                  |                  |                   |                   |                   |                   |                                      |                                      |                                      |                                      |                                      |                                      |                              |                              |                                            |                                            |                                            |                                            |                                            |                                            |                   |                   |                    |                    |                    |                    |                    |                    |                               |                               |                               |                               |                               |                               |                                  |                                  |                                  |                                  |                                  |                                  |                              |                              |                              |                              |                                       |                                       |                                       |                                       |                                       |                                       |                    |                    |                    |                    |                    |                    |                    |                    |                   |                   |                  |                  |                  |                  |                  |                  |                  |                  |                  |                  |                  |                  |                  |                  |                  |                  |
|                  |                  |                  |                  |                   |                   |                   |                   |                                      |                                      |                                      |                                      |                                      |                                      |                              |                              |                                            |                                            |                                            |                                            |                                            |                                            |                   |                   |                    |                    |                    |                    |                    |                    |                               |                               |                               |                               |                               |                               |                                  |                                  |                                  |                                  |                                  |                                  |                              |                              |                              |                              |                                       |                                       |                                       |                                       |                                       |                                       |                    |                    |                    |                    |                    |                    |                    |                    |                   |                   |                  |                  |                  |                  |                  |                  |                  |                  |                  |                  |                  |                  |                  |                  |                  |                  |
| Baella Targaryen | Baella Targaryen | Baella Targaryen | Baella Targaryen | Baella Targaryen  | Baella Targaryen  |                   |                   | Rhaena Targaryen                     | Rhaena Targaryen                     | Rhaena Targaryen                     | Rhaena Targaryen                     | Rhaena Targaryen                     | Rhaena Targaryen                     |                              |                              | Jacaerys Velaryon                          | Jacaerys Velaryon                          | Jacaerys Velaryon                          | Jacaerys Velaryon                          | Jacaerys Velaryon                          | Jacaerys Velaryon                          |                   |                   | Lucerys Velaryon   | Lucerys Velaryon   | Lucerys Velaryon   | Lucerys Velaryon   | Lucerys Velaryon   | Lucerys Velaryon   |                               |                               | Joffrey Velaryon              | Joffrey Velaryon              | Joffrey Velaryon              | Joffrey Velaryon              | Joffrey Velaryon                 | Joffrey Velaryon                 |                                  |                                  |                                  |                                  | Aegon II Targaryen           | Aegon II Targaryen           | Aegon II Targaryen           | Aegon II Targaryen           | Aegon II Targaryen                    | Aegon II Targaryen                    |                                       |                                       | Helaena Targaryen                     | Helaena Targaryen                     | Helaena Targaryen  | Helaena Targaryen  | Helaena Targaryen  | Helaena Targaryen  |                    |                    | Aemond Targaryen   | Aemond Targaryen   | Aemond Targaryen  | Aemond Targaryen  | Aemond Targaryen | Aemond Targaryen |                  |                  | Daeron Targaryen | Daeron Targaryen | Daeron Targaryen | Daeron Targaryen | Daeron Targaryen | Daeron Targaryen |                  |                  |                  |                  |                  |                  |
| Baella Targaryen | Baella Targaryen | Baella Targaryen | Baella Targaryen | Baella Targaryen  | Baella Targaryen  |                   |                   | Rhaena Targaryen                     | Rhaena Targaryen                     | Rhaena Targaryen                     | Rhaena Targaryen                     | Rhaena Targaryen                     | Rhaena Targaryen                     |                              |                              | Jacaerys Velaryon                          | Jacaerys Velaryon                          | Jacaerys Velaryon                          | Jacaerys Velaryon                          | Jacaerys Velaryon                          | Jacaerys Velaryon                          |                   |                   | Lucerys Velaryon   | Lucerys Velaryon   | Lucerys Velaryon   | Lucerys Velaryon   | Lucerys Velaryon   | Lucerys Velaryon   |                               |                               | Joffrey Velaryon              | Joffrey Velaryon              | Joffrey Velaryon              | Joffrey Velaryon              | Joffrey Velaryon                 | Joffrey Velaryon                 |                                  |                                  |                                  |                                  | Aegon II Targaryen           | Aegon II Targaryen           | Aegon II Targaryen           | Aegon II Targaryen           | Aegon II Targaryen                    | Aegon II Targaryen                    |                                       |                                       | Helaena Targaryen                     | Helaena Targaryen                     | Helaena Targaryen  | Helaena Targaryen  | Helaena Targaryen  | Helaena Targaryen  |                    |                    | Aemond Targaryen   | Aemond Targaryen   | Aemond Targaryen  | Aemond Targaryen  | Aemond Targaryen | Aemond Targaryen |                  |                  | Daeron Targaryen | Daeron Targaryen | Daeron Targaryen | Daeron Targaryen | Daeron Targaryen | Daeron Targaryen |                  |                  |                  |                  |                  |                  |
|                  |                  |                  |                  |                   |                   |                   |                   |                                      |                                      |                                      |                                      |                                      |                                      |                              |                              |                                            |                                            |                                            |                                            |                                            |                                            |                   |                   |                    |                    |                    |                    |                    |                    |                               |                               |                               |                               |                               |                               |                                  |                                  |                                  |                                  |                                  |                                  |                              |                              |                              |                              |                                       |                                       |                                       |                                       |                                       |                                       |                    |                    |                    |                    |                    |                    |                    |                    |                   |                   |                  |                  |                  |                  |                  |                  |                  |                  |                  |                  |                  |                  |                  |                  |                  |                  |
|                  |                  |                  |                  |                   |                   |                   |                   |                                      |                                      |                                      |                                      |                                      |                                      |                              |                              |                                            |                                            |                                            |                                            |                                            |                                            |                   |                   |                    |                    |                    |                    |                    |                    |                               |                               |                               |                               |                               |                               |                                  |                                  |                                  |                                  |                                  |                                  |                              |                              |                              |                              |                                       |                                       |                                       |                                       |                                       |                                       |                    |                    |                    |                    |                    |                    |                    |                    |                   |                   |                  |                  |                  |                  |                  |                  |                  |                  |                  |                  |                  |                  |                  |                  |                  |                  |
|                  |                  |                  |                  |                   |                   |                   |                   |                                      |                                      |                                      |                                      |                                      |                                      |                              |                              | Aegon Targaryen                            | Aegon Targaryen                            | Aegon Targaryen                            | Aegon Targaryen                            | Aegon Targaryen                            | Aegon Targaryen                            |                   |                   | Viserys Targaryen  | Viserys Targaryen  | Viserys Targaryen  | Viserys Targaryen  | Viserys Targaryen  | Viserys Targaryen  |                               |                               | Visenya Targaryen (natimorta) | Visenya Targaryen (natimorta) | Visenya Targaryen (natimorta) | Visenya Targaryen (natimorta) | Visenya Targaryen (natimorta)    | Visenya Targaryen (natimorta)    |                                  |                                  |                                  |                                  | Jaehaerys Targaryen          | Jaehaerys Targaryen          | Jaehaerys Targaryen          | Jaehaerys Targaryen          | Jaehaerys Targaryen                   | Jaehaerys Targaryen                   |                                       |                                       | Jaehaera Targaryen                    | Jaehaera Targaryen                    | Jaehaera Targaryen | Jaehaera Targaryen | Jaehaera Targaryen | Jaehaera Targaryen |                    |                    |                    |                    |                   |                   |                  |                  |                  |                  |                  |                  |                  |                  |                  |                  |                  |                  |                  |                  |                  |                  |

Legenda
  = Reis Targaryen
  = Primogênito(a) legítimo(a) reivindicante do trono
  = Membros da Facção Preta
  = Membros da Facção Verde
Notas
1. ↑  Aegon, filho de Aenys I, teve seu direito ao trono usurpado por seu tio Maegor, o Cruel. Ele chegou a guerrilhar contra seu tio, mas acabou sendo morto e ficou conhecido como "Aegon, o Sem Coroa".
2. ↑  Jaehaerys I e Alyssane Targaryen tiveram treze filhos no total. Por simplicidade, apenas os ancestrais diretos das gerações futuras estão nesta árvore genealógica e não estão na ordem exata de nascimento. Os treze filhos em ordem correta são: Aegon, Daenerys, Aemon, Baelon, Alyssa, Maegelle, Vaegon, Daella, Saera, Viserra, Gaemon, Valerion e Gael.
3. ↑  Apesar de Jacaerys, Lucerys e Joffrey serem declarados oficialmente filhos de Laenor, ele e Rhaenyra nunca tiveram nenhum filho biológico. Seus três filhos são de fato de Harwin Strong.

## Personagens Principais
Obs: A lista abaixo está organizada conforme a sequência de créditos na abertura, a qual o nome do(a) interprete é colocado.

### Viserys I Targaryen
- Viserys I Targaryen (interpretado por Paddy Considine; principal na temporada 1 e convidado na temporada 2), conhecido como "Viserys o Pacífico", é o quinto rei Targaryen a se sentar no Trono de Ferro, sucedendo seu avô, Jaehaerys, o Conciliador. Durante seu reinado, Viserys I deu continuidade ao legado próspero e pacífico de seu avô, mas as sementes para a guerra civil conhecida como Dança dos Dragões, evento que muito mais tarde engolfaria o reino, foram semeadas em seu governo. Ele foi o último montador de Balerion, o Terror Negro e nunca se uniu a outro dragão após a morte de Balerion.[4] Filho do falecido príncipe Baelon Targaryen, Viserys foi nomeado como sucessor do Velho Rei no Grande Conselho de 101, em que os lordes de Westeros escolheram ele em detrimento da sua prima mais velha, Rhaenys Targaryen, que ficaria conhecida como a “Rainha que Nunca Foi”.[5] Viserys tentou dar continuidade ao próspero reinado do seu avô, mas, os principais conflitos do seu governo começaram por conta da sua sucessão, principalmente pelo fato de Viserys não ter tido filhos homens com Aemma Arryn, e sim apenas uma menina, Rhaenyra Targaryen. Após a morte de sua esposa, ele foi aconselhado por sua Mão, Otto Hightower, a nomear Rhaenyra como a herdeira do trono ao invés do problemático irmão do rei, Daemon Targaryen. O rei acabou se casando novamente com a filha de Otto, Alicent Hightower, ela tinha uma amizade de infância com sua filha Rhaenyra. Mas, com o passar do tempo as coisas foram mudando conforme Viserys envelhecia e teria mais filhos com Alicent. Viserys acabou morrendo devido as consequências de uma grave lepra e sua morte resultou na guerra de sucessão travada pelos seus filhos Rhaenyra e Aegon II.[6][7] Na 2ª temporada, ele apareceu em uma visão misteriosa de Daemon, enquanto este último estava em Harrenhal.

### Daemon Targaryen
- Daemon Targaryen (interpretado por Matt Smith), conhecido por "Príncipe Canalha", é o único irmão do rei Viserys I, sendo filho caçula de Baelon com sua irmã-esposa Alyssa Targaryen. Daemon é o guerreiro mais experiente de seu tempo e possui a espada de aço valiriano Irmã Sombria. Ele também é um cavaleiro de dragão experiente cujo dragão se chama Caraxes. No início da primeira temporada, Daemon Targaryen era o herdeiro aparente de seu irmão, mas devido a suas más condutas perdeu seu posto como primeiro na linha de sucessão. Ele se declarou o Rei dos Degraus e do Mar Estreito após conquistar uma vitória contra a Triarquia, mas logo abandonou a coroa.[8] O primeiro casamento de Daemon foi com a senhora Rhea Royce, mas ele nunca gostou dela ou do Vale de Arryn. Ele manteve uma rápida relação amorosa com sua amante e dançarina de Lys, Mysaria, quando servia como Senhor Comandante da Patrulha da Cidade. Como comandante, ele equipou adequadamente os soldados da patrulha com armas e um manto dourado, pelo qual eles ficaram conhecidos. Eventualmente, ao se tornar viúvo, ele se casa com a senhorita Laena Velaryon, com quem tem duas filhas: Baela e Rhaena Targaryen. Após a morte de Laena durante um parto mal sucedido, Daemon se casa novamente com sua sobrinha, a princesa Rhaenyra Targaryen, por quem nutria um sentimento afetuoso à anos. Os dois passam a viver com suas famílias em Dragonstone, e quando a morte de Viserys I e o golpe de Aegon II são anunciados, Daemon apoia a reivindicação de sua esposa como herdeira legítima do Trono de Ferro e inicia os preparativos para guerra civil.[8][9][10]

Na segunda temporada, Daemon, frustrado com a inação de Rhaenyra após a morte do príncipe Lucerys Velaryon, toma atitudes drásticas para fortalecer sua posição na eminente guerra civil. Ele tenta orquestrar o assassinato do Príncipe Aemond Targaryen, mas o príncipe Jaehaerys é morto por engano, causando desconfiança entre ele e Rhaenyra. Daemon então parte para Harrenhal, onde toma o castelo e começa a reconstruí-lo para servir como base para seu crescente exército. Ele também experimenta visões perturbadoras, induzidas por Alys Rivers, relacionadas ao seu passado e ao futuro. Apesar das dificuldades, incluindo a resistência de alguns senhores do Tridente, Daemon consegue formar uma aliança com parte deles. Ao final, depois de se reunir com Rhaenyra em Harrenhal, Daemon reafirma sua lealdade a ela e ao seu direito ao Trono de Ferro, disposto a continuar a luta ao seu lado.

### Rhaenyra Targaryen
- Rhaenyra Targaryen (Emma D'Arcy, versão adulta; Milly Alcock, versão jovem na temporada 1 e convidada na temporada 2) é a filha mais velha do rei Viserys I e a única ainda viva do seu casamento com Aemma Arryn. Como tal, Rhaenyra foi a escolhida pelo seu pai como herdeira do Trono de Ferro, a priorizando no lugar de Daemon Targaryen, o tio de Rhaenyra e irmão mais novo de Viserys. Ela monta a dragão fêmea Syrax, nome escolhido por ela em homenagem a uma deusa valiriana.[11] Rhaenyra manifestava alguns traços comuns entre os Targaryen, sendo bastante orgulhosa e teimosa desde a juventude, como mostrado no início da primeira temporada. Algum tempo depois da morte de sua mãe Aemma, o rei se casou pela segunda vez, tomando a amiga de infância de Rhaenyra, Alicent Hightower, como esposa. Inicialmente, as duas se davam bem, mas assim que a nova rainha deu filhos a seu marido, uma animosidade começou a surgir entre as duas. A relação complicada das mulheres deram origem a dois partidos políticos rivais na corte, “Os Verdes” da Alicent e “Os Pretos” de Rhaenyra. A princesa foi cortejada por inúmeros lordes de Westeros, e ela chegou a ter relações sexuais em segredo com o guarda real Criston Cole. No fim, o rei a casou com Laenor Velaryon, embora ela tenha resistido à ideia inicialmente. Jace, Luke e Joffrey, os três primeiros filhos de Rhaenyra, foram reconhecidos como Velaryon e filhos de Laenor, mas foram acusados de serem bastardos inúmeras vezes.[12] Rumores diziam que o pai deles era, na realidade, o amante da princesa, Harwin Strong, que se tornou seu principal defensor após as desavenças entre ela e Criston Cole surgirem. Após a suposta morte de Laenor, Rhaenyra se casa novamente com seu tio Daemon Targaryen e tem mais dois filhos: Aegon e Viserys. Quando a notícia da morte de seu pai e do golpe de seu meio-irmão Aegon II chegam até ela, Rhaenyra é coroada como Rainha dos Sete Reinos e decide entrar em guerra contra seu meio-irmão pelo Trono de Ferro.[12][13]

Na segunda temporada, devastada pela morte de seu filho Lucerys, Rhaenyra se afasta do Conselho Preto e foca em seu desejo de vingança contra Aemond Targaryen. Quando o príncipe Jaehaerys é assassinado no lugar de Aemond, ela descobre que Daemon foi o mandante do crime, o que abala sua confiança nele. Mais tarde, ao se encontrar com a rainha Alicent, Rhaenyra percebe que Alicent equívocou-se sobre a profecia da Canção de Gelo e Fogo, gerando a guerra. Tomando decisões estratégicas, Rhaenyra envia a princesa Rhaenys para a batalha, mas lamenta sua morte, e para evitar perder o apoio de Corlys Velaryon, ela oferece o cargo de Mão. Rhaenyra implementa um plano para alimentar King's Landing e convoca bastardos Targaryen para domar dragões, conquistando novos aliados. Por fim, Rhaenyra viaja a Harrenhal para assegurar a lealdade de Daemon e dos senhores das Terras Fluviais. Mais tarde, Alicent, em uma visita inesperada a Dragonstone, propõe um acordo de paz em troca da cabeça de Aegon II.

### Otto Hightower
- Otto Hightower (interpretado por Rhys Ifans) é um cavaleiro da Casa Hightower e serviu por muito tempo no cargo de Mão do Rei. Ele inicialmente  substituiu o príncipe Baelon Targaryen, após morte repentina dele e serviu o rei Jaehaerys I Targaryen. Após a morte de Jaehaerys I, se tornou Mão do Rei de Viserys I Targaryen.[14] Ele é um homem enigmático, frio, organizado, metódico e calculista.[15] No início da primeira temporada, ele é um viúvo e convenceu sua filha, Alicent Hightower, a se tornar a segunda esposa de Viserys I, após a morte da rainha Aemma Arryn. Inimigo declarado de Daemon Targaryen, ele também convenceu o rei a retirar o príncipe como primeiro na linha de sucessão e nomear a princesa Rhaenyra como a herdeira legítima. Sir Otto chegou a ser demitido do cargo em certa ocasião, mas retornou eventualmente e graças as suas articulações tornou oficialmente Aegon II o Rei dos Sete Reinos após a morte de Viserys I, servindo também como Mão do Rei para seu neto.[16] Abastecendo a ganância de Otto, está a crença da rainha Alicent Hightower, de que o último desejo de Viserys era nomear Aegon como seu verdadeiro herdeiro.[17] Ao exigir lealdade de lordes e ajudar na coroação do rei Aegon II, Otto foi um dos responsáveis no comando da facção Os Verdes contra Os Pretos – a facção de Rhaenyra – durante a maior guerra civil de Westeros.

Na segunda temporada, Otto incentiva Aegon a ser duro com o povo de Porto Real para garantir recursos para a guerra iminente contra Rhaenyra e seus apoiadores. Após o assassinato do príncipe Jaehaerys Targaryen, Otto ordena uma procissão fúnebre pública para ajudar a virar o povo contra Rhaenyra. Ele fica indignado e insulta Aegon ao descobrir que ele ordenou a execução de dezenas de inocentes para se vingar da morte de seu filho. Otto também questiona o julgamento de Aegon depois que sir Arryk Cargyll foi enviado por sir Criston Cole para assassinar Rhaenyra, enquanto Otto tentava virar a opinião pública contra ela em vez de buscar vingança imediata. Quando Aegon menospreza os esforços de Otto que o ajudaram a se tornar rei, Otto tenta partir, mas Aegon ordena que ele renuncie ao cargo de Mão do Rei e nomeia Criston como seu substituto. Otto então retorna a Oldtown com planos de ser mentor de seu neto mais novo, o príncipe Daeron Targaryen. Algum tempo após deixar King's Landing, Otto é capturado e mantido prisioneiro em um local desconhecido.

### Corlys Velaryon
- Corlys Velaryon (interpretado por Steve Toussaint), conhecido como “Serpente Marinha”, é o Lorde de Driftmark, Senhor das Marés e chefe da Casa Velaryon. Ele foi um famoso marinheiro que fez viagens a Qarth, Yi Ti e Leng. Essas viagens lhe rendeu o acúmulo de grandes riquezas que o fizeram o homem mais rico dos Sete Reinos.[18] Mais rico do que os Lordes Lannister ou Hightower por causa de suas expedições, Corlys usou a sua grande riqueza para a construção de uma nova sede, High Tide, onde ele guardava seus tesouros orientais. Ele casou-se com Rhaenys Targaryen, filha de Aemon Targaryen – o então herdeiro aparente do Velho Rei Jaehaerys – e com ela teve dois filhos: Laena e Laenor Velaryon.[19] No início da primeira temporada, não havia herdeiros diretos do Velho Rei para sucedê-lo, então houve o Grande Concelho de 101. Rhaenys é candidata a ser rainha reinante e embora Corlys use seu dinheiro e influência para comprar votos dos lordes de Westeros, ele não consegue mudar o resultado da eleição: o título vai para Viserys.[20] Durante o reinado de Viserys I, ele foi o Mestre dos Navios e se envolveu nas batalhas contra a Triarquia, que prejudicava o comércio marítimo. Ele se juntou a Daemon Targaryen para enfrentar os piratas do príncipe-almirante Craghas Drahar, também conhecido como “O Engorda Caranguejos”.[21] Ao longo da temporada, Corlys sofre a perdas de seus filhos e quase falece em umas das batalhas contra a Triarquia, mas, ele sua causa sai vitoriosa. Quando Viserys I morre e o trono é usurpado por Aegon II, Corlys visita Dragonstone para apoiar sua ex-nora Rhaenyra em sua batalha.  Ele foi o nobre mais poderoso a apoiar publicamente a reivindicação de Rhaenyra. Os navios de guerra de Corlys também deram aos Pretos uma vantagem nos mares.[22][19]

Na segunda temporada, Corlys supervisiona os reparos do navio Serpente Marinha e agradece ao marinheiro Alyn por salvar sua vida, mas não reconhece sua conexão com ele. Rhaenys, sua esposa, sugere que Alyn, por sua ascendência, deve ser honrado, não escondido. Após a morte de Rhaenys na Batalha em Rook's Rest, Corlys, em luto, aceita o cargo de Mão da Rainha oferecido por Baela. Ele deseja que Baela seja herdeira de Driftmark, mas ela recusa. Corlys então se aproxima de Alyn, nomeando-o primeiro oficial no Serpente Marinha, apesar da relutância de Alyn. Ele também elogia Addam, que reivindicou o dragão Seasmoke, mas esconde que Addam é seu filho. Corlys tenta aconselhar Alyn, que responde com raiva, culpando-o pelas dificuldades que ele e Addam enfrentaram. Apesar disso, Alyn aceita seguir suas ordens, e ambos partem de Driftmark para se juntar à frota de Velaryon.

### Rhaenys Targaryen
- Rhaenys Targaryen (interpretada por Eve Best, temporadas 1-2) é uma formidável cavaleira de dragão, cujo sua montaria é Meleys, a Rainha Vermelha. Ela é casada desde os 25 anos com o lorde Corlys Velaryon e mesmo tendo sangue Targaryen, a princesa Rhaenys demonstra ser bem leal a Casa Velaryon. Rhaenys era filha do príncipe Aemon Targaryen com Jocelyn Baratheon, e neta do Velho Rei Jaehaerys.[23] Ela recebeu seu nome em homenagem a sua tataravó a rainha Rhaenys, a irmã-esposa do rei Aegon, o Conquistador. Quando seu pai morreu, o Velho Rei escolheu seu segundo filho homem como herdeiro, o Baelon, passando por cima de Rhaenys na linha de sucessão. Isso causou um atrito entre ela e o avô, e principalmente entre Jaehaerys e sua esposa a Boa Rainha Alyssane.[24] Após a morte de Baelon ainda no reinado do Velho Rei, o Trono de Ferro ficou novamente sem um herdeiro aparente, o que ocasionou o Grande Concelho de 101.[25] No início da primeira temporada, Rhaenys e seu primo Viserys Targaryen são os candidatos para herdar o trono, e através da votação dos lordes de Westeros, Viserys ganha a eleição com vinte votos contra um. Assim, Rhaenys ficou conhecida como “A Rainha Que Nunca Foi”.[26] Ao longo da temporada, Rhaenys e Corlys tentam se manter influentes na corte de Viserys I, oferecendo a mão de sua filha Laena para o rei após a morte da rainha Aemma Arryn, no qual o rei recusou, e mais tarde casando seu filho Laenor Velaryon com a princesa herdeira Rhaenyra Targaryen. Com as eventuais mortes de seus filhos ao longo dos anos, Rhaenys se torna mais descontente em relação ao jogo político de sua família.[26] Quando Viserys I falece, Rhaenys chega a presenciar o golpe de Estado na coroação de Aegon II e foge com Meleys para Dragonstone. Ela dá as más notícias para Rhaenyra, mas não a apoia de imediato e prefere conversar com seu marido antes de tomar um partido. Os dois chegam a conclusão que Rhaenyra é a melhor opção para o reino e a apoiam na guerra civil.[23][27]

Na segunda temporada, Rhaenys patrulha o bloqueio da frota Velaryon na Baía de Blackwater e é abordada pelo príncipe Daemon Targaryen, que a convoca para vingar a morte de Lucerys, mas ela se recusa, pois Rhaenyra ainda está de luto. Rhaenys é então enviada por Rhaenyra para deter o cerco de Sor Criston Cole em Rook's Rest e parte para a batalha com seu dragão Meleys. Durante a batalha, Rhaenys inicialmente se mostra superior a Aegon e seu dragão Sunfyre, até a chegada de Aemond e Vhagar. A batalha termina tragicamente quando Vhagar embosca e mata Meleys, fazendo Rhaenys cair para a morte. Após sua morte, Corlys rebatiza seu navio principal em homenagem a ela, chamando-o de "A Rainha que Nunca Foi".

### Mysaria
- Mysaria (interpretada por Sonoya Mizuno) é uma linda e esbelta dançarina, apelidada de "Verme Branco" por seus inimigos. Mysaria nasceu em Lys, uma cidade-Estado de Essos, onde cresceu como escrava e dançarina. Eventualmente, ela foi trazida através do Mar Estreito, onde se tornou uma prostituta trabalhando em King's Landing na Rua da Seda. Em algum momento, ela conheceu Daemon Targaryen e se tornou sua amante, tornando-se sua favorita. Ela é anunciada no início da primeira temporada como a futura esposa de Daemon, quando este a leva para Dragonstone. Porém, o príncipe não tem intenção de se casar com ela e tudo não passa de uma forma do Daemon provocar seu irmão Viserys I. Durante os anos, Mysaria se torna uma espiã, e chega a auxiliar sir Otto Hightower dando-lhe informações vantajosas.[28][29][30] Na segunda temporada, Mysaria foge de King's Landing, mas é capturada pela frota Velaryon e presa em Dragonstone. Em troca de sua liberdade, ela fornece a Daemon o nome de um contato que indiretamente leva à morte do príncipe Jaehaerys. Embora Daemon não cumpra sua promessa de libertá-la, Rhaenyra decide libertar Mysaria, que, em seguida, salva a vida de Rhaenyra ao avisar sobre a chegada de sir Arryk Cargyll. Mysaria se junta ao Conselho Preto de Rhaenyra e a auxilia em suas estratégias contra a Casa Hightower, incluindo a infiltração em King's Landing para um encontro secreto com Alicent. Ela também incita rumores na capital para minar o governo de Aegon e organiza o envio de comida para a população, o que aumenta o apoio a Rhaenyra. Mysaria compartilha seu passado traumático com Rhaenyra, revelando sua desconfiança nos outros, mas reafirma sua lealdade a Rhaenyra, levando as duas a um momento de intimidade. Ela aconselha Rhaenyra a buscar bastardos Targaryen para domar dragões, ajudando a transportá-los para Dragonstone. Mysaria conforta Rhaenyra sobre o dilema de usar dragões na guerra, assegurando-lhe que uma vitória rápida evitaria mais mortes no futuro.

### Criston Cole
- Criston Cole (interpretado por Fabien Frankel) é um cavaleiro da Casa Cole, uma casa menor e vassala nas Marcas Dornesas. Ele era filho de um mordomo que servia à Casa Dondarrion, cujo lorde Dondarrion o nomeou como cavaleiro. Ele ganhou destaque durante um grande torneio para celebrar o nascimento do primeiro filho do rei Viserys Targaryen (a coroação de Viserys nos livros), onde derrotou o príncipe Daemon Targaryen em um duelo.  Após sua vitória, Criston pediu uma prenda de Rhaenyra, e ela jogou para ele um louro com flores.[31] Ele é descrito como tendo “olhos verde-claros, cabelo preto como carvão e charme fácil”, e ele aparentemente se torna um “favorito entre as damas da corte” – incluindo Rhaenyra, que se apaixona e o chama de “meu Cavaleiro branco.”[32] Quando chega a hora de formar uma nova Guarda Real, Rhaenyra escolhe Criston, para fazer parte da guarda de seu pai, depois que descobriu que ele é o único dos cavaleiros presentes a presenciar batalhas dos reis passados.[33] Criston e Rhaenyra acabam tendo relações sexuais às escondidas e mais tarde, quando ele sugere fugir com ela para Essos, a princesa rejeita a ideia para preservar sua posição como herdeira. A rejeição da princesa fez com que ele sentisse um desprezo por ela e despertou um lado até então oculto de sir Criston, onde ele se torna extremamente violento em situações de pressão. Ele chaga a matar o amante de sir Laenor Velaryon, Joffrey Lonmouth, em um ataque de fúria.[34] O desprezo por Rhaenyra faz sir Criston se aliar a rainha Alicent Hightower e se torna um fiel protetor dela ao longo dos anos. Quando o Conselho Verde se reúne para planejar o golpe de Estado após a morte do rei Viserys, sir Criston acaba matando o lorde Lyam Beesbury por não aceitar o príncipe Aegon, o Velho, como rei. Cole se torna o Lorde Comandante da Guarda Real após a renuncia de Harrold Westerling e também coroa Aegon II no Fosso dos Dragões, ganhando a acunha de “O Fazedor de Reis”.[31]

Na segunda temporada, Criston Cole começa um relacionamento com Alicent e, sentindo-se culpado por não ter protegido o príncipe Jaehaerys, envia sir Arryk para matar Rhaenyra em Dragonstone. Após informar o rei Aegon sobre isso, Criston é nomeado Mão do Rei, substituindo Otto. Ele lidera um exército para subjugar os aliados de Rhaenyra, conseguindo apoio de várias casas e liderando um ataque em Rook's Rest. Após a batalha de dragões em Rook's Rest, Criston exibe a cabeça de Meleys em King's Landing. Ele defende Aemond como regente e parte para as Terras Fluviais. Lá, Gwayne Hightower o acusa de estar envolvido com Alicent, mas Criston revela que sua lealdade a ela o mantém vivo, apesar de se sentir inútil e culpado pela guerra.

### Alicent Hightower
- Alicent Hightower (Olivia Cooke, versão adulta; Emily Carey, versão jovem na temporada 1) é a filha de sir Otto Hightower, a segunda esposa de Viserys I Targaryen e a Rainha Consorte dos Sete Reinos. No início da primeira temporada, Alicent é apresentada como uma jovem precoce, esperta, graciosa e adorável. Após a morte da rainha Aemma Arryn, seu pai faz com que ela se tornasse próxima do rei Viserys I e eventualmente os dois acabam se casando.[35] A princesa Rhaenyra Targaryen e Alicent mantinham uma relação saudável de amizade na adolescência, que acaba sendo abalada pelo casamento da filha de Otto e intrigas armadas por ele.[36] A situação entre as duas jovens fica mais complicada com o nascimento do príncipe Aegon, e piora quando a princesa Helaena e o príncipe Aemond nascem em rápida sucessão. Quando Rhaenyra se casou com sir Laenor Velaryon, Alicent acabou ganhando um novo leal partidário – sir Criston Cole. A rainha foi uma das pessoas que acusaram os filhos de Rhaenyra de serem bastardos, devido aos rumores deles serem filhos de Harwin Strong, e não do marido da princesa, Laenor. O rei Viserys, porém, não acreditava nisso.[35] Uma característica da rainha é que ela sempre é vista em trajes verdes, adotando essa cor ao se vestir desde o casamento de Rhaenyra e Laenor. Para os Hightower, o verde significa um chamado para a batalha e devido a isso, os partidários de Alicent ficaram conhecidos como “Os Verdes”.[37] Devido a uma má interpretação de um sonho profético de Viserys em seu leito de morte, Alicent convence seu pai de que Aegon é o herdeiro legítimo do Trono de Ferro e auxilia no golpe de Estado e na coroação de seu filho.[17]

Na segunda temporada, Alicent inicia um relacionamento com Criston Cole e sente culpa pela morte de seu neto Jaehaerys. Ela tenta se aproximar cada vez mais de sua filha Helaena e ignora os pedidos de paz de Rhaenyra, acreditando que a guerra é inevitável. Após Aegon ficar gravemente ferido na batalha de Rook's Rest, ela deseja ser a regente do reino, mas é removida do Pequeno Conselho por Aemond. Preocupada com os distúrbios em King's Landing e o estado mental de Helaena, Alicent decide deixar a cidade e vai a Dragonstone para confrontar Rhaenyra. Alicent admite seus erros e concorda em deixar a capital ser capturada, mas é forçada a escolher entre paz e a vida de Aegon, optando relutantemente pela paz.

### Harrold Westerling
- Harrold Westerling (interpretado por Graham McTavish, temporada 1) é o Senhor Comandante da Guarda Real durante o reinado do rei Viserys I Targaryen. Ele é um cavaleiro da Casa Westerling e membro da Guarda Real desde o reinado do rei Jaehaerys I Targaryen. Sir Harrold é conhecido por ser um modelo de cavalheirismo e honra.[38] Ele demonstra orgulhosamente ser protetor não apenas do rei, mas também da princesa Rhaenyra. Sua lealdade ao rei, ao Trono de Ferro e ao reino nunca vacilou. Enquanto o resto da Fortaleza Vermelha estava se dividindo em dois lados, incluindo os cavaleiros da Guarda Real, sir Harrold se manteve firme.  Ele se comportou com dignidade e graça.  De fato, quando Alicent atacou Rhaenyra com a adaga em busca de ferir Lucerys Velaryon por ter arrancado o olho esquerdo de Aemond Targaryen, sir Harrold Westerling não ficou parado.  Ele foi ajudar Rhaenyra e parar sir Criston Cole. Após a morte do rei Viserys, uma abalada Alicent traz sua compreensão de suas últimas palavras ao conselho. Para ela, parece que Viserys queria que seu filho Aegon fosse rei. Mas, para sua surpresa, o conselho, liderado pelo pai de Alicent, Otto Hightower, já se preparou para que Aegon suba ao trono. Sir Harrold está na sala trancada onde o golpe está sendo planejado, e ele não quer saber disso. Quando Otto o instrui a levar cavaleiros para Dragonstone e despachar Rhaenyra e sua família, ele tira seu manto branco e renuncia seu cargo como comandante da guarda real.[39] Em Fire & Blood, sir Harrold não chega a presenciar o golpe dos Verdes, e é mencionado ter falecido anos antes do casamento de Rhaenyra e Laenor.[40]

### Larys Strong
- Larys Strong (interpretado por Matthew Needham), conhecido também como “Larys Pé Torto” devido ao seu Talipes equinovarus, é o segundo filho de Lyonel Strong e irmão de Harwin Strong. Assim como o seu irmão Harwin, Larys Pé Torto foi com as suas duas irmãs e o seu pai Lyonel Strong para King’s Landing na juventude. A princípio, Lyonel, Lorde de Harrenhal, se mudou para a corte a fim de servir ao rei Viserys I. Diferentemente de seu irmão que se aventurou na Patrulha da Cidade se tornando assim o Capitão dos Mantos Dourados, Larys ganhou a confiança da rainha Alicent Hightower.[41] Larys é um homem astuto, implacável, sádico e sem remorso que por anos planejou uma forma de ascender em Westeros, e ele usou métodos fora do convencional. Lyonel e Harwin Strong partiram para Harrenhal após as acusações sobre a origem dos filhos de Rhaenyra surgirem de forma mais intensa. A Mão do Rei mostrou-se decepcionado com as decisões do filho e até entregou o próprio cargo, algo recusado para Viserys I.[42] Restou a ele, então, exilar Harwin para afastar qualquer outra consequência. Contudo, Larys Strong tinha outros planos. Após se reunir com Alicent, o mestre dos sussurros foi às prisões da Fortaleza Vermelha e contratou assassinos para executar a própria família. Antes, ele tomou providências para não ser incriminado. Assim, cortou a língua de todos os presidiários em troca de liberdade. Com a morte de Lyonel e Harwin, Larys Strong assume Harrenhal.[42][43]

Na segunda temporada, Larys substitui toda a equipe de Alicent por servos leais a ele e obtém informações cruciais sobre o assassinato de Jaehaerys Targaryen, impressionando Aegon, que o nomeia Mestre dos Sussurros. Mais tarde, Larys apoia Aemond como regente enquanto Aegon se recupera de ferimentos e tenta ser o substituto de Criston Cole como Mão do Rei, mas é rejeitado. Ele aconselha Aegon a usar seus ferimentos a seu favor e sugere que ele fuja de King's Landing para evitar a ameaça de Rhaenyra e Aemond, levando Aegon a concordar e fugir com Larys.

### Jason Lannister
- Jason Lannister (interpretado por Jefferson Hall) é o filho da senhora Ceira Lannister e o irmão gêmeo mais velho de sir Tyland Lannister. Ele é o Senhor de Casterly Rock, chefe da Casa Lannister e Protetor do Oeste. Um caçador e guerreiro arrogante, ele tenta sem sucesso conquistar a mão da princesa Rhaenyra Targaryen e participa da Caçada Real durante as celebrações do segundo ano de vida do príncipe Aegon Targaryen. Na segunda temporada, Jason comunica através de seu irmão que a Casa Lannister promete seu apoio a Aegon e reúne os exércitos das Terras Ocidentais para se preparar para a guerra. Mais tarde, ele chega com seu exército ao Dente Dourado e aguarda receber notícias do príncipe Aemond Targaryen, antes de marchar em direção às Terras Fluviais. Posteriormente, ele marcha com seu exército em direção a Harrenhal.

### Tyland Lannister
- Tyland Lannister (interpretado por Jefferson Hall) é um cavaleiro da Casa Lannister que serve como o mestre dos navios durante o reinado do rei Viserys I Targaryen. Tyland tem um irmão gêmeo idêntico, Jason Lannister, que é o Lorde de Casterly Rock. No início da temporada, sir Tyland é o primeiro a dar a notícia da guerra em Stepstones ao rei Viserys no terceiro episódio, que falha em provocar qualquer reação importante dele.[44] Sir Tyland Lannister e seu irmão Jason também competiram sem sucesso pela mão da princesa Rhaenyra Targaryen.[45] Anos depois, após a morte de Viserys I, a rainha viúva Alicent Hightower nomeou Tyland como mestre da moeda no início da Dança dos Dragões. Tyland apreendeu o tesouro real assim que foi nomeado. O ouro da Coroa foi dividido em quatro metades.  Uma metade foi enviada para o Banco de Ferro de Braavos para custódia, outra para Casterly Rock e a terceira para Oldtown. Os verdes utilizaram as riquezas restantes para armas, presentes e aluguel de mercenários. Tyland foi um dos membros da corte que ganhou estádia na Fortaleza de Maegor.[45] Na segunda temporada, Tyland, irritado com a presença do jovem príncipe Jaehaerys em uma reunião, aconselha Aegon a usar as forças de seu irmão após a Batalha do Moinho Ardente. Ele apoia Aemond como regente enquanto Aegon se recupera e é encarregado de formar uma aliança com a Triarquia para atacar a frota Velaryon. Tyland viaja para Tyrosh, negocia a entrega das Stepstones e impressiona a comandante da frota da Triarquia, Sharako Lohar, ao lutar na lama, garantindo seu apoio na guerra.

### Jacaerys Velaryon
- Jacaerys “Jace” Velaryon (Harry Collett, versão adolescente; Leo Hart, versão criança e convidado na temporada 1) é o filho primogênito de Rhaenyra Targaryen. Ele é o segundo na linha de sucessão ao Trono de Ferro, mas as circunstâncias de sua linhagem ameaçam não apenas sua reivindicação ao trono, mas sua própria vida e a vida de seus irmãos, Lucerys e Joffrey.[46] Jacaerys também é um montador de dragão habilidoso cujo dragão é o Vermax. Ele e seus dois irmãos não têm nenhuma semelhança valiriana com Laenor Velaryon, o primeiro marido de Rhaenyra e acredita-se que eles são filhos de Harwin Strong, líder da Patrulha da Cidade.  Quando criança, Jacaerys se envolveu em uma briga com Aemond Targaryen, meio-irmão de sua mãe, que terminou com Jace sangrando devido a um golpe na cabeça e Aemond perdendo um olho devido a Lucerys, todas as crianças são levadas perante o rei Viserys e seus pais e famílias.[46] O principal motivo da briga foi a possibilidade de bastardia dos meninos Velaryon. Ao passar dos anos, Jace fica noivo de sua prima Baela e começa a levar mais a sério sua posição de príncipe herdeiro. Com a morte do rei Viserys, os aliados da rainha viúva Alicent Hightower tomam o poder e nomeam Aegon II como rei, e isso faz com que Jacaerys apoie a reivindicação legítima de sua mãe como Senhora dos Sete Reinos e busque aliados para a guerra iminente.[46][47]

Na segunda temporada, Jace confirma a lealdade da Casa Arryn e recebe o apoio de lorde Cregan Stark. Após a morte de seu irmão Lucerys, ele retorna a Dragonstone para o funeral. Jace fica frustrado com a recusa de sua mãe, Rhaenyra, em deixá-lo lutar em Rook's Rest e consegue o apoio da Casa Frey. Ele também propõe encontrar cavaleiros de dragão para os dragões não reivindicados, para que assim, possa fortificar seu exército. Ele critica a relação de sua mãe com Harwin, temendo que outros bastardos Targaryen ameacem sua posição como herdeiro. Jace também confronta os novos cavaleiros de dragão, Hugh e Ulf, sobre sua legitimidade e exige respeito durante um banquete.

### Aegon II Targaryen
- Aegon II Targaryen (Tom Glynn-Carney, versão adulta; Tyler Moffet, versão jovem e convidado na temporada 1), também conhecido como “Aegon, o Velho” é o sexto rei Targaryen a ocupar o Trono de Ferro, sucedendo seu pai, Viserys I Targaryen, como Senhor dos Sete Reinos. Aegon nasceu no ano seguinte em que sua meia-irmã, Rhaenyra, foi anunciada como herdeira de Viserys, uma jogada política armada e apoiada por Otto Highttower que visava barrar o objetivo de Daemond Targaryen de subir ao trono. Uma vez que sua filha providenciou herdeiros homens ao rei, Otto passa a se opor a ideia de ter uma rainha reinante, alimentando a animosidade entre Alicent e Rhaenyra, até então, amigas. Quando tinha treze anos, o então príncipe Aegon havia se tornado um montador de dragão, tendo uma conexão desde bebê com o jovem dragão Sunfyre, o Dourado. Após a morte de seus cônjuges, a princesa Rhaenyra e seu tio, o príncipe Daemon Targaryen, se casaram e tiveram um filho chamado de Aegon, conhecido como Aegon, o Jovem. Tanto Aegon, o Velho, quanto sua mãe Alicent sentiram-se aborrecidos por isso. Dois anos depois, de acordo com a antiga tradição da Casa Targaryen, o príncipe Aegon, o Velho, casou-se com sua irmã, a princesa Helaena Targaryen, em King’s Landing. Seus primeiros filhos, os gêmeos príncipe Jaehaerys e princesa Jaehaera, nasceram um ano depois, assim como alguns bastardos ao redor da capital. Aegon II também teve mais tarde outro filho com Helaena, o príncipe Maelor. Como visto na primeira temporada, ele é preguiçoso, aborrecido e glutão, além de muito promíscuo. Após a morte do Rei Viserys I, os verdes agiram rápido e em silêncio, mas, a princípio Aegon II não queria usurpar a Coroa e só o faz quando é convencido de que Rhaenyra mataria a todos de seu lado. Então a notícia da morte do Rei Viserys I foi divulgada, junto com a coroação de Aegon II e assim explodiu a guerra.[48][49][50][51]

Na segunda temporada, Aegon tenta ser um rei benevolente, mas após o assassinato de seu filho, ele busca vingança e adota uma postura mais dura. Ele demite Otto como Mão do Rei e nomeia Criston Cole como substituto. Buscando provar-se um governante forte, Aegon leva seu dragão Sunfyre para a Batalha em Rook's Rest, apesar dos protestos de sua família e do Pequeno Conselho. Lá, ele enfrenta a princesa Rhaenys e seu dragão Meleys, mas ele e seu dragão ficam gravemente feridos devido as chamas de Vhagar, montada por Aemond. Após a batalha, Aemond é nomeado regente enquanto Aegon se recupera. Influenciado por Larys Strong, Aegon planeja fugir de King's Landing para esperar o desfecho da guerra.

### Aemond Targaryen
- Aemond Targaryen (Ewan Mitchell, versão adulta; Leo Ashton, versão jovem e recorrente na 1ª temporada) é o segundo filho homem da rainha Alicent e do rei Viserys, e terceiro filho do casal. Assim, ele tem dois irmãos mais velhos, Aegon e Helaena, além de um irmão mais novo, Daeron. Por parte de pai, ele também é meio-irmão de Rhaenyra, e Daemon é seu tio. Por sua vez, Otto Hightower é seu avô. Aemond nasceu apenas um ano depois de sua irmã mais velha, Helaena, e tal como ocorreu com o nascimento de seu irmão Aegon, se tornou motivo para o descontentamento dos lordes com a escolha de Rhaenyra como herdeira.[52] Na primeira temporada, ele é apresentado como um menino tímido em sua infância, o fato de que o ovo de dragão designado para ele não ter quebrado, o fez ser zoado pelos sobrinhos e irmão por não ter um dragão. Aos poucos ele se torna feroz, corajoso, teimoso e de temperamento explosivo. Essas características o levaram tanto a feitos como se tornar cavaleiro de Vhagar, a maior e mais temida dragão da época, apesar de perder seu olho direito devido a isso.[52] Ele aparenta ser mais carinhoso e cuidadoso com Haelena, ao contrário de Aegon. Após a morte de Viserys I, Aemond se tornou um dos mais implacáveis soldados dos Verdes, lutando por seu irmão e ganhando dois codinomes: “Aemond Um-Olho” e “Assassino de Parentes”. Sua primeira vítima na guerra civil foi seu sobrinho Lucerys com o dragão dele Arrax, a quem perseguia pelos céus de Storm’s End montando em Vaghar.[53][54]

Na segunda temporada, Aemond lida com as consequências de sua participação na morte de Lucerys e se envolve em decisões ao lado de Criston Cole. Ele participa da Batalha em Rook's Rest, onde enfrenta e mata a princesa Rhaenys. Após a batalha, Aemond é nomeado regente enquanto Aegon se recupera de seus ferimentos. Ele toma decisões duras, incluindo forçar Alicent a sair do Pequeno Conselho e incendiar Sharp Point em um ataque de raiva ao descobrir que Rhaenyra conseguiu novos cavaleiros de dragões. Aemond também tenta pressionar Helaena a lutar, mas ela o rejeita, prevendo sua morte durante a guerra.

### Baela Targaryen
- Baela Targaryen (Bethany Antonia; Shani Smethurst, versão criança) é a filha mais velha do príncipe Daemon Targaryen com a senhora Laena Velaryon. Baela é uma montadora de dragão como seus pais e reivindicou o Moondancer. Baela se parece mais com seu pai: um tanto cabeça-quente e adora andar a cavalo e cavalgar em seu dragão. Quando sua mãe faleceu, seu primo Aemond Targaryen domou o dragão Vaghar, e isso desencadeou uma briga entre eles junto com Rhaena, Jacaerys e Lucerys, resultando em Aemond perdendo um olho devido a Lucerys.[55] Anos depois, após a trágica morte de Laenor, sua avó Rhaenys Targaryen declarou que Driftmark deveria ser passado para Baela, já que Baela realmente tem sangue Velaryon enquanto o herdeiro aparente Lucerys não tem. Embora a sugestão de Rhaenys de fazer de Baela a herdeira de Driftmark fosse uma jogada lógica, considerando que Laenor não deixou herdeiros verdadeiros, Corlys Velaryon não concede a ela esse título. Corlys pretende manter seus netos nas mais altas posições de poder em Westeros, já que Baela está noiva do príncipe herdeiro Jacaerys enquanto Rhaena está noiva de Lucerys.[55] Porém, os planos do chefe da Casa Velaryon são ameaçados quando Aegon II usurpou o trono, tanto Baela quanto Rhaena juraram lealdade à Rhaenyra e decidiram apoiar a guerra civil.[56][57]

Na segunda temporada, Baela é designada por Rhaenyra para vigiar King's Landing e relatar os movimentos dos exércitos inimigos ao Conselho Preto. Após a morte de sua avó Rhaenys, Baela tenta convencer seu avô, Corlys Velaryon, a aceitar o cargo de Mão da Rainha, mas ele a pede como herdeira de Driftmark, o que ela recusa. Baela também consola Jacaerys sobre a injustiça de outros bastardos Targaryen reivindicarem dragões e expressa sua preocupação com a possibilidade de atacar cidades inimigas e prejudicar inocentes.

### Rhaena Targaryen
- Rhaena Targaryen (Phoebe Campbell; Eva Ossei-Gerning, versão criança) é a segunda filha do príncipe Daemon Targaryen e da senhora Laena Velaryon. Desde muito jovem, Rhaena foi prometida em casamento a seu primo, o príncipe Lucerys Velaryon. Rhaena recebeu um ovo de dragão, mas o filhote de dragão não estava saudável e morreu poucas horas depois de emergir de seu ovo. Eventualmente, um ovo de outra ninhada, posto por Syrax, foi dado a Rhaena, e foi dito que ela dormia com ele todas as noites e rezava para que um dragão combinasse com o de sua irmã, Moondancer. Rhaena, embora ainda feroz, é mais reservada e pensativa. Ela gosta de dançar e usa o cabelo comprido. Quando o rei Aegon II usurpou o Trono de Ferro, Rhaena apoio a reivindicação legítima de sua futura sogra, Rhaenyra Targaryen, e se tornou parte do círculo íntimo da rainha.[58] Na segunda temporada, após o funeral de Lucerys, Rhaenyra pede a Rhaena para cuidar e levar tanto seus filhos, quanto os dragões filhotes deles, para o Eyrie, sob a proteção da lady Jeyne Arryn. Lá, Jeyne não fica satisfeita com a presença dos filhotes de dragão. Durante um passeio, ela descobre vestígios de um dragão selvagem e confirma a existência do dragão com Jeyne. Jeyne também instrui Rhaena a deixar o Vale e se refugiar em Pentos com Aegon "o Jovem" e Viserys. Após deixar o Eyrie, Rhaena busca o dragão selvagem Sheepstealer e o confronta.

### Helaena Targaryen
- Helaena Targaryen (Phia Saban, versão adulta; Evie Allen, versão jovem e convidada na temporada 1) é a única filha do rei Viserys I Targaryen e de sua segunda esposa, a rainha Alicent Hightower. Helaena é a meia-irmã mais nova de Rhaenyra Targaryen, a irmã mais nova de Aegon II Targaryen e a irmã mais velha de Aemond Targaryen. Uma jovem curiosa, doce, mas perspicaz, Helaena demonstrou durante a primeira temporada ter interesse por pequenos animais. Em episódios posteriores, Alicent decide casar Helaena com Aegon para fortalecer a reivindicação deste último ao Trono de Ferro e manter a linhagem Targaryen pura na tradição da Antiga Valíria. Como resultado do casamento de Aegon e Helaena, o casal teve dois filhos: O príncipe Jaehaerys Targaryen e a princesa Jaehaera Targaryen. Quando Aegon II usurpa o Trono de Ferro e é coroado Rei dos Sete Reinos, Helaena se torna a sua Rainha Consorte. Como montadora de dragões, a montaria de Helaena é o dragão Dreamfyre.[59]

Na segunda temporada, Helaena demonstra sentir medo por algo que vai acontecer, e mais tarde, durante a noite, ela é forçada por dois assassinos a revelar qual de seus filhos é um menino. Enquanto os assassinos, Sangue e Queijo, matam o príncipe Jaehaerys, Helaena foge com sua filha Jaehaera até o quarto de sua mãe, descobrindo o caso de Alicent e Criston Cole. Ela se afunda em luto e durante o funeral de seu filho ela entra em pânico. Após Aegon ficar gravemente ferido na Batalha de Rook's Rest, ela vai com sua mãe orar pela recuperação dele no Grande Septo. Após tumultos em King's Landing, ela e Alicent são obrigadas a fugir do septo e quase são mortas pela população. Helaena expressa seu descontentamento e falta de felicidade como rainha. Aemond tenta forçá-la a se juntar a ele em batalha, mas ela recusa e é protegida por Alicent. Em uma visão, Helaena conversa com Daemon sobre o futuro e, ao confrontar Aemond, ela prevê a morte dele na guerra.

### Orwyle
- Orwyle (interpretado por Kurt Egyiawan, temporada 2, recorrente na temporada 1) é um arquimeistre auxiliar do Grande Meistre Mellos no tratamento do rei Viserys, no início da primeira temporada. Quando Orwyle diz que preparou ervas medicinais para o rei, Mellos desdenha, afirmando que a sanguessuga será suficiente. Depois que Mellos sai, Orwyle dá ao rei um remédio para dormir. Dez anos depois, Orwyle sucedeu o falecido Mellos como Grande Meistre. Ele participa de uma pequena reunião do conselho em que uma rixa entre os Brackens e os Blackwoods é discutida junto com a Guerra por Stepstones. Orwyle também está na reunião do golpe proposto por Otto Hightower e a rainha Alicent, para colocar o príncipe Aegon no Tronco de Ferro, na noite em que o rei Viserys morre. Na segunda temporada, Orwyle propõe dar o cargo de Mestre dos Navios a Dalton Greyjoy para usar a Frota de Ferro contra a Frota Velaryon. Após a Batalha do Moinho Ardente, sugere que lorde Grover Tully tome controle das Terras Fluviais, mas a ideia é rejeitada. Ele entrega chá abortivo a Alicent e evita comentar sobre a escolha de Aegon como rei. Após a Batalha em Rook's Rest, Orwyle cuida dos ferimentos de Aegon e, entre os conselheiros, é o único a apoiar Alicent como regente. Ele também informa Alicent sobre a lealdade da Casa Beesbury a Rhaenyra e ajuda a organizar o transporte da rainha viúva para Dragonstone.

### Hugh
- Hugh (interpretado por Kieran Bew, temporada 2 –), conhecido também como "Durão Hugh" ou "Hugh, o Martelo", é o filho bastardo da princesa Saera Targaryen, a nona criança do rei Jaehaerys, o Conciliador, o que faz dele uma semente de dragão. Ele é o marido de Kat e o pai da filha dela. Como ferreiro de King's Landing, Hugh é encarregado pela Coroa de fabricar balistas de escorpião para defender a capital de possíveis ataques de dragões. Precisando de dinheiro para cuidar de sua filha doente, ele pede ao rei Aegon II Targaryen um pagamento adiantado por seu trabalho, o que Aegon aprova. Depois que Hugh testemunha a cabeça do dragão Meleys sendo exibida em King's Landing, ele é convencido por Kat de que eles devem abandonar a cidade e se mudar para Tumbleton, com medo da escalada da guerra. Quando eles saem da cidade com sua filha doente, os portões são fechados por ordem do príncipe Aemond Targaryen. Depois que os plebeus começam a se revoltar em King's Landing quando a rainha Rhaenyra Targaryen envia carregamentos de alimentos para a cidade faminta, Hugh luta por um saco de comida para levar para sua esposa e filha. Depois que sua filha sucumbe à doença, Hugh descobre que Rhaenyra está procurando bastardos Targaryen na tentativa de encontrar novos cavaleiros dragões e parte para Dragonstone. Durante a Semeadura Vermelha, ele testemunha Vermithor massacrando dezenas de outras sementes de dragão e se esquiva do fogo do dragão até que finalmente confronta Vermithor e consegue se unir a ele e reivindicá-lo. Após a Semeadura Vermelha, ele e Ulf são levados para Dragonstone, onde Hugh tenta agir com respeito durante um banquete com os outros cavaleiros de dragões e Rhaenyra lhe promete um título de cavaleiro se eles vencerem a guerra.

### Alyn de Casco
- Alyn de Casco (em inglês Alyn of Hull; interpretado por Abubakar Salim, temporada 2 –) é um filho bastardo do lorde Corlys Velaryon, o que o torna uma semente de dragão, e irmão mais velho de Addam de Hull. Ele é um marinheiro da frota Velaryon e salvou a vida de Corlys durante a Guerra das Pedras-Passo. Quando Corlys supervisiona os reparos do navio-chefe da frota de Velaryon, o Sea Snake, ele encontra Alyn e o agradece por ter salvado sua vida. Ele logo se reencontra com seu irmão depois de meses separados e, mais tarde, é confrontado pela Princesa Rhaenys Targaryen, que afirma conhecer a ascendência de Alyn. Corlys nomeia Alyn como seu primeiro imediato no Sea Snake, apesar da relutância de Alyn, que se sente rejeitado pelo pai e mantém a cabeça raspada para esconder seu cabelo valiriano. Depois que Corlys informa que Alyn e seu irmão reivindicaram o Seasmoke, ele pergunta se Alyn também gostaria de tentar reivindicar um dragão, mas ele recusa. Corlys então encarrega Alyn de ajudar a transportar dezenas de bastardos Targaryen em potencial de Porto Real para Pedra do Dragão, incluindo Hugh Hammer e Ulf White. Depois que o navio de Corlys está pronto para zarpar, Alyn rejeita suas tentativas de tentar se conectar com seu filho bastardo afastado. Com raiva, ele conta a Corlys sobre a dor e as dificuldades que ele e Addam sofreram ao crescerem pobres e sem uma figura paterna, e como ele passou a odiar a negligência de Corlys depois de vê-lo cuidar de seu filho legítimo, Sor Leanor Velaryon. Apesar disso, ele ainda concorda em deixar Driftmark com Corlys e se juntar à frota Velaryon, não querendo desobedecer às ordens.

### Cregan Stark
- Cregan Stark (interpretado por Tom Taylor, temporada 2) é o filho do lorde Rickon Stark, que o sucedeu como Lorde de Winterfell, chefe da Casa Stark e Guardião do Norte.[44] Ele visita a Muralha ao lado do príncipe Jacaerys Velaryon e concorda em manter o juramento de seu pai e apoiar a reivindicação da rainha Rhaenyra Targaryen ao Trono de Ferro. Ele concorda em enviar um exército de mais de dois mil homens conhecidos como Lobos do Inverno enquanto reúne o restante de suas forças. Composto por barbas cinzentas, homens idosos que esperam morrer em combate, eles marcham mais tarde para as Terras Fluviais em apoio a Rhaenyra, atravessando as Gêmeas.

### Addam de Casco
- Addam de Casco (em inglês: Addam of Hull; interpretado por Clinton Liberty, temporada 2 –) é um filho bastardo do lorde Corlys Velaryon, o que o torna uma semente de dragão, e o irmão mais novo de Alyn de Casco. No início da segunda temporada, Addam é um construtor de navios da frota Velaryon que trabalha em Driftmark. Ele se reúne com seu irmão depois que Alyn passou muitos meses lutando em Stepstones e, mais tarde, vê o dragão Seasmoke sobrevoando. Ao contrário de seu irmão, Addam tem esperança de que Corlys um dia os aceite como seus filhos, embora esteja desapontado com sua própria falta de características valirianas. Enquanto se prepara para pescar, ele é perseguido por Seasmoke em uma praia de Driftmark. Depois que Seasmoke aterrissa e o encurrala, ele escolhe Addam como seu cavaleiro e permite que Addam se una a ele e o reivindique. Depois de voar com Seasmoke pela primeira vez, ele é confrontado pela rainha Rhaenyra Targaryen e se compromete com ela antes de viajar com ela para Dragonstone. Aceito como novo aliado de Rhaenyra, ele é abordado por Corlys, que elogia seu filho pela primeira vez e dispensa Addam de sua posição como construtor de navios, agora que ele tem um novo propósito como cavaleiro de dragão. Addam participa de um banquete em Dragonstone com os outros cavaleiros de dragão e age de forma bem-educada em comparação com o falador Ulf o Branco. Rhaenyra então pede que Addam voe com ela para Harrenhal, confiando mais nele do que nos outros novos cavaleiros de dragões, e lhe promete um título de cavaleiro se eles vencerem a guerra.

### Ulf
- Ulf (interpretado por Tom Bennett, temporada 2 –), conhecido também como "Ulf, o Branco" ou "Ulf, o Ébrio", é um suposto filho bastardo do príncipe Baelon Targaryen, pai do rei Viserys I Targaryen e do príncipe Daemon Targaryen, o que faz dele uma semente de dragão. Na segunda temporada, ele é visto como um contador de histórias e um bêbado popular entre os pequenos habitantes de King's Landing. Enquanto bebia em uma taverna, a madame do bordel, Sylvi, conta a Ulf sobre as festas e banquetes luxuosos que a nobreza está dando enquanto os plebeus estão passando fome, e Ulf expressa abertamente seu descontentamento nas ruas da cidade. Depois de saber que a rainha Rhaenyra Targaryen está procurando bastardos Targaryen na tentativa de encontrar novos cavaleiros de dragões, Ulf é pressionado por seus amigos a ir e parte para Dragonstone. Durante a Semeadura Vermelha, ele testemunha Vermithor massacrando dezenas de outras sementes de dragão e é derrubado no chão. Ele consegue escapar da carnificina e segue para o interior do Monte Dragão, onde se depara com o covil de Silverwing. Embora inicialmente tenha medo do dragão, Silverwing se aproxima de Ulf, mas permanece dócil antes de permitir que ele se una a ela e a reivindique. Em seguida, Ulf voa alegremente com Silverwing pelos céus de King's Landing. Após a Semeadura Vermelha, ele e Hugh Martelo são levados para Dragonstone, onde Ulf age de forma rude e jovial, apesar de estar na presença da realeza.

### Kat
- Kat (interpretada por Ellora Torchia, temporada 2 –) é a esposa de Hugh e mãe da filha doente que ela está lutando para sustentar em King's Landing. Na segunda temporada, com a escalada da guerra e o bloqueio em King's Landing dificultando a vida dos plebeus, Kat convence Hugh de que eles devem se mudar para Tumbleton para ficar com o irmão dela, mas eles não conseguem deixar a cidade depois que os portões são fechados por ordem do príncipe Aemond Targaryen. Depois que sua filha sucumbe à doença, Kat implora que Hugh vá com ela para viver com sua família em Tumbleton, mas ele se recusa depois de saber que a rainha Rhaenyra Targaryen está procurando bastardos Targaryen na tentativa de encontrar novos cavaleiros de dragões e revela a Kat sua ascendência.

### Gwayne Hightower
- Gwayne Hightower (interpretado por Freddie Fox na temporada 2, e por Will Willoughby como um Gwayne mais jovem na temporada 1) é o filho de sir Otto Hightower. Ele participa do Torneio do Herdeiro, onde é desafiado pelo príncipe Daemon Targaryen. Na segunda temporada, ele viaja com as forças da Casa Hightower para King's Landing e acompanha sir Criston Cole e seu exército para as Terras da Coroa, participando da Batalha em Rook's Rest. Após retornar a King's Landing, ele conversa com sua irmã, a rainha Alicent Hightower, sobre filho mais novo dela, o príncipe Daeron Targaryen, que ela não via há muitos anos desde que ele se tornou um pupilo da Casa Hightower. Em seguida, ele parte de King's Landing novamente com Criston e seu exército para marchar pelas Terras Fluviais. Enquanto acampam nas Terras Fluviais, Gwayne saca sua espada contra Criston após notar que ele tem o favor de Alicent. Gwayne acusa Criston de ter um relacionamento com sua irmã, mas recua depois que Criston afirma que permanece leal a Alicent, que o ajudou a evitar o suicídio.

### Alys Rivers
- Alys Rivers (interpretada por Gayle Rankin, temporada 2 –) é uma curandeira misteriosa em Harrenhal, a serviço da Casa Strong. Na segunda temporada, após o príncipe Daemon Targaryen reivindicar Harrenhal para a rainha Rhaenyra Targaryen, Alys o encontra no bosque dos deuses de Harrenhal e o avisa que ele morrerá lá. Depois que Daemon tem mais visões, ele confronta Alys em seus aposentos e descobre que ela age como meistre de Harrenhal, apesar de não ser uma, levando-o a acreditar que ela é uma bruxa. Ela questiona as estranhas visões de Daemon e parece induzi-las depois de preparar uma bebida para ele que faz com que perca a noção do tempo. Após ser perturbado por outra visão, Daemon planeja confrontar os lordes dos Rios ele mesmo, mas Alys o impede de partir. Daemon pede o conselho de Alys, que lhe diz que ele precisa da Casa Tully ao seu lado para controlar os outros lordes dos Rios e ela o convence a esperar três dias. Três dias depois, sir Simon Strong informa Daemon que Alys tentou ajudar o doente lorde Grover Tully, que morreu logo depois, fazendo com que Daemon chorasse de alegria, pois agora poderia convencer melhor o jovem neto e sucessor de Grover. Acreditando que ele está pronto, Alys leva Daemon ao bosque dos deuses e pede que ele coloque a mão na árvore-coração, permitindo-lhe olhar para o futuro e experimentar várias visões.

### Simon Strong
- Simon Strong (interpretado por Simon Russell Beale, temporada 2 –) é o castelão de Harrenhal e tio do lorde Lyonel Strong. Na segunda temporada, apesar de não ter lealdade a Larys Strong, ele se submete a Daemon Targaryen e promete lealdade à causa de Rhaenyra Targaryen. Simon ajuda na reconstrução de Harrenhal, mas pede apoio financeiro devido à falta de fundos após Larys ter transferido o tesouro do castelo para King's Landing. Ele enfrenta a desconfiança de Daemon, que o ameaça e questiona sua lealdade. Após a morte de Lorde Grover Tully, Simon organiza uma reunião de lordes para apoiar o novo Lorde Supremo e descobre uma tentativa de Ser Alfred Broome de convencer Daemon a reivindicar o trono, o que o leva a enviar uma mensagem a Rhaenyra temendo uma possível traição.

## Personagens Secundários

### Casas nobres

#### Casa Arryn

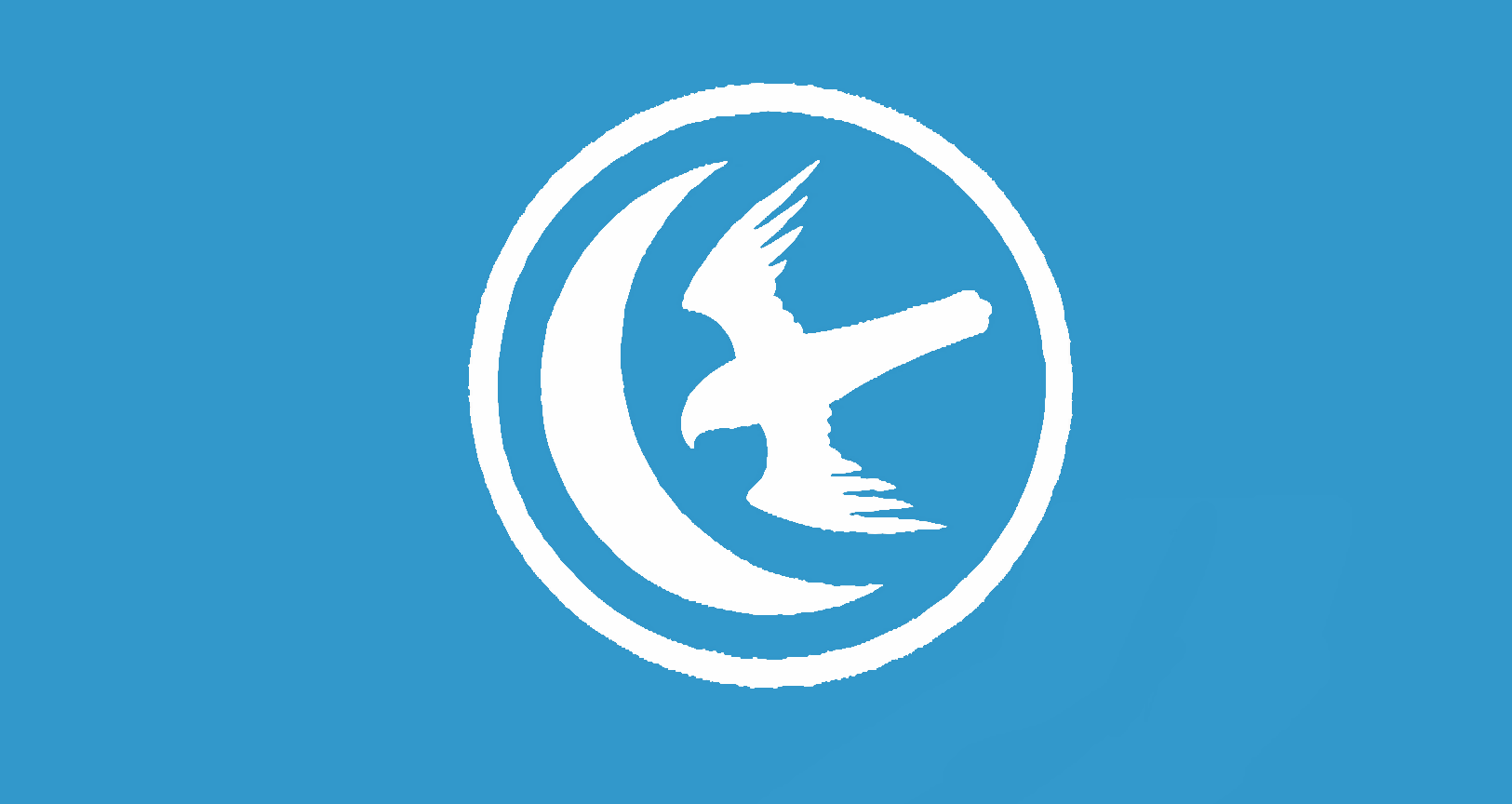
Estandarte da Casa Arryn pela HBO

A Casa Arryn, de lema "Mais Alto que a Honra", é uma das Grandes Casas de Westeros e governa o Vale de Arryn a partir do castelo Eyrie. Eles possuem os títulos de Lorde Supremo e Guardião do Leste. Segundo a lenda, os Arryns vêm da mais antiga e pura linhagem da nobreza ândala, com sua linhagem remontando a Hugor da Colina. Durante a Dança dos Dragões, a Casa Arryn estava relativamente tranquila em comparação com outras casas nobres. A Casa estava sob o comando da senhora Jayne Arryn, que se aliou à causa de Rhaenyra Targaryen. O Vale de Arryn foi um dos poucos locais que permaneceu estável e sem conflitos.
Os personagens secundários membros da Casa Arryn em House of the Dragon, incluem:
- Aemma Arryn (interpretada por Sian Brooke, convidada nas temporadas 1-2) é a primeira esposa de Viserys I Targaryen e Rainha Consorte dos Sete Reinos. Apesar de ser uma Arryn, ela é na verdade metade Targaryen, já que sua mãe era a princesa Daella Targaryen, que era casada com lorde Rodrik Arryn. Daella era filha do Velho Rei, Jaehaerys. Aemma e Viserys têm uma filha juntos, a princesa Rhaenyra Targaryen, que é a legítima herdeira do Trono de Ferro.  No início da primeira temporada, ela tenta dar à luz um herdeiro homem, mas infelizmente não dá certo. Aemma acaba morrendo no parto de seu filho Baelon.[60] Na segunda temporada, em uma das visões de Daemon Targaryen, o corpo de Aemma aparece ao lado do filho morto, enquanto Vserys chora ao vê-los.

- Jayne Arryn (interpretada por Amanda Collin, temporada 2), também conhecida como a Donzela do Vale, é a matriarca da Casa Arryn e Protetora do Leste.[61] Ela conheceu o príncipe Jecaerys Valerion no Eyrie e concordou em honrar seu juramento de apoiar a sucessão da rainha Rhaenyra Targaryen ao Trono de Ferro em troca de um dragão para proteger o Vale. Quando Rhaena Targaryen viajou para o Eyrie com os filhos pequenos de Rhaenyra, o príncipe Joffrey Valerion, o príncipe Aegon “Jovem” Targaryen e o príncipe Viserys Targaryen, para receber sua proteção, Jayne ficou desanimada com os dois dragões jovens enviados com Rhaena, Stormcloud e Tyraxes, e prefere que um adulto proteja o Vale. Rhaena descobre o que parecem ser marcas de alimentação de dragões e pergunta a ela se há um dragão no vale, e Jayne diz ser um dragão selvagem. Mais tarde, ela informa a Rhaena que o príncipe Reggio Halatis de Pentos concordou em abrigar os dois filhos pequenos de Rhaenyra, e que eles deixarão o vale em um navio mercante.

Vassalos:
- Gerold Royce (interpretado por Owen Oakeshott, temporada 1) é primo da Lady Rhea Royce. Após a morte dela, ele comparece à festa de casamento real de sir Laenor Velaryon e da princesa Rhaenyra Targaryen em King's Landing, onde confronta o príncipe Daemon Targaryen com a alegação de que ele teria assassinado Rhea, o que ele nega. Daemon então ameaça Gerold, dizendo que ele pode solicitar a herança de Rhea e reivindicar para si Runestone para Lady Jeyne Arryn.
- Rhea Royce (interpretada por Rachel Redford, temporada 1) é a primeira esposa do príncipe Daemon Targaryen e herdeira de Runestone. Daemon confronta e assassina Rhea secretamente para poder se casar com a Princesa Rhaenyra Targaryen e a morte de Rhea é relatada como um acidente de cavalgada.[62]

#### Casa Baratheon

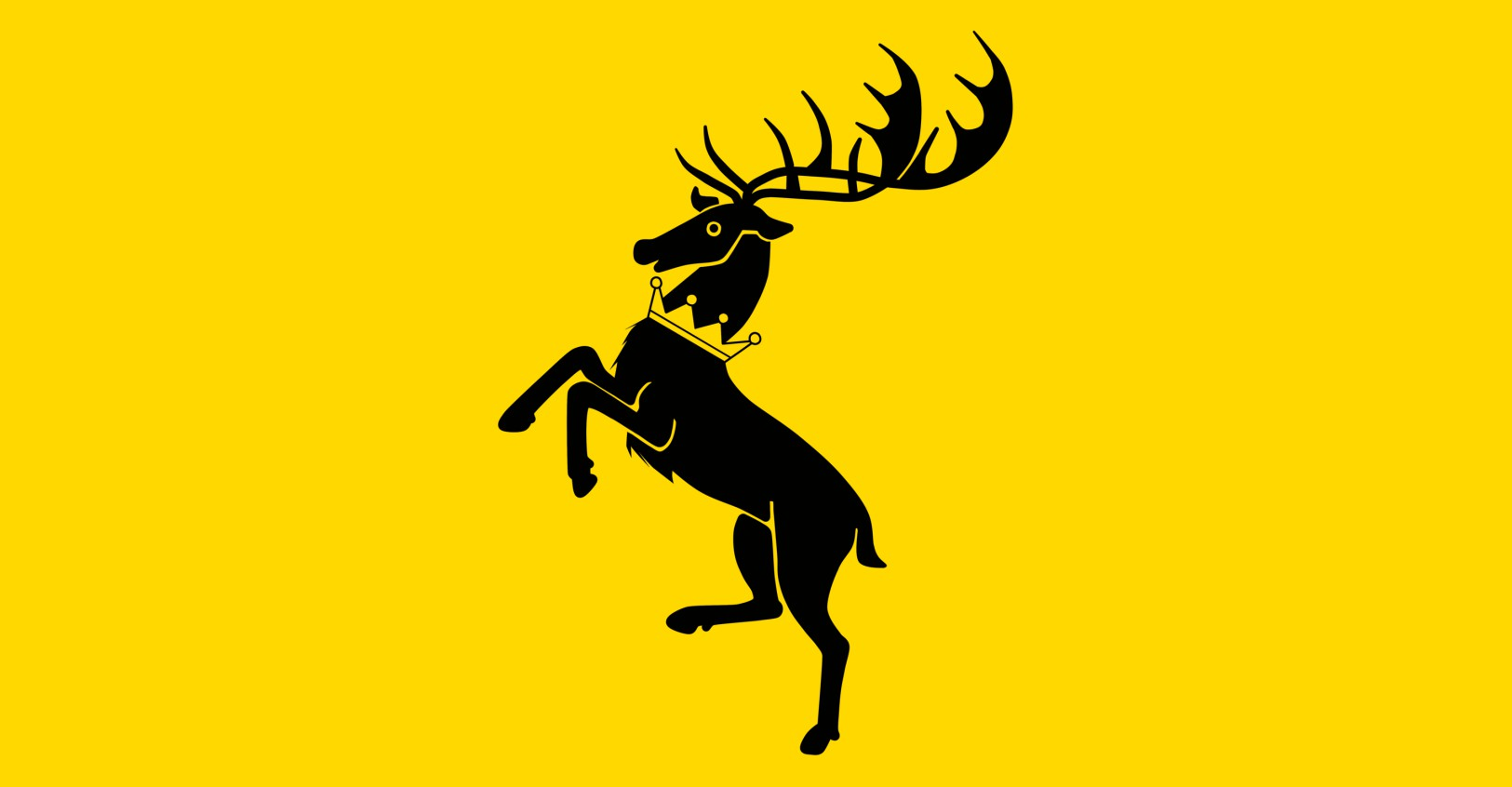
Estandarte da Casa Baratheon pela HBO

A Casa Baratheon é a mais jovem das Grandes Casas de Westeros. Os Baratheon ganharam grande influência durante os reinados dos reis Maegor, o Cruel, e Jaehaerys, o Conciliador, quando o lorde Rogar Baratheon atuou como Lorde Mão para ambos os reis. Durante a Dança dos Dragões, o lorde da Casa na época, Borros Baratheon, apoiou  Aegon II Targaryen e os Verdes, apesar de seu falecido pai, lorde Boremund, apoiar os Pretos e ter parentesco com Rhaenys Targaryen (por meio de sua irmã, Jocelyn Baratheon).
Os personagens secundários membros da Casa Baratheon em House of the Dragon, incluem:
- Boremund Baratheon (interpretado por Julian Lewis Jones, temporada 1) é o pai de Borros Baratheon. Ele é o Senhor de Storm's End, chefe da Casa Baratheon e Senhor Supremo das Terras da Tempestade. Ele também é primo materno da princesa Rhaenys Targaryen e bisneto do fundador da Casa, Orys Baratheon, meio-irmão do rei Aegon, o Conquistador.[63] Ele participa do Torneio do Herdeiro, onde é destituído por sir Criston Cole. Ele jura lealdade à princesa Rhaenyra Targaryen depois que ela é escolhida como herdeira do Trono de Ferro. Ele também hospeda Rhaenyra em Storm's End durante sua turnê por Westeros e a aconselha sobre vários pretendentes que propõem casamento. Boremund morre fora das telas por causas desconhecidas, e seu filho Borros o sucede como Lorde de Storm's End.
- Borros Baratheon (interpretado por Roger Evans, temporada 1) é o filho de lorde Boremund Baratheon, que o sucedeu como Lorde de Storm's End, chefe da Casa Baratheon e Lorde Supremo das Terras da Tempestade.[64] Após a morte do rei Viserys I Targaryen, ele forja uma aliança política com o príncipe Aemond Targaryen, organizando um casamento entre ele e uma das filhas de Borros, alinhando-se com o rei Aegon II Targaryen. Quando o príncipe Lucerys Velaryon chega como enviado de sua mãe, a rainha Rhaenyra Targaryen, Borros se recusa a cumprir o juramento de seu pai de apoiar a reivindicação de Rhaenyra ao Trono de Ferro. Quando Aemond e Lucerys se provocam, Borros ordena que ambos se retirem e ordena que Lucerys vá embora.[65]

Vassalo:
- Beric Dondarrion (interpretado por Paul Leonard, temporada 1) é o Lorde de Blackhaven e chefe da Casa Dondarrion nas Terras da Tempestade. Durante a turnê da princesa Rhaenyra Targaryen por Westeros, ele é um dos muitos pretendentes que disputam a mão dela em Storm's End, mas é rapidamente dispensado por Rhaenyra por causa de sua idade avançada.

#### Casa Blackwood

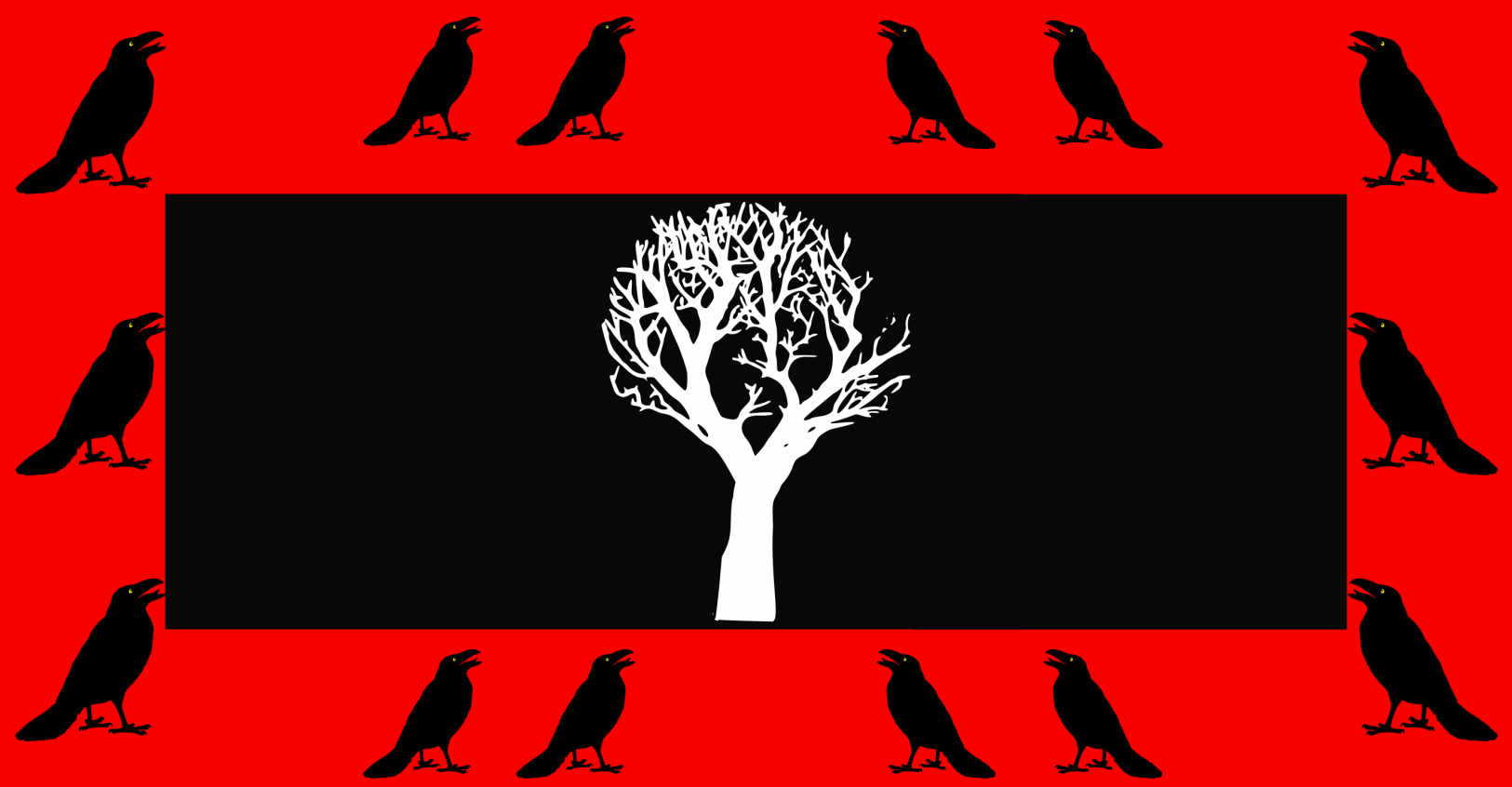
Estandarte da Casa Blackwood, como descrito na série literária

A Casa Blackwood é uma casa vassala que mantém fidelidade à Casa Tully de Riverrun. Suas terras ficam no coração das Terras Fluviais, localizadas ao longo das margens do Ramo Vermelho do Tridente. Seu castelo é conhecido como Raventree Hall. O brasão da Casa Blackwood é um bando de corvos em campo escarlate, cercando uma árvore-coração morta dentro de um escudo preto. Os Blackwoods guardam um rancor antigo contra seus vizinhos, a Casa Bracken de Stone Hedge. As duas casas, que têm o sangue dos Primeiros Homens em suas veias e se fundiram com os invasores andaluzes em vez de serem completamente conquistadas por eles, competiram pelo trono das Terras Fluviais quando elas eram um reino independente. Durante a Dança dos Dragões, o lorde Willem Blackwood apoiou os pretos de Rhaenyra Targaryen.
Os personagens secundários membros da Casa Blackwood em House of the Dragon, incluem:
- Willem Blackwood (interpretado por Jack Parry-Jones como adulto na temporada 2 e por Alfie Todd como uma criança na temporada 1) é o regente de Raventree Hall, servindo como protetor de seu jovem sobrinho, o lorde da Casa Blackwood. Na primeira temporada, durante uma turnê de Rhaenyra Targaryen, ele mata Jerrel Bracken em um duelo em Storm's End, quando ambos disputavam a mão da princesa em casamento. Na segunda temporada, após anos, agora ele é um cavaleiro, e Willem responde ao chamado de Daemon Targaryen para reunir um exército nas Terras Fluviais. Ele promete seu apoio em troca de vingança contra a Casa Bracken, responsável pela morte de seu irmão na Batalha do Moinho Ardente. Ele emprega táticas de terror sob a orientação de Daemon, forçando os Brackens a se renderem. Mais tarde, após a morte do lorde Grover Tully, Willem e outros lordes das Terras Fluviais se reúnem em Harrenhal, onde Willem é executado por Daemon sob pressão dos outros lordes para demonstrar lealdade.

- Davos Blackwood (interpretado por Kieran Burton) é um membro da Casa Blackwood. Depois que sua família decidiu apoiar a rainha Rhaenyra Targaryen, ele brigou com sir Aeron Bracken por causa de uma disputa de terras que acabou se transformando na Batalha do Moinho Ardente.

#### Casa Bracken

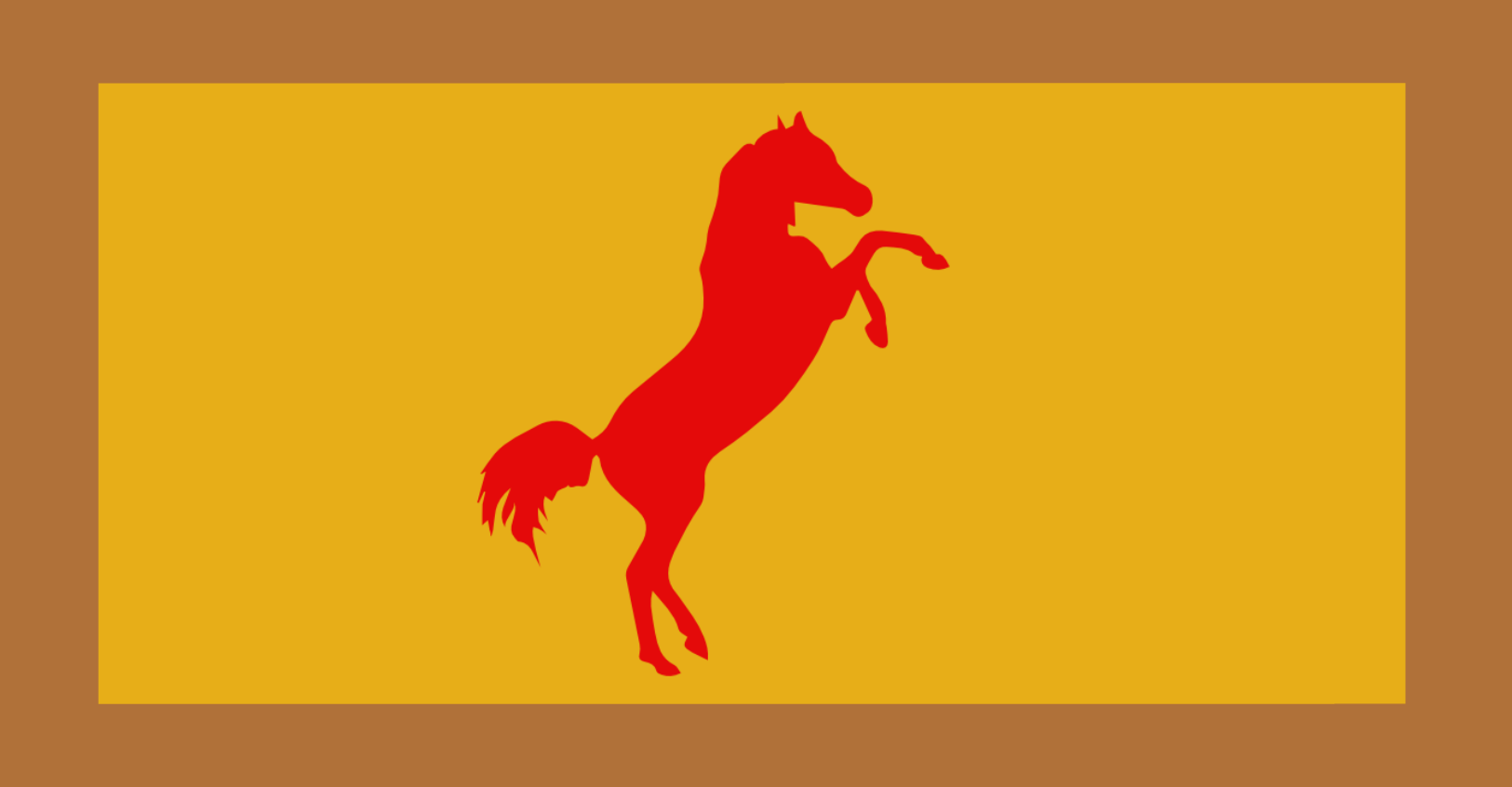
Estandarte da Casa Bracken, como descrita na série literária.

A Casa Bracken de Stone Hedge é uma antiga casa nas Terras Fluviais, uma das principais famílias juramentadas à Casa Tully de Riverrun. Eles ostentam seus brasões e estandartes com um garanhão vermelho sobre um fundo dourado e marrom. As terras dos Bracken ficam ao longo do Ramo Vermelho do Tridente. Eles governam domínios mais amplos e podem formar um exército muito maior do que seu senhor da Casa Tully. Durante a Dança dos Dragões, os Brackens se declararam a favor de Aegon II Targaryen e os verdes contra os pretos de Rhaenyra. A rixa secular dos Brackens contra os Blackwoods causaram uma das batalhas mais sangrentas durnte a guerra civil Targaryen, a Batalha do Moinho Ardente, onde nela, o lorde da Casa na época, Amos Bracken, foi morto.
Os personagens secundários membros da Casa Bracken em House of the Dragon, incluem:
- Humfrey Bracken (interpretado por Chris David Storer, temporada 1) é o pai de Amos Bracken e Jerrel Bracken. Ele é o Lorde de Stone Hedge e chefe da Casa Bracken das Terras Fluviais. Durante a turnê da princesa Rhaenyra Targaryen por Westeros, ele acompanha Jerrel até Storm's End e, mais tarde, conforta seu filho moribundo após ser derrotado por Willem Blackwood em um duelo. Humfrey morre fora de cena por causas desconhecidas, e seu filho mais velho, Amos, o sucede como Lorde de Stone Hedge.
- Jerrel Bracken (interpretado por Gabriel Scott, temporada 1) é um filho do lorde Humfrey Bracken. Durante a turnê da princesa Rhaenyra Targaryen por Westeros, Jerrel é um dos muitos pretendentes que disputam sua mão em Storm's End. Após provocar e insultar o muito mais jovem Willem Blackwood, Jerrel é morto por ele em um duelo.
- Aeron Bracken (interpretado por Ryan Kopel, temporada 2) é o sobrinho do lorde Amos Bracken. Após sua família escolher apoiar o rei Aegon II Targaryen, ele discute com Davos Blackwood sobre uma disputa de terras que eventualmente se intensifica na Batalha do Moinho Ardente, onde Aeron é morto.
- Amos Bracken (interpretado por Tim Faraday) é o filho mais velho do lorde Humfrey Bracken, que o sucede como Lorde de Stone Hedge e chefe da Casa Bracken das Terras Fluviais, além de ser pai de Raylon Bracken e tio de sir Aeron Bracken. Ele se encontra com o príncipe Daemon Targaryen e sir Willem Blackwood, mas se recusa a ceder, apesar das ameaças de Daemon de que o queimará vivo com Caraxes. Após Willem e os Blackwoods usarem táticas de terror nas terras dos Bracken, Amos rende Stone Hedge aos Blackwoods e é forçado a jurar sua casa à causa de Daemon. Após ser forçado a se render aos Blackwoods, ele é feito refém, junto com seu filho, por Willem e apresentado aos Lordes dos Rios reunidos em Harrenhal como traidores por terem jurado lealdade ao rei Aegon II Targaryen.
- Raylon Bracken (interpretado por Aedan Day) é o filho do lorde Amos Bracken. Após seu pai ser forçado a se render à Casa Blackwood, ele é feito refém junto com seu pai por sir Willem Blackwood e apresentado aos Lordes dos Rios reunidos em Harrenhal.

#### Casa Hightower

Estandarte da Casa Hightower pela HBO

A Casa Hightower está entre as dinastias familiares mais antigas de Westeros, como descrito no universo literário de A Song of Ice and Fire. Antes da Conquista de Aegon, a antiga família vivia como pequenos reis, sendo importantes para formação da Campina. Os Hightowers começaram a ganhar um pouco de proeminência após fazerem laços matrimoniais com os Reis da Campina, da Casa Gardner de Highgarden. Os Hightowers se tornaram um dos primeiros grandes senhores em Westeros a abraçar a Fé dos Sete, apoiando a construção do Septo Estrelado em Oldtown e o estabelecimento da posição do Alto Septão. Quando Aegon I Targaryen conquistou Westeros, o lorde Manfred Hightower cedeu Oldtown ao Rei, e o Alto Septão ungiu Aegon como Governante dos Sete Reinos. Por viverem em Oldtown, os Hightowers são muito próximos dos meistres da Cidadela. A sede da Casa Hightower é a Torralta, uma imensa e formidável torre que serve também como um farol para os navegantes que chegam através do Mar de Verão aos portos de Oldtown. A Casa Hightower é uma das três principais famílias vistas em House of the Dragon, devido ao seu incrível poder, riqueza e proximidade com o Trono de Ferro.
Os personagens secundários membros da Casa Hightower, em House of the Dragon, incluem:
- Hobert Hightower (interpretado por Steffan Rhodri, temporada 1) é o irmão mais velho de sir Otto Hightower e marido de Lynesse Hightower. Ele é o Lorde de Oldtown e chefe da Casa Hightower da Campina.[72] Ao lado de muitos outros lordes e ladys de Westeros, Hobert jura lealdade à princesa Rhaenyra Targaryen quando ela é escolhida como herdeira do Trono de Ferro. Após o nascimento do príncipe Aegon Targaryen, Hobert pressiona Otto para ajudar a tornar Aegon o herdeiro, pois isso fortaleceria o poder de sua casa. Hobert morre fora da tela de causas desconhecidas e seu filho, Ormund Hightower, o sucede como Lorde de Oldtown.
- Lynesse Hightower (interpretada por Alana Ramsey, temporada 1) é a esposa de lorde Hobert Hightower. Durante as celebrações do segundo aniversário do príncipe Aegon Targaryen, ela se socializa com sua sobrinha, a rainha Alicent Hightower, e as senhoras Ceira Lannister e Joselyn Redwyne.

#### Casa Lannister

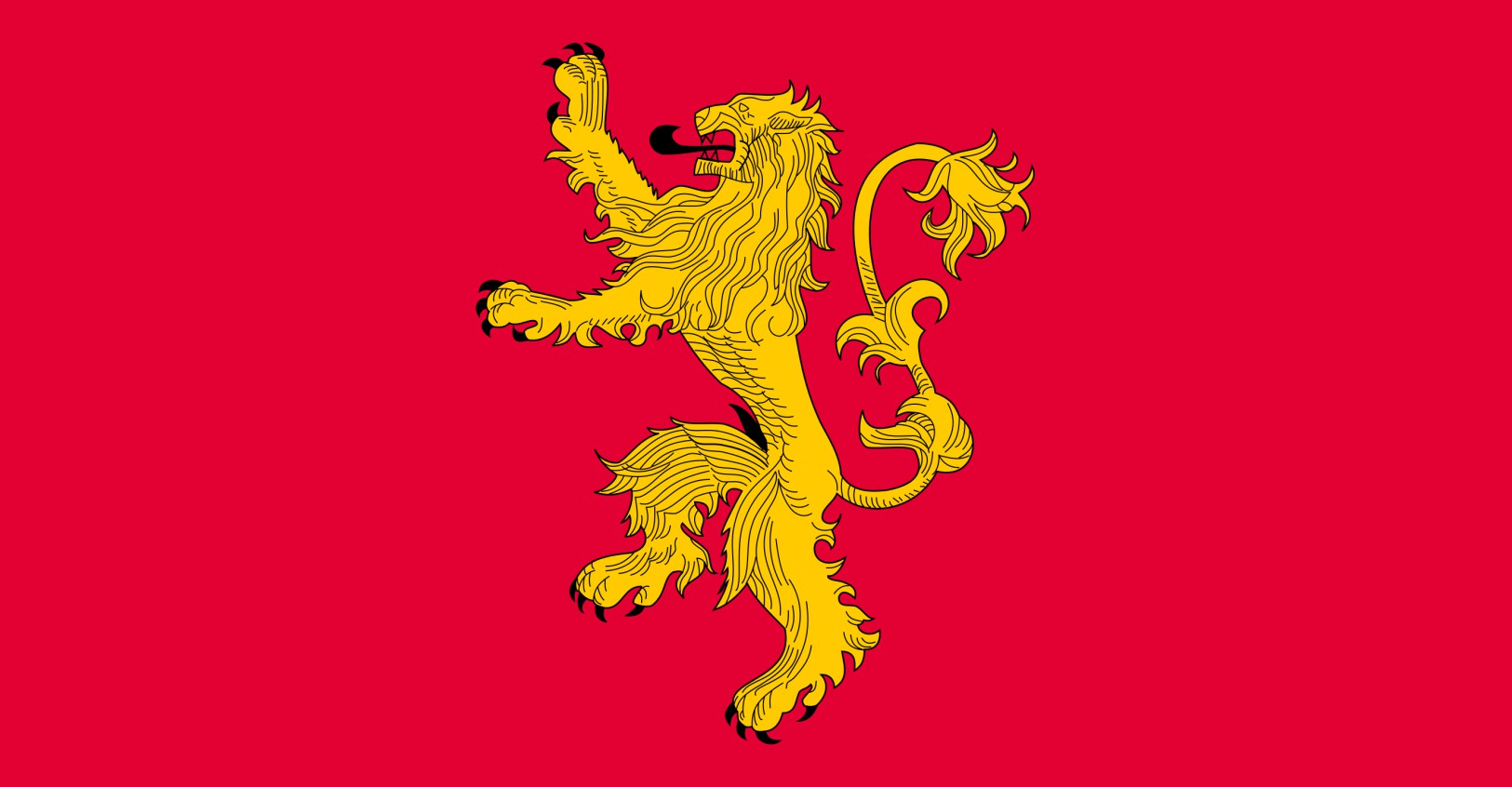
Estandarte da Casa Lannister pela HBO

A Casa Lannister, uma das famílias mais poderosas e ricas de Westeros, conseguiu se manter em uma posição de destaque e prestígio no reino após a Conquista de Aegon. Na série literária, durante o reinado do Velho Rei Jaehaerys, a Casa Lannister era governada pelo lorde Tymond Lannister. Lorde Tymond era conhecido por ser um líder capaz e inteligente, mantendo a Casa Lannister em uma posição de força, assegurando que as terras ocidentais fossem bem governadas e economicamente prósperas. Nos tempos da Dança dos Dragões, o chefe da Casa naquela época, lorde Jason Lannister, apoiou os Verdes (a facção leal a Aegon II), enquanto seu irmão, sir Tyland Lannister, que havia sido Mestre dos Navios e membro do Pequeno Conselho do rei Viserys I, foi nomeado Mestre da Moeda de Aegon II no começo da Dança, assegurando uma distribuição do tesouro real para evitar falência do reino.
Os personagens secundários membros da Casa Lannister, em House of the Dragon, incluem:
- Ceira Lannister (interpretada por Lucy Briers, temporada 1) é a mãe de lorde Jason Lannister e sir Tyland Lannister e a viúva do pai deles, o antigo Lorde do Rochedo Casterly. Durante as comemorações do segundo aniversário do príncipe Aegon Targaryen, ela socializa com a rainha Alicent Hightower, e as senhoras Lynesse Hightower e Joselyn Redwyne. Ela e Joselyn condenam abertamente o envolvimento do príncipe Daemon Targaryen na Guerra de Stepstones, o que deixa a princesa Rhaenyra Targaryen chateada.

Vassalo:
- Humfrey Lefford (interpretado por Daniel Fathers) é o Lorde do Dente Dourado e o chefe da Casa Lefford. Quando o lorde Jason Lannister chega com seu exército em Dente Dourado antes de marchar em direção às Terras Fluviais, Humfrey hospeda Jason e seu exército enquanto eles aguardam para receber notícias do príncipe Aemond Targaryen. Mais tarde, ele marcha para as Terras Fluviais ao lado de Jason e seu exército.

#### Casa Stark

Estandarte da Casa Stark pela HBO

A antiga Casa Stark, durante o reinado de Jaehaerys I, era liderada pelo lorde Rickon Stark. Como era típico dos Starks, a casa se concentrou na governança de suas terras e na manutenção da paz no Norte. O Norte, devido à sua geografia e cultura distinta, muitas vezes permaneceu isolado dos conflitos e políticas do sul, e a liderança de Rickon Stark refletiu essa tendência. No inicio da Dança dos Dragões, o Norte, sob a liderança de lorde Cregan Stark, foi um dos últimos a se envolver no conflito. Cregan Stark, conhecido por sua forte lealdade e senso de honra, apoiou os pretos, principalmente devido a um antigo juramento de lealdade ao pai de Rhaenyra, o rei Viserys I Targaryen.
Os personagens secundários membros da Casa Strong, em House of the Dragon, incluem:
- Rickon Stark (interpretado por David Hounslow, temporada 1) é o pai de Cregan Stark. Ele é o Senhor de Winterfell, chefe da Casa Stark e Guardião do Norte. Ao lado de muitos outros senhores e senhoras de Westeros, Rickon jura lealdade à princesa Rhaenyra Targaryen quando ela é escolhida como herdeira do Trono de Ferro. Rickon morre fora das telas de causas desconhecidas e seu filho Cregan o sucede como Senhor de Winterfell.
- Joren Stark (interpretado por James Craven, temporada 2), é um membro da Casa Stark. Ele é escolhido para servir na Patrulha da Noite, e ser um dos guardiões da Muralha.

#### Casa Strong

Estandarte da Casa Strong pela HBO

A Casa Strong é uma casa nobre das Terras Fluviais com sua sede em Harrenhal. De acordo com fontes semi-canônicas, eles ostentavam seu brasão de armas com um tripartido azul claro, vermelho e verde sobre branco, representando as três ramos do rio Tridente. Na série de televisão, foi acrescentado uma mão no brasão em fundo preto. A Casa Strong rapidamente obteve respeito e favor da Casa Targaryen após a Conquista de Aegon. Sir Osmund Strong serviu como Mão do Rei Aegon I, servindo como o quarto Lorde Mão da dinastia. Sor Osmund serviu como Mão do Rei por dezessete anos antes de falecer. No começo da Dança dos Dragões, a riqueza da casa era "não desprezível" de acordo com o arquimeistre Gyldayn.
Os personagens secundários membros da Casa Strong, em House of the Dragon, incluem:
- Lyonel Strong (interpretado por Gavin Spokes, temporada 1): o Lorde de Harrenhal e serve como mestre das leis para o rei Viserys I Targaryen, no início da primeira temporada. Quando Viserys se tornou viúvo, Lyonel sugere para o rei case a princesa Rhaenyra com Laenor Velaryon para fortalecer as alianças entre os Velaryon e Targaryen. Após Otto Hightower ser demitido de seu cargo como Mão do Rei, Viserys nomeia Lyonel como sua nova Mão e o lorde de Harrenhal serve no Pequeno Conselho por anos. Os rumores sobre seu filho Harwin ser o pai biológico dos filhos da princesa Rhaenyra Targaryen, faz com que Lyonel peça sua demissão do cargo de conselheiro, mas Viserys não aceita e permite que ele acompanhe seu primogênito de volta para Harrenhal. Lyonel e Harwin acabam morrendo em um incêndio arquitetado por Larys Strong, filho mais novo de Lyonel, para que seu cargo de Mão do Rei ficasse livre para Otto Hightower.[74][75]
- Harwin Strong (interpretado por Ryan Corr, temporada 1): o filho mais velho do lorde Lyonel Strong. Sir Harwin, conhecido também como “Quebra-Ossos”, foi levado ainda jovem para corte de King’s Landing por seu pai, junto com seu irmão mais novo, Larys Pé Torto. Não muito tempo depois, Harwin é nomeado Capitão dos Mantos Dourados de King’s Landing, a chamada Patrulha da Cidade. Dizem que em seu tempo Harwin foi um dos nobres mais fortes de Westeros.[76] Durante os anos de casamento da princesa Rhaenyra Targaryen com sir Laenor Velaryon, Harwin se tornou o amante da princesa e passou a ser visto por muitos na corte como o possível pai biológico dos três filhos de Rhaenyra: Jacaerys, Lucerys e Joffrey.[77] A justificativa para os rumores era de que os meninos Velaryon não tinham nenhuma característica valiriana, tais como cabelos platinados ou uma cor de pele mais escura como a de Laneor. Devidos aos rumores, seu pai Lyonel decide afastá-lo da corte e o acompanha de volta a Harrenhal, onde os dois acabam morrendo em um incêndio arquitetado por Larys.[78][79]
- Paxter Strong (interpretado por Graeme McKnight) é o neto de sir Simon Strong. Quando o príncipe Daemon Targaryen reivindica Harrenhal para a rainha Rhaenyra Targaryen, ele está residindo em Harrenhal com seu avô.
- Germund Strong (interpretado por Paul Valentine) é o neto de sir Simon Strong. Quando o príncipe Daemon Targaryen reivindica Harrenhal para a Rainha Rhaenyra Targaryen, ele está residindo em Harrenhal com seu avô.

#### Casa Targaryen

Estandarte alternativo da Casa Targaryen visto em House of the Dragon

A Casa Targaryen é vista no início de House of the Dragon como uma dinastia no apogeu de seu poder, riqueza e com dez dragões adultos sob seu jugo. Durante os quase 60 anos que se seguiram após a morte do rei Maegor, o Cruel, Westeros se manteve bem-sucedido graças ao reinado do rei Jaehaerys I Targaryen, o mais longevo rei que se sentara no Trono de Ferro.  Seu reinado é lembrado como o período mais próspero da história da monarquia Targaryen, pois Jaehaerys trouxe paz, justiça e estabilidade aos Sete Reinos. De acordo com os arquimeistres, a população de Westeros ao norte de Dorne dobrou durante o reinado de Jaehaerys, com a população de King’s Landing se tornando quatro vezes maior. A Casa Targaryen chegou em seu estado mais poderoso durante a época do rei Viserys I Targaryen, possuindo a maioria de membros e dragões desde a Perdição de Valíria. Os dragões eram vistos com temor e respeito, pois o seu poder destrutivo podia ser devastador. A domesticação e controle dos dragões eram essenciais para garantir que não causassem danos desnecessários ou colocassem em risco a paz do reino.
Os personagens secundários membros da Casa Targaryen, em House of the Dragon, incluem:
- Jaehaerys I Targaryen  (interpretado por Michael Carter, temporada 1) é o quarto rei Targaryen a ocupar o Trono de Ferro, por um período de 55 anos. Conhecido como “O Conciliador”, “O Sábio” e “O Velho Rei”, foi o neto de Aegon, o Conquistador e teve um reinado marcado por estabilidade política e prosperidade econômica devido às reformas que implantou. O Conciliador se tornou rei de Westeros muito jovem, quando tinha apenas 14 anos, logo após a morte do tio Maegor, o Cruel, que faleceu enquanto estava sentado no Trono de Ferro. Nessa época, Jaehaerys I tinha Vermithor como seu dragão. Os filhos do rei mais pacífico dos Sete Reinos que seriam seus sucessores, morreram, e isso gerou o enorme conflito com a escolha de quem seria o próximo herdeiro real. A disputa para a sucessão ficou entre Rhaenys Targaryen e Viserys Targaryen, onde este último foi escolhido para ser rei no Grandes Conselho de 101.[81]
- Alyssa Targaryen (interpretada por Emeline Lambert, temporada 2) foi a esposa do príncipe Baelon Targaryen e mãe do rei Viserys I Targaryen e do príncipe Daemon Targaryen. Ela era uma cavaleira de dragão e estava ligada ao dragão Meleys. Ela aparece diante de Daemon em uma visão durante sua estadia em Harrenhal, lembrando-o de como as coisas seriam diferentes se ele tivesse nascido antes de Viserys.
- Brynden Rivers (interpretado por Joshua Ben-Tovim e anteriormente interpretado por Struan Rodger e Max von Sydow em Game of Thrones), também conhecido como "Corvo de Sangue" e o "Corvo de Três Olhos", é um futuro bastardo Targaryen e descendente da rainha Rhaenyra Targaryen e do príncipe Daemon Targaryen. Quando Daemon se encontra em segredo com sir Alfred Broome no bosque sagrado de Harrenhal, Brynden sussurra para Alfred, chamando-o de traidor. Mais tarde, quando Daemon experimenta uma série de visões após tocar uma árvore-coração, ele vê Brynden aproximadamente um século após a Dança dos Dragões, tornando-se o Corvo de Três Olhos quando seu corpo se funde com uma árvore-coração além da Muralha.
- Daeron Targaryen é o filho mais novo do rei Viserys I Targaryen e da rainha Alicent Hightower. Ele é um cavaleiro de dragão ligado ao dragão Tessarion. Durante vários anos, ele permaneceu em Oldtown como protegido do lorde Hobert Hightower e, posteriormente, continuou sob a proteção de seu filho e sucessor, lorde Ormund Hightower. Na segunda temporada, com seu jovem dragão já grande o suficiente para lutar, ele voa ao lado das forças Hightower enquanto marcham para a batalha.
- Jaehaerys Targaryen é o filho do rei Aegon II Targaryen e da rainha Helaena Targaryen, irmão gêmeo da princesa Jaehaera Targaryen e herdeiro do Trono de Ferro. Amado por seu pai, Aegon leva seu jovem filho a uma reunião do Pequeno Conselho, onde ele humilha o Mestre da Moeda, sir Tyland Lannister, brincando com sua pedra de ofício. Jaehaerys é posteriormente assassinado e decapitado em sua cama pelos agressores Sangue e Queijo, que foram enviados para assassinar o príncipe Aemond Targaryen, mas mataram Jaehaerys como retaliação pela morte do príncipe Lucerys Velaryon. Sua cabeça decapitada é posteriormente recuperada quando Sangue é capturado e costurada de volta ao seu corpo para uma procissão fúnebre que é assistida tanto por sua mãe quanto por sua avó, a rainha Alicent Hightower.
- Jaehaera Targaryen é a filha do rei Aegon II Targaryen e da rainha Helaena Targaryen, e irmã gêmea do príncipe Jaehaerys Targaryen. Quando seu irmão é assassinado, Jaehaera é levada por sua mãe para um lugar seguro.
- Aegon "o Jovem" Targaryen é o filho mais velho da rainha Rhaenyra Targaryen e do príncipe Daemon Targaryen, sendo o quarto filho de Rhaenyra no total. Ele está ligado ao filhote de dragão Stormcloud. Após a tentativa de assassinato contra sua mãe, Aegon, seu irmão mais novo, o príncipe Viserys Targaryen, e seu meio-irmão mais velho, o príncipe Joffrey Velaryon, são enviados de Dragonstone junto com Rhaena Targaryen para o Eyrie, para ficarem sob a proteção de Jeyne Arryn. Mais tarde, ele deixa o Eyrie com Stormcloud e Viserys quando são enviados para Pentos a bordo do navio mercante Gay Abandon, para ficarem sob a proteção do príncipe Reggio Haratis.
- Viserys Targaryen é o filho mais novo da rainha Rhaenyra Targaryen e do príncipe Daemon Targaryen, sendo o quinto filho de Rhaenyra no total. Ele possui um ovo de dragão que ainda não chocou. Após a tentativa de assassinato contra sua mãe, Viserys, seu irmão mais velho, o príncipe Aegon "o Jovem" Targaryen, e seu meio-irmão mais velho, o príncipe Joffrey Velaryon, são enviados de Dragonstone junto com Rhaena Targaryen para o Eyrie, para ficarem sob a proteção de Jeyne Arryn. Mais tarde, ele deixa o Eyrie com Aegon "o Jovem" quando são enviados para Pentos a bordo do navio mercante Gay Abandon, para ficarem sob a proteção do príncipe Reggio Haratis.

#### Casa Tully

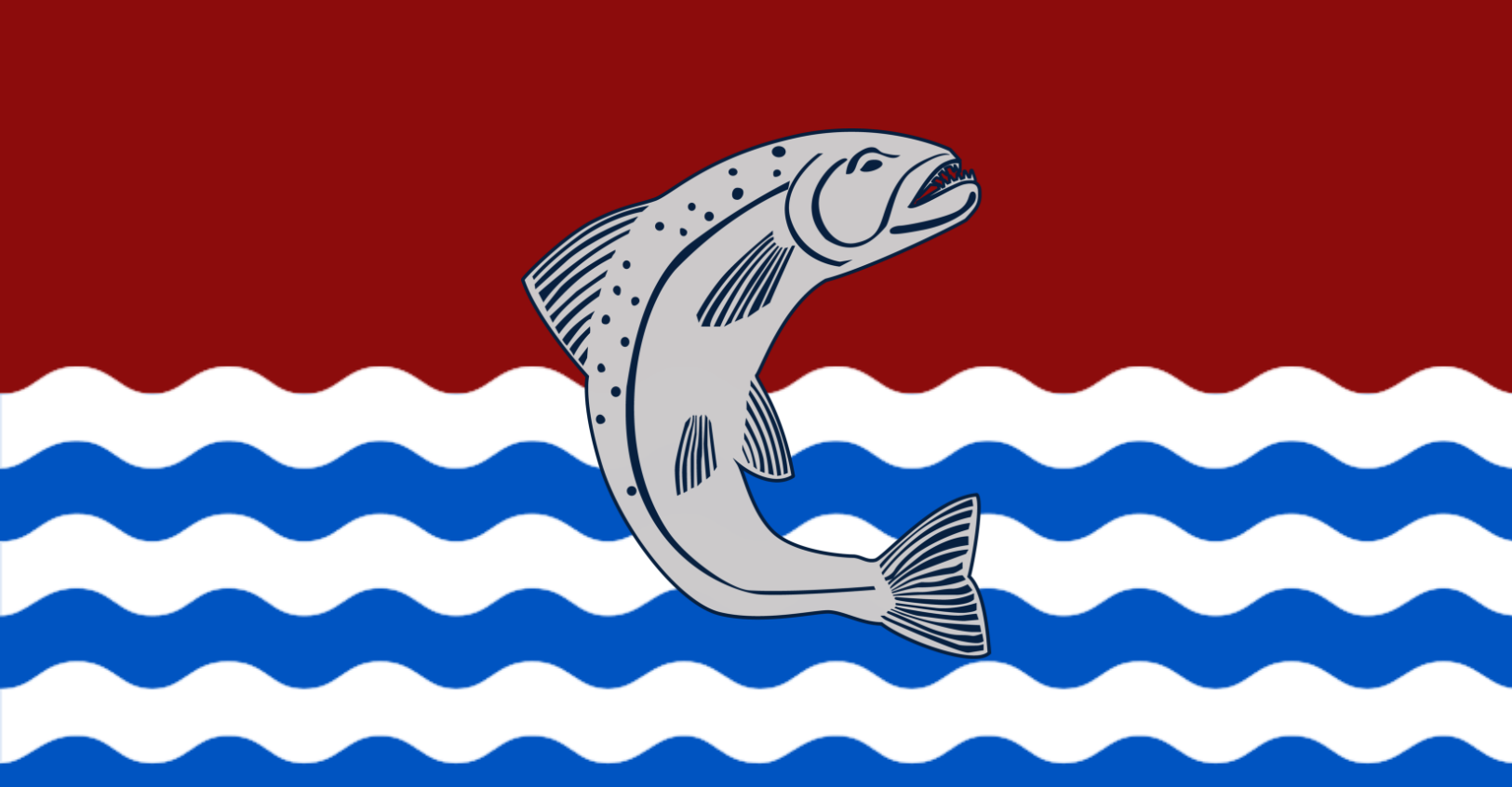
Estandarte da Casa Tully pela HBO

A Casa Tully desempenhou um papel importante na política das Terras Fluviais durante os reinados de Jaehaerys I e Viserys I Targaryen. Os Tully mantiveram-se leais à coroa após a Guerra da Conquista e focada na administração das Terras Fluviais. Sob o governo de Jaehaerys, as Terras Fluviais experimentaram um período de relativa paz e estabilidade. Assim como na época de Jaehaerys, os Tullys mantiveram uma postura de apoio à coroa no reinado de Viserys I, mas a proximidade dos conflitos que viriam com a Dança dos Dragões exigiria uma decisão mais difícil por parte da Casa Tully. O lorde Grover Tully, que era velho e conservador, inclinava-se a apoiar os verdes por acreditar que eles representavam a continuidade e a estabilidade.
Os personagens secundários membros da Casa Tully, em House of the Dragon, incluem:
- Oscar Tully (interpretado por Archie Barnes) é o neto de lorde Grover Tully, que o sucedeu como Lorde de Riverrun, chefe da Casa Tully e Lorde Supremo do Tridente. Ele viaja para Harrenhal no lugar de seu frágil avô para se encontrar com o príncipe Daemon Targaryen, mas se recusa a falar em nome de seu avô enquanto ele ainda está vivo e é dispensado.[82] Após a morte de seu avô por doença, ele o sucede como  Lorde de Riverrun e viaja para Harrenhal para realizar uma reunião com vários Lordes dos Rios para que eles possam jurar lealdade a ele. Embora concorde em apoiar a reivindicação da rainha Rhaenyra Targaryen ao Trono de Ferro, ele insulta Daemon por causa de seus métodos de tentar formar um exército e ordena que ele execute sir Willem Blackwood por seu saque e pilhagem das terras da Casa Bracken para ajudar a ganhar a confiança dos outros Lordes dos Rios, o que Daemon obedece.

#### Casa Velaryon

Estandarte da Casa Velaryon pela HBO

A Casa Velaryon se originou na Antiga Valíria como uma antiga aliada dos Targaryens, embora se acredite que os Velaryons tenham chegado a Westeros muito antes da família Targaryen. Antes da Perdição de Valíria, os Velaryons se estabeleceram na ilha de Driftmark perto de Dragonstone, onde a família se tornaria lendária pela destreza de seus membros no mar. Embora tanto os Velaryons quanto os Targaryens vieram da antiga Valíria, os Velaryons nunca foram senhores de dragões, pois se consolidaram no mar enquanto os Targaryen se consolidaram no céu. Como duas famílias com sangue valiriano, os Velaryons e os Targaryens frequentemente se casavam, dando a eles uma importante história compartilhada. A Casa Velaryon também foi um recurso significativo ao ajudar a transportar os soldados de Aegon, o Conquistador, através da Baía da Água Negra para dominar Westeros, com a família de marinheiros servindo quase exclusivamente como mestre de navios durante toda a dinastia Targaryen. No universo literário de A Song of Ice and Fire, os membros da Casa Velaryon são geralmente descritos como tendo “cabelos dourados prateados, pele pálida e olhos violeta”, semelhantes aos Targaryen. No entanto, os showrunners Ryan Condal e Miguel Sapochnik queriam introduzir mais diversidade racial em seu elenco para House of the Dragon, e fizeram a maioria dos Velaryons como aristocratas de pele negra.
Os personagens secundários membros da Casa Velaryon, em House of the Dragon, incluem:
- Vaemond Velaryon (Wil Johnson, temporada 1): o irmão mais novo de lorde Corlys Velaryon (sobrinho Corlys no livro). Ele ajuda Daemon e Corlys nas batalhas em Steptones, contra o exercito da Triarquia. Anos depois, quando seu irmão fica gravemente doente, Vaemond não aceita que o neto de seu irmão, Lucerys Velaryon seja o herdeiro de Driftmark. Vaemond vai até a corte reivindicar seu direito de nascença como herdeiro de Corlys, caso este último venha a falecer. Ele insulta os filhos da princesa Rhaenyra Targaryen como bastardos e é decapitado pelo príncipe Daemon.
- Laena Velaryon (Nanna Blondell, versão adulta; Savannah Steyn, versão adolescente; Nova Fueillis-Mosé, versão criança na temporada 1): a filha mais velha de Corlys Velaryon e Rhaenys Targaryen, e é sua única filha.  Seu irmão é Laenor Velaryon. Quando tinha 12 anos, Laena foi proposta a ser a segunda esposa do rei Viserys, a fim de fortalecer uma aliança entre as famílias Velaryon e Targaryen. No entanto, por ser muito jovem, o acordo acabou não ganhando força. Ainda na adolescência, Laena reivindicou a posse de Vhagar, a Rainha de Todos os Dragões e maior dragão da época.[87] Anos depois, ela se casou com o príncipe Daemon Targaryen e teve duas filhas com ele, Baela e Rhaena Targaryen.[88] A família passou a viver no continente de Essos, além do Mar Estreito. Quando estava grávida de seu terceiro filho, ela e sua família estavam hospedados no castelo do príncipe de Pentos, que buscava uma aliança com Daemon para enfrentar a Triarquia. Quando Laena não consegue dá à luz ao seu bebê de forma natural, é lhe recomendado fazer uma cesariana, porém, para evitar o mesmo destino que Aemma Arryn teve, ela decide se suicidar ao ordenar que Vaghar lhe queimasse, a fim de ter uma morte digna em seu ponto de vista. Daemon tentou alcançá-la e evitar que ela fizesse isso, mas já era tarde demais. Ao contrário do que é visto na série, Laena morre após complicações de seu parto no universo literário.[89][90]
- Laenor Velaryon (John MacMiller, versão adulto; Theo Nate, versão adolescente; Matthew Carver, versão criança): o único filho homem de Corlys Velaryon e Rhaenys Targaryen. Conforme a tradição de Westeros, Laenor é o herdeiro de Driftmark, a sede da Casa Velaryon, e do título de “Senhor das Marés”. Ele também foi nomeado como um cavaleiro e tem um dragão chamado Seasmoke. Em sua adolescência, Laenor foi designado a ser o marido da princesa Rhaenyra Targaryen, para fortalecer as alianças entre os Velaryon e Targaryen.[91] A união entre Rhaenyra e Laenor resultou em três filhos: Jacaerys, Lucerys e Joffrey. Porém, há rumores de que as crianças, na verdade, são frutos do relacionamento da Targaryen com seu amante, o cavaleiro Harwin Strong, devido a uma das características marcantes de Laenor que todos sabem ou suspeitam: Ele é homossexual.[91] Embora tenha se casado com Rhaenyra, o matrimônio foi tratado apenas como uma aliança política e seu grande amor era, na verdade, Joffrey Lonmouth, que ficou conhecido como o “Cavaleiro dos Beijos”. Após a morte de Lonmouth, ele chegou a se relacionar anos mais tarde com Qarl Correy, outro cavaleiro que prestava serviço à Casa Velaryon.[91] O destino de Laenor é alterado  em ‘’House of the Dragon’’.[92] Em Fire & Blood, ele é assassinado por Qarl Correy durante uma briga por motivos de ciúme, nove anos antes do início da Dança dos Dragões. Há rumores no universo literário que o assassinato foi arquitetado por Daemon Targaryen, para poder se casar com Rhaenyra, e se baseando nisso, os roteiristas da série decidiram adaptar os rumores. Porém, sem matar de fato o personagem, eles apresentaram uma morte falsa arquitetada por Daemon e Rhaenyra, para que Laenor pudesse fugir com Correy para Essos.[92][93][94]
- Lucerys “Luke” Velaryon (Elliot Grihault, versão adolescente; Harvey Sadler, versão criança) é o segundo filho da princesa Rhaenyra e sir Laenor Velaryon e assim como o irmão Jacaerys, também é um cavaleiro de dragão, cujo seu dragão se chama Arrax. Em sua infância, Lucerys e seu irmão eram próximos de sir Harwin Strong, o que aumentava os rumores de que eles eram filhos dele. As especulações de sua bastardia sempre circulavam na corte e isso foi o principal motivo de Lucerys entrar em uma briga com o príncipe Aemond Targaryen após ele reivindicar Veghar em Driftmark. Lucerys acabou arrancando o olho de Aemond com uma faca e isso gerou uma grande tensão entre suas famílias.[47] Desde sempre, era esperado que Lucerys se tornasse o próximo Lorde de Driftmark, e quando seu avô Corlys esteve entre a vida e a morte, Vaemond Velaryon reivindicou o título de “Senhor das Marés”, reforçando a bastardia do rapaz. Quando o rei Viserys I morreu, seu tio Aegon II usurpou o trono que deveria ser de sua mãe. Ele foi enviado para Storm’s End em busca do apoio do Lorde Baratheon, mas acabou se desentendendo com Aemond que estava lá também em busca de apoio para batalhas. O jovem foi o primeiro entre os filhos de Rhaenyra a morrer durante a Dança dos Dragões. Enquanto voava com Arrax para fora de Storm’s End, Lucerys é perseguido por seu tio Aemond, montado em seu dragão, Vhagar. Os dois dragões se envolvem em uma luta que resulta na morte do filho de Rhaenyra e seu dragão.[95][96]

### Outros nobres, cavaleiros e plebeus de Westeros

#### Dragonstone
- Elinda Massey (interpretada por Jordon Stevens) é a filha de lorde Gormon Massey e uma dama de companhia da rainha Rhaenyra Targaryen.[97] Ela está presente no nascimento do príncipe Joffrey Velaryon e no aborto espontâneo de Rhaenyra após a notícia da morte do pai dela. Na 2ª temporada, quando sir Arryk Cargyll tenta assassinar Rhaenyra, ela escapa e recebe ajuda de sir Lorent Marbrand e da guarda da casa. Mais tarde, ela é enviada por Mysaria para entrar furtivamente em King's Landing para se encontrar com a garçonete Dyana e dar a ela uma mensagem para ajudar a incitar rumores entre os plebeus. Mais tarde, ela é instruída a espalhar a notícia por King's Landing de que qualquer bastardo de ascendência Targaryen será retirado da cidade e levado para Dragonstone para tentar reivindicar um dragão.
- Gerardys (interpretado por Phil Daniels) é o Meistre de Dragonstone servindo a Casa Targaryen que aconselha a rainha Rhaenyra Targaryen como parte do Conselho Preto.[98] Na 2ª temporada, Gerardys informa Rhaenyra sobre o assassinato do príncipe Jaehaerys Targaryen e que é amplamente acreditado que ela ordenou sua morte. Depois que Addam de Casco consegue reivindicar o dragão Seasmoke, Gerardys é instruído a lhe ensinar Alto Valiriano para que ele possa emitir os comandos para o dragão. Mais tarde, ele entrega a Rhaenyra uma mensagem de sir Simon Strong, que ficou com medo de que o príncipe Daemon Targaryen fosse traí-la.
- Bartimos Celtigar (interpretado por Nicholas Jones) é o Lorde da Ilha da Garra e chefe da Casa Celtigar das Terras da Coroa que serve no Conselho Preto. Como a Casa Targaryen e a Casa Velaryon, os Celtigars são de ascendência valiriana. Após a morte do rei Viserys I Targaryen, ele pede que a rainha Rhaenyra Targaryen use seu maior número de dragões em seu benefício. Na 2ª temporada, após a tentativa de assassinato de Rhaenyra, Bartimos concorda com a sugestão de lorde Gormon Massey de que ela deixe Dragonstone para um lugar mais seguro e tenha o Conselho Preto governando em seu lugar, o que ela rejeita veementemente. Após a Batalha de Rook's Rest, Bartimos pede que, enquanto Vhagar se recupera, eles se esforcem para tomar King's Landing, pois isso não seria esperado deles. Ele se opõe fortemente à proposta de Rhaenyra de permitir que sir Steffon Darklyn tente reivindicar um dragão. Após a morte de Steffon, ele continua a questionar a tomada de decisão de Rhaenyra e é atingido por ela na frente dos servos e guardas do castelo. Bartimos mais uma vez se opõe a Addam de Casco reivindicando o dragão Seasmoke, insultado pelo fato de que um homem de baixa linhagem poderia reivindicar um dragão.
- Simon Staunton (interpretado por Michael Elwyn, temporadas 1-2) é o Lorde de Rook's Rest e chefe da Casa Staunton das Terras da Coroa que serve no Conselho Preto. Na 2ª temporada, depois que Lady Baela Targaryen informa o Conselho Preto que sir Criston Cole está liderando um exército para as Terras da Coroa, Simon pede para deixar Dragonstone para que ele possa voltar para casa e defender Rook's Rest, que ele acredita que será um alvo provável devido a estar no continente. A suposição de Simon foi provada correta quando Criston e seu crescente exército sitiam durante a Batalha de Rook's Rest. Ele lidera a defesa de Rook's Rest e testemunha a batalha de dragões entre a princesa Rhaenys Targaryen, o rei Aegon II Targaryen e o príncipe Aemond Targaryen. Após a batalha e a perda de Rook's Rest, o destino de Simon é desconhecido.
- Alfred Broome (interpretado por Jamie Kenna) é um cavaleiro da Casa Targaryen que serve no Conselho Preto.[99] Após o assassinato do príncipe Jaehaerys Targaryen, ele propõe que Rhaenyra assuma o crédito pelo assassinato como um ato de vingança pela morte recente de seu filho, mas é rapidamente repreendido. Após a Batalha do Moinho Ardente, ele insiste que Rhaenyra utilize todos os seus dragões para sua vantagem imediata, ignorando a devastação que isso pode causar. Alfred mais tarde repreende Lady Baela Targaryen por não usar Moondancer para matar sir Criston Cole e ainda pede que eles enviem dragões para defender Rook's Rest após receber notícias sobre o Saque de Duskendale. Após a Batalha de Rook's Rest, Rhaenyra envia Alfred para Harrenhal em uma tentativa de convencer o príncipe Daemon Targaryen a se comunicar com ela mais uma vez. Decepcionado com a inação de Rhaenyra, Alfredo chega a Harrenhal, se encontra em particular com Daemon no bosque sagrado de Harrenhal e tenta persuadi-lo a reivindicar o trono para si. Depois que Rhaenyra chega a Harrenhal, tendo sido informada do encontro de Daemon com Alfredo por sir Simon Strong, ele observa enquanto Daemon promete a si mesmo e seu exército de homens do rio a Rhaenyra e sua reivindicação ao trono, fazendo Alfredo fugir.
- Gormon Massey (interpretado por James Dreyfus) é o pai de Elinda Massey. Ele é o Lorde de Stonedance e chefe da Casa Massey das Terras da Coroa que serve no Conselho Preto. Após a tentativa de assassinato da rainha Rhaenyra Targaryen, Gormon sugere que ela deixe Dragonstone para um lugar mais seguro e tenha o Conselho Preto governando em seu lugar, o que ela rejeita veementemente.
- Gunthor Darklyn (interpretado por Steven Pacey, temporada 2) é o pai de sir Steffon Darklyn. Ele é o Lorde de Duskendale e chefe da Casa Darklyn das Terras da Coroa. Após o Saque de Duskendale, ele se recusa a jurar fidelidade ao rei Aegon II Targaryen e é executado por sir Criston Cole, levando suas forças restantes a se renderem e se juntarem ao exército de Criston.
- Silver Denys (interpretado por Robert Rhodes, temporada 2) é uma semente de dragão que viaja para Dragonstone após descobrir que a rainha Rhaenyra Targaryen está procurando bastardos Targaryen em uma tentativa de encontrar novos cavaleiros de dragão. Durante a Semeadura Vermelha, ele é o primeiro a se apresentar e tentar reivindicar o dragão Vermithor, mas é queimado vivo.

#### Driftmark
- Joffrey Lonmouth (interpretado por Solly McLeod, temporada 1), também conhecido como o “Cavaleiro dos Beijos”, é um cavaleiro da Casa Velaryon que é companheiro de batalha e amante de sir Laenor Velaryon. Ele participa da Guerra em Stepstones ao lado de Laenor. No banquete do casamento real de Laenor e da princesa Rhaenyra Targaryen, ele revela a sir Criston Cole que sabe do caso secreto de Criston com Rhaenyra e, em seguida, é espancado até a morte por ele. Laenor acabaria nomeando seu terceiro filho em homenagem a Joffrey.
- Qarl Correy (interpretado por Arty Froushan, temporada 1) é um cavaleiro da Casa Velaryon e amante de sir Laenor Velaryon. O príncipe Daemon Targaryen conspira secretamente com Qarl e lhe fornece ouro suficiente para que ele e Laenor fujam juntos. Eles então fingem a morte de Laenor e fogem em um barco para se exilarem em Essos.
- Kelvyn (interpretado por Haqi Ali, temporada 1) é o Meistre de Driftmark a serviço da Casa Velaryon. Depois que o príncipe Lucerys Velaryon cega parcialmente o príncipe Aemond Targaryen, Kelvyn cuida de seu olho e, mais tarde, do braço da princesa Rhaenyra Targaryen quando a rainha Alicent Hightower a fere. Seis anos depois, ele estava cuidando dos ferimentos do lorde Corlys Velaryon recebidos durante os combates em Stepstones e relata sua condição à princesa Rhaenys Targaryen.

#### Guarda Real / Guarda da Rainha
- Ryam Redwyne (interpretado por Garry Cooper, temporada 1): o Senhor Comandante da Guarda Real nos reinados dos reis Jaehaerys I Targaryen e Viserys I Targaryen. Ryam é um cavaleiro de reputação lendária. Originalmente da Casa Redwyne, ele serve Viserys I Targaryen como Senhor Comandante da Guarda Real, assim como serviu Jaehaerys I antes dele.
- Arryk Cargyll (interpretado por Luke Tittensor, temporadas 1-2): um cavaleiro da Guarda Real em King’s Landing, assim como seu irmão gêmeo idêntico Erryk. Arryk é bom em estratégia, gosta de servir aos outros e é leal às pessoas em quem confia. Ele parece um pouco mais apático com a realeza e parece se importar menos com a política e mais com as preocupações do povo, como manter o preço da cerveja baixo.[100] Quando o rei Viserys morre, Arryk e Erryk têm a tarefa de encontrar Aegon e trazê-lo para Otto Hightower antes que a notícia da morte do rei se espalhe. Eles devem fazer isso em segredo, então os irmãos viajam para todos os lugares de King’s Landing que Aegon gosta de visitar. Erryk sabe que Aegon não é uma boa opção para o reino devido ao seu caráter problemático, e tenta usar esse conhecimento para convencer Arryk de que tipo de homem Aegon é.[101] Apesar das tentativas de seu irmão de abrir seus olhos sobre o príncipe, Arryk se aliou a Aegon II e continuou a trabalhar sob o comando do Lorde Comandante Criston Cole na Guarda Real. Erryk, no entanto, deixou a Fortaleza Vermelha e se juntou a Rhaeyna e Daemon em Dragonstone como membro da guarda da rainha Rhaenyra.[100] Na 2ª temporada, após o assassinato do príncipe Jaehaerys Targaryen, sir Criston Cole envia Arryk para assassinar a rainha Rhaenyra Targaryen disfarçando-se de seu irmão, mas ele é confrontado e morto por Erryk, que comete suicídio logo depois. Erryk e Arryk são então enterrados juntos em Dragonstone.
- Erryk Cargyll (interpretado por Elliot Tittensor, temporadas 1-2): o irmão gêmeo idêntico de Arryk Cargyll. Como um membro leal da Guarda Real, Erryk foi encarregado de proteger o príncipe Aegon, que usa sua autoridade para sempre dispensar Erryk quando ele foge para os bordeis e tabernas de King’s Landing. Antes que o rei Aegon II seja coroado após a morte de Viserys I, sir Erryk e sir Arryk são enviados a King’s Landing para procurá-lo.[101] Erryk não concorda que Aegon seja coroado e tenta persuadir seu irmão a não apoiar o usurpador devido a reputação de Aegon.[101] Eles finalmente encontram o relutante futuro rei, mas são atacados por sir Criston Cole e príncipe Aemond Targaryen, que também foram enviados para encontrá-lo. Na briga que se segue, Erryk foge e vai libertar a princesa Rhaenys, que foi confinada em seus aposentos por se recusar a apoiar a ascensão ilegítima.[102] Depois de ajudar na fuga da princesa Rhaenys, Erryk foge de King’s Landing, finalmente chegando em Dragonstone. Ele se ajoelha e promete sua vida e espada à causa dos Pretos, entregando o mesmo juramento que havia feito para se tornar um membro da Guarda Real. Ele presenteia Rhaenyra Targaryen com a coroa do rei Viserys, e a vê ser coroada como Rainha dos Sete Reinos.[102][103] Na 2ª temporada, Erryk descobre Mysaria em um navio depois que ela fugiu de King's Landing e a leva para Dragonstone. Mais tarde, ele é avisado por Mysaria que Arryk havia se esgueirado para Dragonstone em uma tentativa de assassinar Rhaenyra. Depois de confrontar e matar seu irmão, Erryk se empala em sua espada em luto. Erryk e Arryk são então enterrados juntos em Dragonstone.
- Steffon Darklyn (interpretado por Anthony Flanagan, temporadas 1-2) é filho do lorde Gunthor Darklyn. Ele é um membro da Guarda Real sob o rei Jaehaerys, o Conciliador, e o rei Viserys I Targaryen e mais tarde é o Lorde Comandante da Guarda Real da rainha Rhaenyra Targaryen. Após a morte de Viserys, ele jura lealdade a Rhaenyra ao lado de Sor Lorent Marbrand e serve no Conselho Preto. Na 2ª temporada, ele acompanha Rhaenyra disfarçada de septão quando ela se infiltra em King's Landing para falar com a rainha Alicent Hightower. Quando ele retorna com Rhaenyra para Dragonstone, ele recebe a notícia de que seu pai foi morto após o Saque de Duskendale. Devido ao sua ascendência Targaryen distante e ao potencial de ele ainda ter sangue valiriano, Rhaenyra solicita que ele tente se domar o dragão não reclamado Seasmoke. Steffon concorda de bom grado, e depois que Seamsmoke é chamado para Dragonstone por um grupo de guardiões de dragões, ele não consegue se conectar com o dragão e é queimado vivo.
- Lorent Marbrand (interpretado por Max Wrottesley) é um membro da Guarda Real do rei Viserys I Targaryen e mais tarde um membro da Guarda Real da rainha Rhaenyra Targaryen.  Após a morte de Viserys, ele jura lealdade a Rhaenyra ao lado de sir Steffon Darklyn e serve no Conselho Preto. Na 2ª temporada, ele é alertado sobre a tentativa de assassinato de Rhaenyra por Arryk Cargyll e vem para protegê-la. Com medo de futuras tentativas de assassinato, ele então permanece ao lado de Rhaenyra.
- Martyn Reyne (interpretado por Barney Fishwick) é um companheiro e bajulador do rei Aegon II Targaryen, que ele pessoalmente nomeia para a Guarda Real após a deserção de três Guardas Reais para a Guarda Real da rainha Rhaenyra Targaryen. Depois que os plebeus começam a se revoltar em King's Landing quando a Rhaenyra envia carregamentos de comida para a cidade, ele se recusa a ordens de embainhar sua espada e ataca os plebeus antes de ser dominado. Por suas ações durante a revolta, Martyn é expulso da Guarda Real pelo príncipe Aemond Targaryen, mas é poupado da execução e é sentenciado a se juntar à Patrulha da Noite na Muralha ao lado de sir Eddard Waters.
- Leon Estermont (interpretado por Ralph Davis) é um companheiro e bajulador do rei Aegon II Targaryen, que ele pessoalmente nomeia para a Guarda Real após a deserção de três guardas reais para a Guarda Real da rainha Rhaenyra Targaryen. Depois que os plebeus começam a se revoltar em King's Landing quando Rhaenyra envia carregamentos de comida para a cidade, Leon mutila um homem por pegar na mão da rainha Alicent Hightower e é rapidamente dominado e esfaqueado até a morte.
- Eddard Waters (interpretado por Tok Stephen), também conhecido como "Vermelho Ned", é um cavaleiro andante, companheiro e bajulador do rei Aegon II Targaryen, que ele pessoalmente nomeia para a Guarda Real após a deserção de três Guardas Reais para a Guarda Real da rainha Rhaenyra Targaryen. Depois que os plebeus começam a se revoltar em King's Landing quando a Rhaenyra envia carregamentos de comida para a cidade, ele se recusa a ordens de embainhar sua espada e ataca os plebeus antes de ser dominado. Por suas ações durante a revolta, Eddard é expulso da Guarda Real pelo príncipe Aemond Targaryen, mas é poupado da execução e é sentenciado a se juntar à Patrulha da Noite na Muralha ao lado de sir Martyn Reyne.
- Rickard Thorne (interpretado por Vincent Regan) é um membro da Guarda Real do rei Aegon II Targaryen que é designado como protetor real da rainha Alicent Hightower. Depois que os plebeus começam a se revoltar em King's Landing quando a rainha Rhaenyra Targaryen envia carregamentos de comida para a cidade, Rickard escolta Alicent e a rainha Helaena Targaryen do Grande Septo para a segurança e é forçado a abandonar seus companheiros da Guarda Real depois que eles atacam os desordeiros e ficam sobrecarregados. Mais tarde, Alicent confia nele para escoltá-la até Kingswood para que ela possa escapar de King's Landing e passar algum tempo sozinha e longe da cidade. Mais tarde, ele escolta Alicent até Dragonstone para que ela possa se encontrar com Rhaenyra em segredo.

#### King's Landing
- Mellos (interpretdo por David Horovitch, temporada 1): o Grande Meistre durante o reinado do rei Viserys I Targaryen. Mellos está presente no parto da rainha Aemma Arryn sugere uma cesariana de emergência, pedindo a permissão do rei para fazer tal procedimento, que acabou falando e tirando a vida da rainha. Mais tarde, Mellos apoia a sugestão de Otto Hightower em nomear a princesa Rhaenyra como herdeira ao invés de Daemon. Quando o rei Viserys começa a ser vítima de lepra, Mellos busca aliviar o estado do rei com seus conhecimentos curandeiros. Meistre Mellos chega a apoiar a sugestão de casamento entre o rei e Leana Velaryon, mas também se conforma com a escolha de Viserys em se casar com Alicent Hightower. É desconhecido em qual momento Mellos falece e qual a causa.
- Lyman Beesbury (interpretado por Bill Paterson, temporada 1): o Senhor de Honeyholt e chefe da Casa Beesbury durante os reinados dos reis Jaehaerys I Targaryen e seu neto, Viserys I Targaryen. Lyman serviu como mestre da moeda e tesoureiro quase ininterruptamente desde o reinado do rei Jaehaerys I Targaryen até o fim do reinado do rei Viserys I Targaryen. Lyman tinha sessenta e três anos quando o rei Viserys I faleceu antes da Dança dos Dragões. Quando o pequeno conselho se reuniu nos aposentos da rainha Alicent Hightower, Lyman foi o único a defender a reivindicação da princesa Rhaenyra Targaryen, filha de Viserys e herdeira preferencial, sobre a reivindicação do príncipe Aegon Targaryen, filho mais velho de Alicent. Lyman acabou sendo morto por sir Criston Cole de modo violento, quando ele não aceitou o golpe de Estado.[104][105] Na 2ª temporada, indignada com a morte de Lyman, a Casa Beesbury jura lealdade a Rhaenyra e se opõe diretamente à Casa Hightower.
- Jasper Wylde (interpretado por Paul Kennedy): o Senhor da Casa de Chuva e o chefe da Casa Wylde durante os reinados dos reis Viserys I Targaryen e Aegon II Targaryen. Chamado de “Barra de Ferro” pelos plebeus, ele  serviu como mestre das leis para os dois reis. Quando o rei Viserys I morreu, Jasper apoio a reivindicação do príncipe Aegon sugerida por Otto Hightower e a rainha Alicent, e testemunhou a morte de Lyman Beesbury por discordar do golpe de Estado.[106] Na 2ª temporada, após a Batalha do Moinho Ardente, Jasper minimiza o conflito entre as Casas Blackwood e Bracken e insulta o idoso Lorde Grover Tully quando Orwyle sugere buscar seu apoio. Ele prefere enviar uma mensagem ao lorde Ormund Hightower para trazer as forças da Casa Hightower para controlar as Terras Fluviais. Após a Batalha de Rook's Rest, Jasper apoia a nomeação do príncipe Aemond Targaryen como regente enquanto o rei Aegon se recupera. Quando não recebe notícias de lorde Dalton Greyjoy sobre preencher o cargo de Mestre dos Navios, Jasper sugere casar Alicent com Greyjoy, ideia que ela rejeita. Ao ouvir um boato de que o dragão Seasmoke foi reivindicado, ele consulta lorde Larys Strong, que descarta o rumor. Jasper também informa Aemond que o dragão Tessarion, ligado ao príncipe Daeron Targaryen, está pronto para se juntar às forças Hightower na guerra. Mais tarde, ele informa Aemond sobre o transporte de bastardos Targaryen para Dragonstone, e, irritado, Aemond ordena que Jasper inspecione todos os navios em Kings's Landing, apesar do impacto negativo nos barcos de pesca.[107]
- O Alto Septão (interpretado por Gary Raymond, temporada 1) serve como chefe da Fé dos Sete durante os reinados do rei Jaehaerys, o Conciliador, e do rei Viserys I Targaryen. Durante o Grande Conselho em Harrenhal, ele anuncia que Viserys foi escolhido como herdeiro para suceder seu avô no Trono de Ferro. Onze anos depois, ele comparece à cerimônia em que a princesa Rhaenyra Targaryen é escolhida como herdeira de Viserys. Dois anos depois, ele oficializa a cerimônia de casamento de Rhaenyra e sir Laenor Velaryon. Dezesseis anos depois, ele não consegue deixar Oldtown para comparecer à coroação do rei Aegon II Targaryen devido à sua idade avançada.
- Randyll Barret (interpretado por Frankie Wilson, temporada 1) é um capitão da Patrulha da Cidade de King's Landing durante o reinado do rei Viserys I Targaryen. Sob as ordens de seu comandante, o príncipe Daemon Targaryen, ele reúne ladrões, estupradores e assassinos e executa punições apropriadas.
- Howland Sharp (interpretado por Edward Rowe, temporada 1) é o Caçador Real servindo a Casa Targaryen durante o reinado do rei Viserys I Targaryen. Ele supervisiona a caça real em Kingswood durante as celebrações do segundo dia do nome do Príncipe Aegon Targaryen e informa Viserys sobre o significado do cervo branco, um tipo raro de veado que simboliza a realeza.
- Allun Caswell (interpretado por Paul Hickey, temporada 1) é o Senhor de Bitterbridge e líder da Casa Caswell da Campina.[108] Após a morte do rei Viserys I Targaryen, ele está na corte entre vários outros senhores e senhoras e relutantemente jura lealdade após testemunhar Lorde Merryweather e Lady Fell serem presos por se recusarem a reconhecer o rei Aegon II Targaryen como soberano. Devido ao seu apoio à princesa Rhaenyra Targaryen, ele tenta fugir de King's Landing, mas é capturado por lorde Larys Strong. Posteriormente, é enforcado e rotulado como traidor para servir de aviso a quem se recusar a jurar fidelidade a Aegon.
- Talya (interpretada por Alexis Raben, temporada 1) é dama de companhia da rainha Alicent Hightower e espiã de Mysaria.[109] Ela está entre os funcionários da casa que são presos por lorde Larys Strong. Talya é morta fora de cena por ordens de Larys, que executa todos os servos da Fortaleza Vermelha para eliminar espiões e traidores suspeitos.
- Dyana (interpretada por Maddie Evans) é uma serva da casa do príncipe Aegon Targaryen e da princesa Helaena Targaryen. Depois de ser estuprada por Aegon, a rainha Alicent Hightower paga-lhe para manter o silêncio.[110] Na 2ª temporada, ela já foi dispensada da Fortaleza Vermelha e se tornou garçonete em uma taverna na Rua da Seda em King's Landing. Posteriormente, é visitada por Elinda Massey, que entrega uma mensagem de Mysaria para ajudar a espalhar rumores entre o povo.
- Sylvi (interpretada por Michelle Bonnard) é uma madame de bordel na Rua da Seda em King's Landing, que é frequentemente visitada pelo príncipe Aemond Targaryen. Após a morte do rei Viserys I Targaryen, Aemond leva sir Criston Cole até Sylvi para obter informações sobre o paradeiro do príncipe Aegon Targaryen, mas ela informa que ele não está lá. Na 2ª temporada, Aemond visita Sylvi e expressa arrependimento por seu papel na morte do príncipe Lucerys Velaryon. Conversando com Ulf em uma taverna, ela fala sobre as festas luxuosas da nobreza enquanto o povo passa fome, levando Ulf a expressar abertamente seu descontentamento nas ruas da cidade.
- Eustace (interpretado por Simon Chandler) é um septão da Fé dos Sete. Após a morte do rei Viserys I Targaryen, Eustace assume o lugar do velho Alto Septão durante a coroação do rei Aegon II Targaryen e unge-o com óleos sagrados.
- Lorde Merryweather (interpretado por Paul Clayton, temporada 1) é o Lorde de Longtable e chefe da Casa Merryweather da Campina. Após a morte do rei Viserys I Targaryen, ele está na corte entre vários outros senhores e senhoras e se recusa a reconhecer o rei Aegon II Targaryen como rei. Após tentar sair, ele é preso junto com Lady Fell por traição.
- Lady Fell (interpretada por Miriam Lucia, temporada 1) é a Senhora de Felwood e chefe da Casa Fell das Terras da Tempestade. Após a morte do rei Viserys I Targaryen, ela está na corte entre vários outros senhores e senhoras e se recusa a reconhecer o rei Aegon II Targaryen como rei, sendo posteriormente presa junto com Lorde Merryweather por traição.
- Sangue (interpretado por Sam C. Wilson, temporada 2) é um membro descontente da Patrulha da Cidade que tem um forte desgosto pela Casa Hightower. Ele ainda é leal ao ex-comandante da Patrulha da Cidade, o príncipe Daemon Targaryen, que o contrata, junto com o caçador de ratos Queijo, para infiltrar-se na Fortaleza Vermelha e assassinar o príncipe Aemond Targaryen. Incapaz de encontrar Aemond, ele e Queijo matam o príncipe Jaehaerys Targaryen e o decapitam. Sangue é posteriormente descoberto tentando fugir da Fortaleza Vermelha com a cabeça de Jaehaerys e é espancado até a morte pelo rei Aegon II Targaryen, que buscava vingança pelo assassinato de seu filho.
- Queijo (interpretado por Mark Stobbart, temporada 2) é um caçador de ratos que trabalha na Fortaleza Vermelha. O príncipe Daemon Targaryen o contrata, junto com o guarda da Patrulha da Cidade, o Sangue, para infiltrar-se na Fortaleza Vermelha e assassinar o príncipe Aemond Targaryen. Após ele e Sangue matarem o príncipe Jaehaerys Targaryen, Queijo foge da Fortaleza.[111] Quando Sangue é capturado e confessa que seu cúmplice era um caçador de ratos, Queijo é capturado junto com os outros caçadores de ratos da Fortaleza Vermelha e enforcado por ordens do rei Aegon II Targaryen. Após sua nomeação como regente, Aemond ordena que os corpos dos caçadores de ratos sejam finalmente retirados.
- Mujja (interpretado por Samson Kayo) é um residente de King's Landing e companheiro de bebedeira de Ulf. Após ouvir rumores de que a rainha Rhaenyra Targaryen estava procurando bastardos Targaryen para viajar até Dragonstone, Mujja e Cley incentivam Ulf a ir e reivindicar um dragão, lembrando-lhe de seu suposto pai Targaryen.
- Cley (interpretado por James Doherty) é um residente de King's Landing e companheiro de bebedeira de Ulf. Após ouvir rumores de que a rainha Rhaenyra Targaryen estava procurando bastardos Targaryen para viajar até Dragonstone, Cley e Mujja incentivam Ulf a ir e reivindicar um dragão, lembrando-lhe de seu suposto pai Targaryen.
- Axell Bulwer (interpretado por Eddie Eyre) é um cavaleiro da casa de Targaryen. Ele participa da Batalha de Rook's Rest e mais tarde celebra a vitória enquanto a cabeça decepada do dragão Meleys é exibida nas ruas de Porto Real.

#### Terras Fluviais
- Forrest Frey (interpretado como Kenneth Collard) é o Lorde da Travessia e chefe da Casa Frey das Terras Fluviais. Ele e sua esposa Sabitha se encontram com o príncipe Jacaerys Velaryon nas Gêmeas para discutir a permissão para que os exércitos do Norte prometidos à rainha Rhaenyra Targaryen passem pelas Gêmeas em seu caminho para o sul.
- Sabitha Frey (interpretada por Sarah Woodward) é a esposa do lorde Forrest Frey. Ela e seu marido se encontram com o príncipe Jacaerys Velaryon nas Gêmeas e solicitam que a rainha Rhaenyra Targaryen dê à Casa Frey o castelo recentemente capturado de Harrenhal em troca de seu apoio.
- Petyr Piper (interpretado por Antonio Magro) é o Lorde de Pinkmaiden e chefe da Casa Piper das Terras Fluviais. Junto com outros Lordes dos Rios, Petyr viaja para Harrenhal para repreender o príncipe Daemon Targaryen pela pilhagem e invasão das terras da Casa Bracken pela Casa Blackwood e se recusa a prometer sua casa à causa de Daemon, afirmando que os Blackwoods não têm honra. Após a morte de lorde Grover Tully, ele é convocado para Harrenhal junto com vários outros Lordes dos Rios para prometer-se a lorde Oscar Tully, mas é cético quanto à sua pouca idade e inexperiência.
- Walys Mooton (interpretado por Turlough Convery) é o Lorde de Maidenpool e chefe da Casa Mooton das Terras Fluviais. Junto com outros Lordes dos Rios, Walys viaja para Harrenhal para repreender o príncipe Daemon Targaryen pela pilhagem e invasão das terras da Casa Bracken pela Casa Blackwood e se recusa a prometer sua casa à causa de Daemon, afirmando como as atrocidades dos Blackwood foram realizadas sob as bandeiras da Casa Targaryen. A rainha Rhaenyra Targaryen mais tarde envia uma mensagem a Walys para solicitar sua ajuda para recuperar Rook's Rest em seu nome. Após a morte de lorde Grover Tully, ele é convocado para Harrenhal junto com vários outros Lordes dos Rios para prometer-se a lorde Oscar Tully.
- Lorde Darry (interpretado por John-Paul Hurley) é o Lorde do Castelo Darry e chefe da Casa Darry das Terras Fluviais. Junto com outros Lordes dos Rios, ele viaja para Harrenhal para repreender o príncipe Daemon Targaryen pela pilhagem e invasão das terras da Casa Bracken pela Casa Blackwood e se recusa a prometer sua casa à causa de Daemon, afirmando sua crença de que Daemon ordenou o assassinato do príncipe Jaehaerys Targaryen. Após a morte de lorde Grover Tully, ele é convocado para Harrenhal junto com vários outros Lordes dos Rios para prometer-se a lorde Oscar Tully e denuncia os Blackwoods usando a autoridade de Daemon para se vingar de seus antigos rivais, os Brackens.
- Lady Mallister (interpretada por Anna Francolini) é a Lady de Seaguard e a chefe da Casa Mallister das Terras Fluviais. Junto com outros Lordes dos Rios, ela viaja para Harrenhal para repreender o príncipe Daemon Targaryen pela pilhagem e invasão das terras da Casa Bracken pela Casa Blackwood e se recusa a prometer sua casa à causa de Daemon, chamando-o de tirano. Após a morte de lorde Grover Tully, ela é convocada para Harrenhal junto com vários outros Lordes dos Rios para prometer-se a lorde Oscar Tully e exige justiça pelos crimes cometidos pelos Blackwoods.

### Povo de Essos
- Craghas Drahar (interpretado por Daniel Scott-Smith, temporada 1), também conhecido como "Engorda Carangueijos", é um príncipe-almirante de Myr e líder da Triarquia, uma aliança tripla que consiste nas cidades livres de Myr, Lys e Tyrosh. Ele trava guerra contra a Casa Velaryon e sua grande frota de navios durante a Guerra pelos Steptones, o que interrompe o comércio marítimo de Westeros. Ele se tornou infame pela prática de crucificar e alimentar seus inimigos capturados com caranguejos. Durante o clímax do Cerco de Bloodstone, ele é morto pelo príncipe Daemon Targaryen, empurrando a Triarquia de volta para Essos e pondo fim à guerra.
- Reggio Haratis (interpretado por Dean Nolan, temporada 1) é o Príncipe da Cidade Livre de Pentos. Ele hospeda o príncipe Daemon Targaryen e sua família e oferece a ele uma residência permanente e terras em Pentos em troca de assistência militar para afastar a Triarquia. Na 2ª temporada, ele responde a uma carta enviada por Rhaena Targaryen e concorda em abrigar os filhos mais novos da rainha Rhaenyra Targaryen, o príncipe Aegon "o Jovem" Targaryen e o príncipe Viserys Targaryen, em sua casa em Pentos.
- Sharako Lohar (interpretada por Abigail Thorn) é uma excêntrica almirante lysena e comandante da frota da Triarquia. Residindo na cidade livre de Tyrosh, ela concorda em se encontrar com sir Tyland Lannister quando ele é enviado para negociar com a Triarquia por sua ajuda para quebrar o bloqueio da Frota Velaryon de King's Landing. Depois que Tyland prova seu valor e impressiona Sharako lutando na lama com ela, ela pede a ele para gerar filhos por meio de suas esposas e concorda em se juntar a ele e levar sua frota para Westeros.

## Os Dragões
Os dragões estão organizados por ordem de primeira aparição em House of the Dragon.

### Syrax
- Syrax é o dragão fêmea de Rhaenyra Targaryen. Syrax foi nomeada em homenagem a uma deusa valiriana e foi montada por Rhaenyra desde que era jovem. Embora fosse grande e imponente, Syrax era mantida no Fosso dos Dragões em King's Landing durante a primeira temporada, o que limitava sua ferocidade natural. Na segunda temporada, ela permaneceu boa parte do tempo no Monte Dragão em Dragonstone e voou com Rhaenyra até Harrenhal para que sua cavaleira pudesse exigir a lealdade dos Lordes dos Rios.

### Caraxes
- Caraxes, também conhecido como o "Wyrm Sangrento", é o dragão de Daemon Targaryen, irmão do rei Viserys I. Originalmente montado por Aemon Targaryen, Caraxes tem uma cor vermelho-sangue e olhos dourados, é esguio como uma serpente e já era um dragão experiente quando foi reclamado por Daemon. O dragão é famoso por sua ferocidade e eficácia em combate.[112] Na primeira temporada, ele participou com Daemon na Guarra dos Stepstones e tempos depois, viajou com seu cavaleiro por Essos. Na segunda temporada, ele voou com Daemon para Harrenhal, conde seu cavaleiro foi tentar conseguir o apoio dos Lordes dos Rios para a causa de Rhaenyra Targaryen.

### Balerion
- Balerion, também conhecido como o "Terror Negro", era um dragão gigantesco e poderoso com escamas negras. Ele era da Antiga Valíria e foi montado pelo rei Aegon, o Conquistador, durante a Guerra da Conquista. Mais tarde, ele foi montado pelo filho caçula de Aegon, o rei Maegor o Cruel, e depois, pela princesa Aerea Targaryen, a neta mais velha do rei Aenys Targaryen, o filho mais velho de Aegon. Ele foi reivindicado e montando também pelo então príncipe Viserys Targaryen, mas Balerion acabou morrendo de velhice durante o reinado do rei Jaehaerys, o Conciliador. Na primeira temporada, seu crânio é visto num altar bem abaixo da Fortaleza Vermelha em King's Landing.[113][114]

### Seasmoke
- Seasmoke é o dragão inicial de Laenor Velaryon, filho de Rhaenys Targaryen e Corlys Velaryon. Seasmoke é um dragão cinza-pálido e com seu primeiro cavaleiro, na primeira temporada, participou da Guerra nos Stepstones e depois da suposta morte de Laenor, Seasmoke permaneceu em Driftmark. Na segunda temporada, ele fica inquieto pelos céus de Dragonstone e quando sir Steffon Darklyn tenta domá-lo, Seasmoke o queima vivo. O dragão então escolhe como seu novo cavaleiro o Addam de Casco, um bastardo de Driftmark que decide servir a rainha Rhaenyra Targaryen.[115][116]

### Meleys
- Meleys, conhecida também como a "Rainha Vermelha", é o dragão de Rhaenys Targaryen, a "Rainha que Nunca Foi". Rhaenys montou Meleys durante muitos anos, e juntas, elas eram uma visão imponente no campo de batalha. Meleys é conhecida por sua velocidade, sendo mais rápida que qualquer outro dragão em Westeros. No final da primeira temporada, Meleys estava no Fosso dos Dragões quando Aegon é coroado rei dos Sete Reinos, mas ela foge de King's Landing para Dragonstone com a princesa Rhaenys.[117] Na segunda temporada, Rhaenys e Meleys lutaram bravamente na Batalha de Rook's Rest, onde encontraram sua morte enfrentando os dragões Vhagar e Sunfyre.[118]

### Vermax
- Vermax é o dragão montado por Jacaerys Velaryon, filho mais velho de Rhaenyra Targaryen. Jacaerys e Vermax tinham uma forte ligação, e o jovem príncipe montava Vermax com frequência. Na primeira temporada, Vermax é visto sendo treinado pelos guardiões de dragões e Jacaerys no Fosso dos Dragões. Na segunda temporada, Vermax vai com Jacaerys até às Gêmeas, onde o príncipe faz um acordo com o lorde e lady Frey para garantir a passagem do exército do Norte.

### Vhagar
- Vhagar, conhecida também como a "Rainha de Todos os Dragões", é um dos dragões mais poderosos e é a maior dragão viva durante a Dança dos Dragões. Ela foi montada por Visenya Targaryen durante a Conquista de Westeros.[119] Na primeira temporada, ela foi a montaria de Laena Velaryon, viajando com ela por Essos e durante uma noite, Laena ordena que ela a queime viva enquanto sofre em um parto mal sucedido.[120] Mais tarde, Vhagar foi montada por Aemond Targaryen, o filho de Viserys I, após o funeral de Leana. Ela foi responsável pela morte do dragão Arrax e Lucerys Velaryon, o que marcou o início da guerra civil Dança dos Dragões.[121] Na segunda temporada, Vhagar participou da Batalha de Rook's Rest e enfrentou a dragão Meleys, sendo derrubada por ela no chão. Depois, ela mata Meleys ao esmagar o pescoço dela em uma emboscada surpresa no fim da batalha.[122] Após descobrir que Rhaenyra conseguiu novos cavaleiros de dragões para Vermithor e Silverwing, Aemond, em ataque de fúria, voa com Vhagar até a cidade portuária de Sharp Point, e a destrói em chamas.

### Dreamfyre
- Dreamfyre é um dragão fêmea com uma longa história, sendo originalmente montada por Rhaena Targaryen, filha de Aenys I Targaryen. Mais tarde, Helaena Targaryen, filha de Viserys I, montou Dreamfyre. Ela é conhecida por sua beleza e temperamento relativamente dócil. Na primeira temporada, após o velório de Leana Velaryon, Dreamfyre é vista voando sobre os céus de Driftmark, ao regressar para King's Landing com Helaena. Durante a Dança dos Dragões, Dreamfyre permaneceu em King's Landing e não participou diretamente das batalhas.[123][124]

### Sunfyre
- Sunfyre, conhecido também por "O Dourado", é o dragão montado por Aegon II Targaryen. Conhecido por suas escamas douradas e asas de coloração rosada, Sunfyre era frequentemente descrito como o dragão mais belo de sua época.[125] Na primeira temporada, ele é visto em Driftmark quando Aegon e sua família foi para o funeral de Leana Velaryon. Na segunda temporada, Sunfyre e Aegon participam da Batalha de Rook's Rest, enfrentando a princesa Rhaenys e Meleys. Durante o conflito, Sunfyre sofreu graves ferimentos de Meleys e caiu com queimaduras após Vhagar lhe cuspir fogo, aos comandos de Aemond Targaryen.[126]

### Arrax
- Arrax é o jovem dragão de Lucerys Velaryon, filho de Rhaenyra Targaryen e Laenor Velaryon. Arrax foi escolhido por Lucerys quando ainda era um ovo, e o dragão cresceu ao lado de seu cavaleiro. Durante a Dança dos Dragões, Lucerys montou Arrax para uma missão diplomática em Storm's End, onde eles encontraram a morte nas mãos de Vhagar e Aemond Targaryen. A batalha no céu terminou tragicamente quando Vhagar, muito maior e mais experiente, despedaçou Arrax, levando Lucerys à sua morte.

### Vermithor
- Vermithor, conhecido também como "A Fúria de Bronze", é um dos maiores e mais antigos dragões vivos durante a Dança dos Dragões, e ele foi montado originalmente por Jaehaerys I Targaryen. Na primeira temporada ele é visto quando Daemon Targaryen vai até o Monte Dragão, conferir se o dragão ainda está formidável para a guerra. Na segunda temporada, Vermithor é montado durante a Semeadura Vermelha por Hugh Martelo, um bastardo que se aliou aos Pretos. Vermithor é descrito como um dragão de uma força devastadora essencial para o campo de batalha.[127][128]

### Moondancer
- Moondancer é um jovem dragão fêmea montada por Baela Targaryen, filha de Daemon Targaryen e Laena Velaryon. Moondancer é pequena e rápida, refletindo o espírito jovem e destemido de sua cavaleira. Na segunda temporada, Balea voa com Moondancer para fazer ver do alto os passos das tropas de Criston Cole.

### Stormcloud
- Stormcloud é um dragão filhote com escamas cinza-escuras chocado para o príncipe Aegon "o Jovem" Targaryen. Na 2ª temporada, ele é enviado para o Eyrie, ao lado de Aegon, a pedido de Lady Jeyne Arryn, que quer um dragão para proteger o Vale. Mais tarde, ele deixa o Eyrie com Aegon quando eles são enviados para serem transportados para Pentos a bordo do navio mercante Gay Abandon para ficarem sob a proteção do príncipe Reggio Haratis.

### Silverwing
- Silverwing é um dos dragões mais antigos, tendo sido montada por Alysanne Targaryen, esposa de Jaehaerys I. Silverwing é conhecida por sua natureza pacífica, tendo voado ao norte com Alysanne e pousado na Muralha, algo que outros dragões nunca haviam feito. Na segunda temporada, ela é montada por Ulf, durante a Semeadura Vermelha.[127][128]

### Sheepstealer
- Sheepstealer é um dragão selvagem, de cor rósea amarronzado, conhecido por sua habilidade em evitar ser capturado e por sua preferência em se alimentar de ovelhas. Na segunda temporada, ele vaga pelo Vale de Arryn comendo rebanhos de ovelhas e depois é encontrado por Rhaena Targaryen.[129]

### Tessarion
- Tessarion, conhecida também como a "Rainha Azul", é o dragão fêmea do príncipe Daeron Targaryen, o filho mais novo de Viserys I. Tessarion é conhecida por suas escamas azuis metálicas e por ser um dragão jovem, mas muito poderosa e hábil no combate. Na segunda temporada, ela é vista voando ao lado das tropas Hightower para o rio Vinhomel.[130]